# パリの公園と庭園の歴史

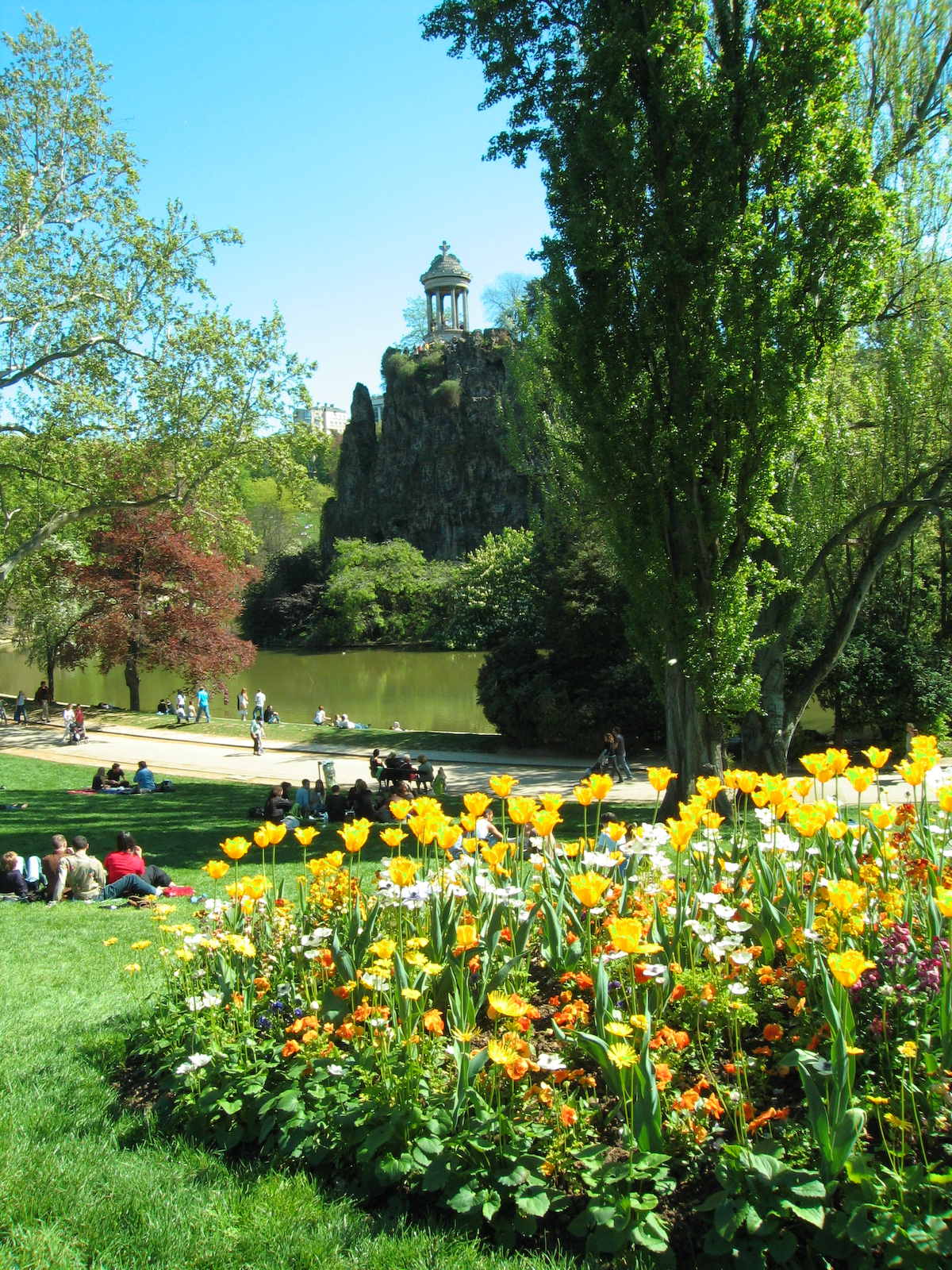
ビュットショーモン公園は、1867年にナポレオン3世によってオープンされた美しい風景の庭園

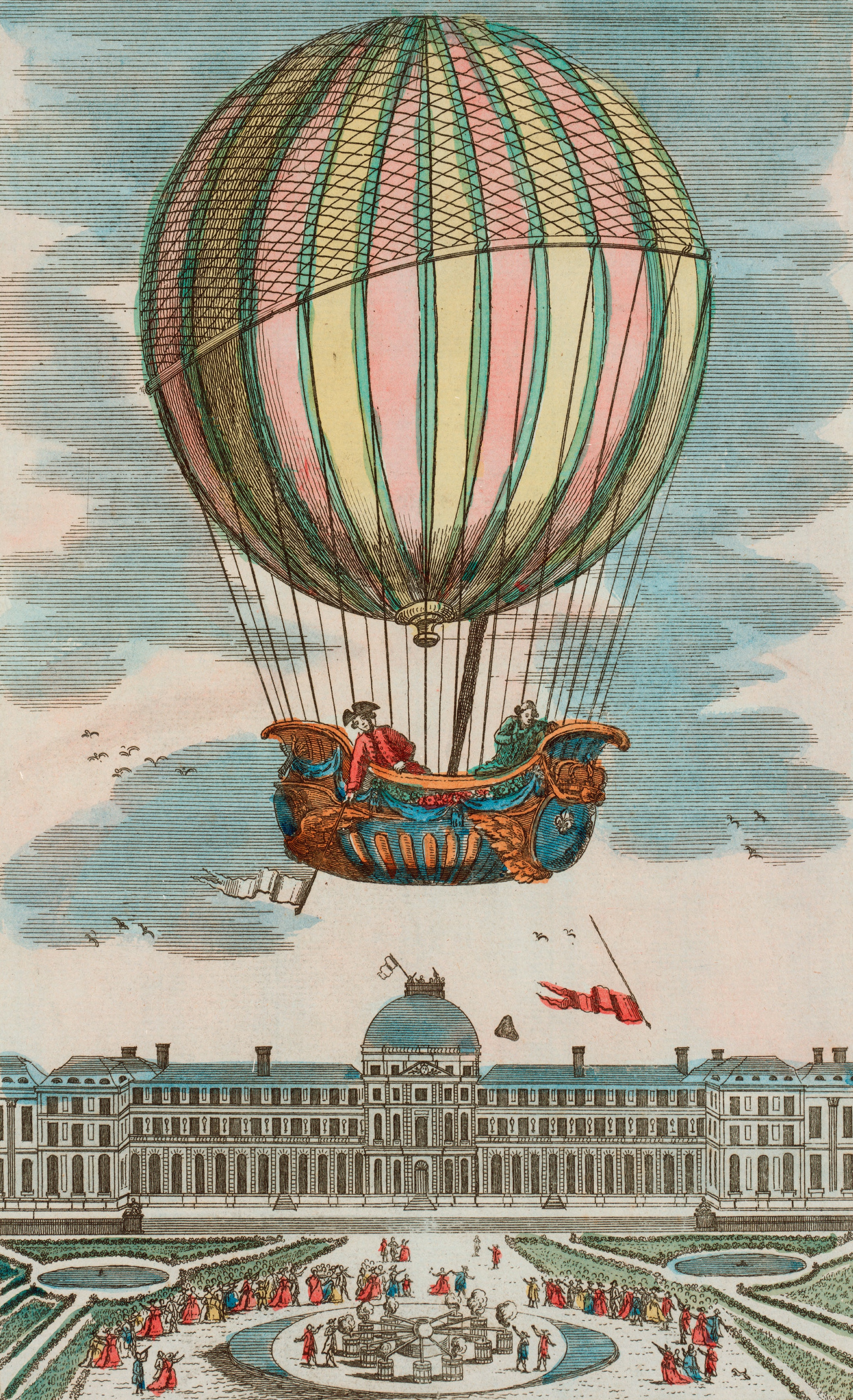
水素気球の最初の飛行は1783年12月1日にチュイルリー庭園から行われた。

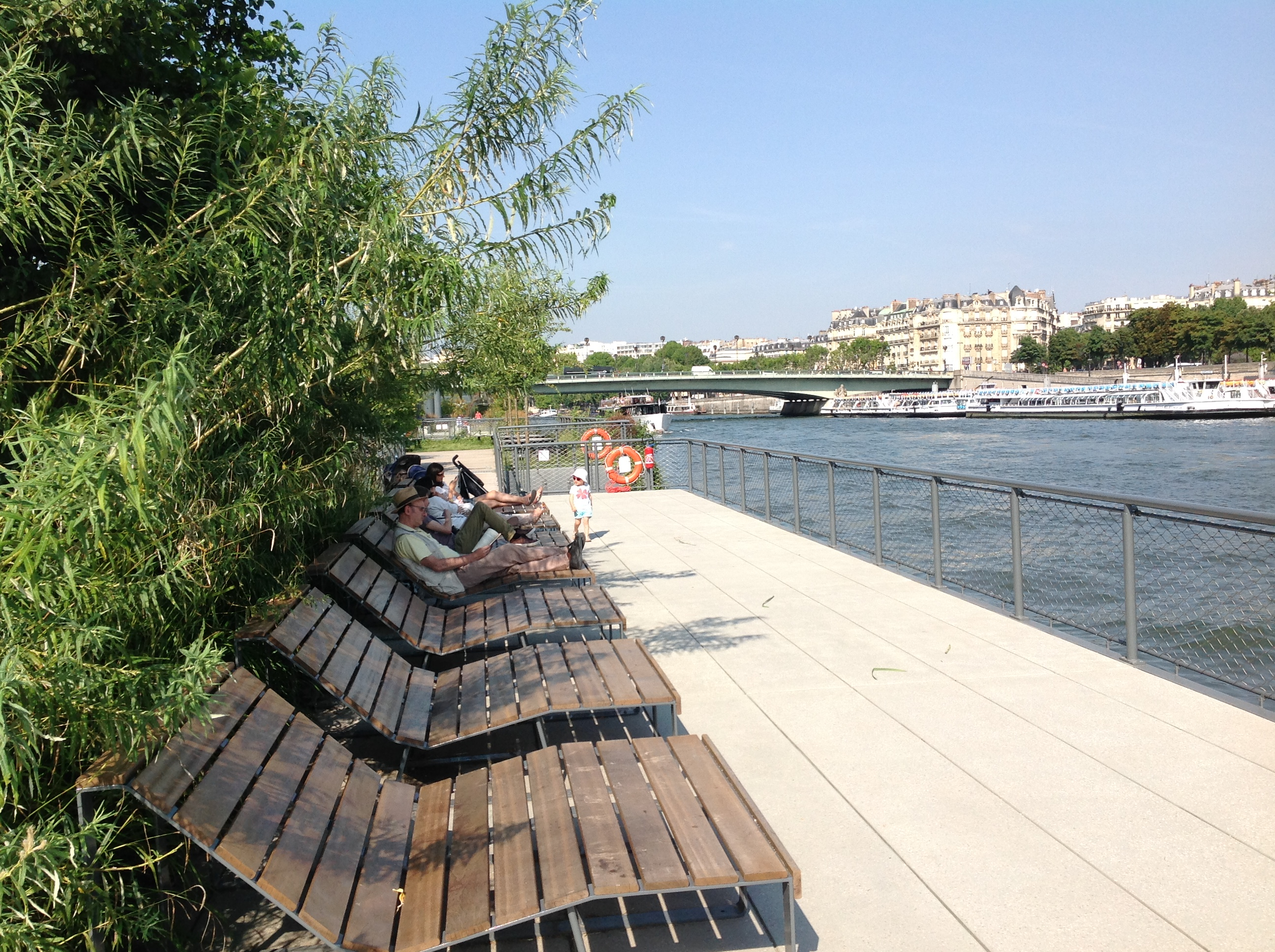
7区のセーヌ川左岸沿いにある長さ2.3キロメートルの公園、 プロムナード・デ・ベルジュ・ド・ラ・セーヌ （2013年）の「水上庭園」。

本項ではパリの公園と庭園の歴史（パリのこうえんとていえんのれきし）を概観する。
今日のパリには、421以上のパリ市立公園と庭園があり、3000ヘクタール以上、25万本以上の木がある 。
パリで最も古くかつ有名なのはチュイルリー庭園で、うち1回目はチュイルリー宮殿に付設するよう1564年に作庭された庭園、2回目は1664年にアンドレ・ル・ノートルによってやり直されたチュイルリー庭園である 。
1612年、マリー・ド・メディシスのために建てられたリュクサンブール宮殿にはリュクサンブール公園が付設されている。この宮殿には現在、フランス上院が設けられている 。
パリ植物園は、1626年に薬用植物の栽培のためにルイ13世 (フランス王)の主治医Guy de La Brosseによって創設されたパリで最初の植物園。 
1853年から1870年にかけて、 ナポレオン3世皇帝とパリ市公園及庭園の初代ディレクターであるジャン=シャルル・アルファンが、ブローニュの森 、 ヴァンセンヌの森、 モンスリー公園とビュットショーモン公園の4ヵ所、あたかも街の周りをコンパスで描くように市街地にあるたくさんの小さな公園、広場、庭園を創設。  1977年以降は166もの新しい公園が作られている。特に ラ・ヴィレット公園 （1987年 - 1991年）とアンドレ・シトロエン公園 （1992年）が双璧。 
パリの最も注目すべき最近の庭園の中には、都市公園ではないが、数々の公園と庭園を含め、ロダン美術館とケ・ブランリー美術館など博物館に付設する庭園である。

## ローマ時代から中世まで

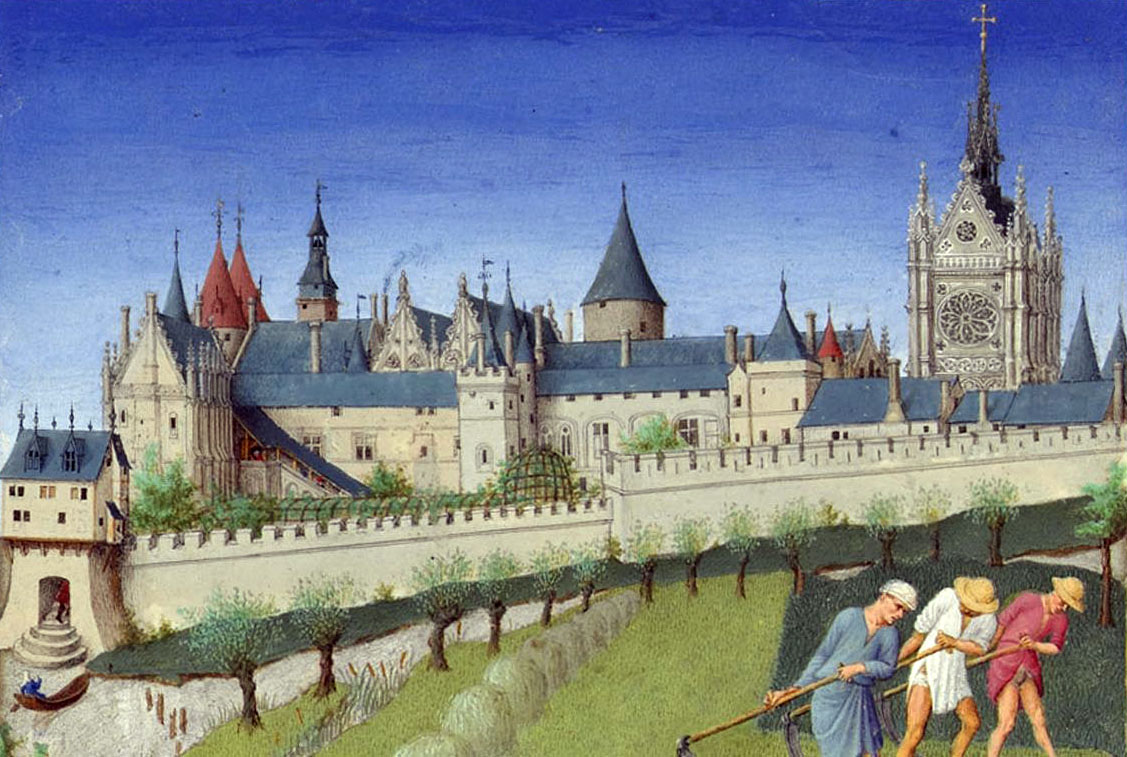
パレ・ド・ラ・シテに囲まれた庭が『ベリー公のいとも豪華なる時祷書』（1410）にあるこの図では見えている。旧庭園はPlace Dauphineになっている。

ローマ時代および中世のパリには、果物、野菜、薬草を生産するための庭園がありました。僧の瞑想のためにまたは貴族の喜びのために。しかし、ローマの町ルテティアにあった元の庭の痕跡は残っていない。
シテ島の王宮には、宮殿の南端にある城壁に囲まれた庭園があり、ポンヌフの近くにはヘンリー4世の像があります。ドフィネ広場が17世紀初頭に建てられたとき、庭は姿を消したという 。
左岸の修道院には、中世からフランス革命までの広大な庭園や果樹園がありました。 パリ植物園は、もともとサンビクター修道院に属していた土地に建設された。今日のリュクサンブール公園の大部分は、シャルトルー修道院に属していた。中世について今日発見されているのはクリュニー美術館 、アボットの旧居クリュニーの修道院などの庭でささやかで近代的なレクリエーションが展開されていたことである。

## ルネッサンス庭園と庭園・ア・ラ・フランセーズ（1564年-1700年）
1495年、 チャールズ8世と一族は、1494–1498年の第一次イタリア戦争の失敗後、イタリアからルネッサンス様式の庭園を導入 。フランスでの新たなルネッサンス様式の庭園は、線対称で幾何学的な植栽ベッドまたはパルテレスによって特徴付けられる。鉢植えの植物;砂利と砂の道;テラス;階段とランプ;運河、 滝 、記念碑的な噴水といった形で水を動かし、人工洞窟 、 迷宮 、神話の像の像を広範囲に利用。また、宮殿に垂直な長軸を特徴としており、水域と庭園全体の眺めを備えていた。ルネサンスの理想と寸法の割合を説明し、 古代ローマの美徳を視聴者に思い出させるために設計されていた 。フランスの王は、アイデアを輸入しただけでなく、イタリアの庭師、造園家、噴水メーカーも輸入して庭を生み出した。フランスでの最初の例は大きな庭のためのスペースがもっとあった、パリから離れた場所でアンボワーズ王室（1496年）、ブロワ城 （1500年頃）、 フォンテーヌブロー城 （1528年）、 シュノンソー城 （1521年）などで展開され、1560年にカトリーヌ・ド・メディシスも屋敷に庭園を設けた。
17世紀半ば、 ルイ14世時代 、フランス式庭園、ジャルダン・アラ・ラ・フランセーズがルネサンス様式の庭園から徐々に置き換わりはじめる。それはより形式的で幾何学的であり、自然に対する王の支配を象徴していた。最も有名な例は、1661年にアンドレ・ル・ノートルによって作られたベルサイユ宮殿の庭園（gardens of Versailles）であった。ル・ノートルは、1664年からは新しいスタイルでチュイルリー庭園を作り直している。

### ジャルダン・デ・チュイルリー（1564年）

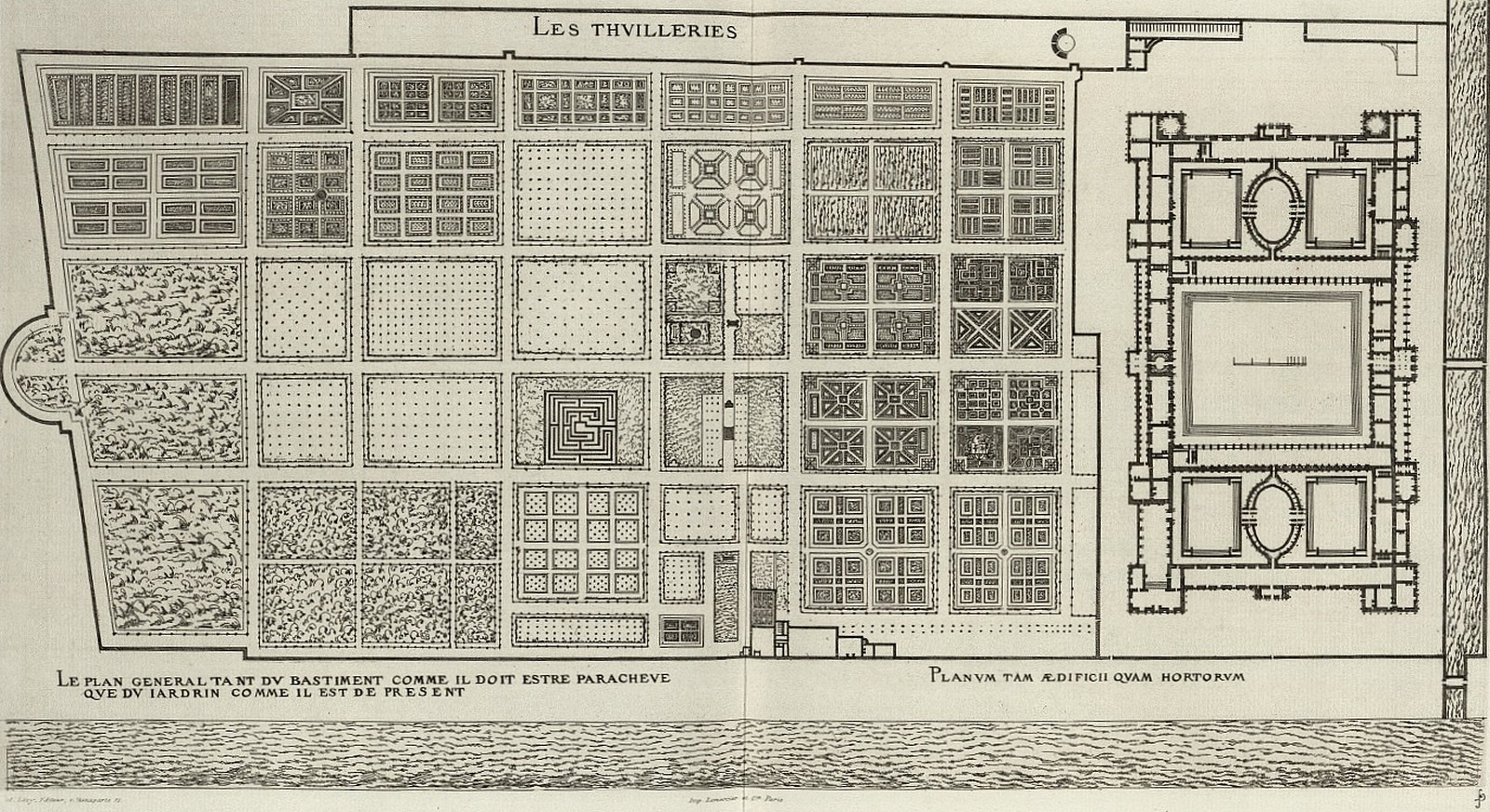
1576年からのチュイルリー庭園の計画案

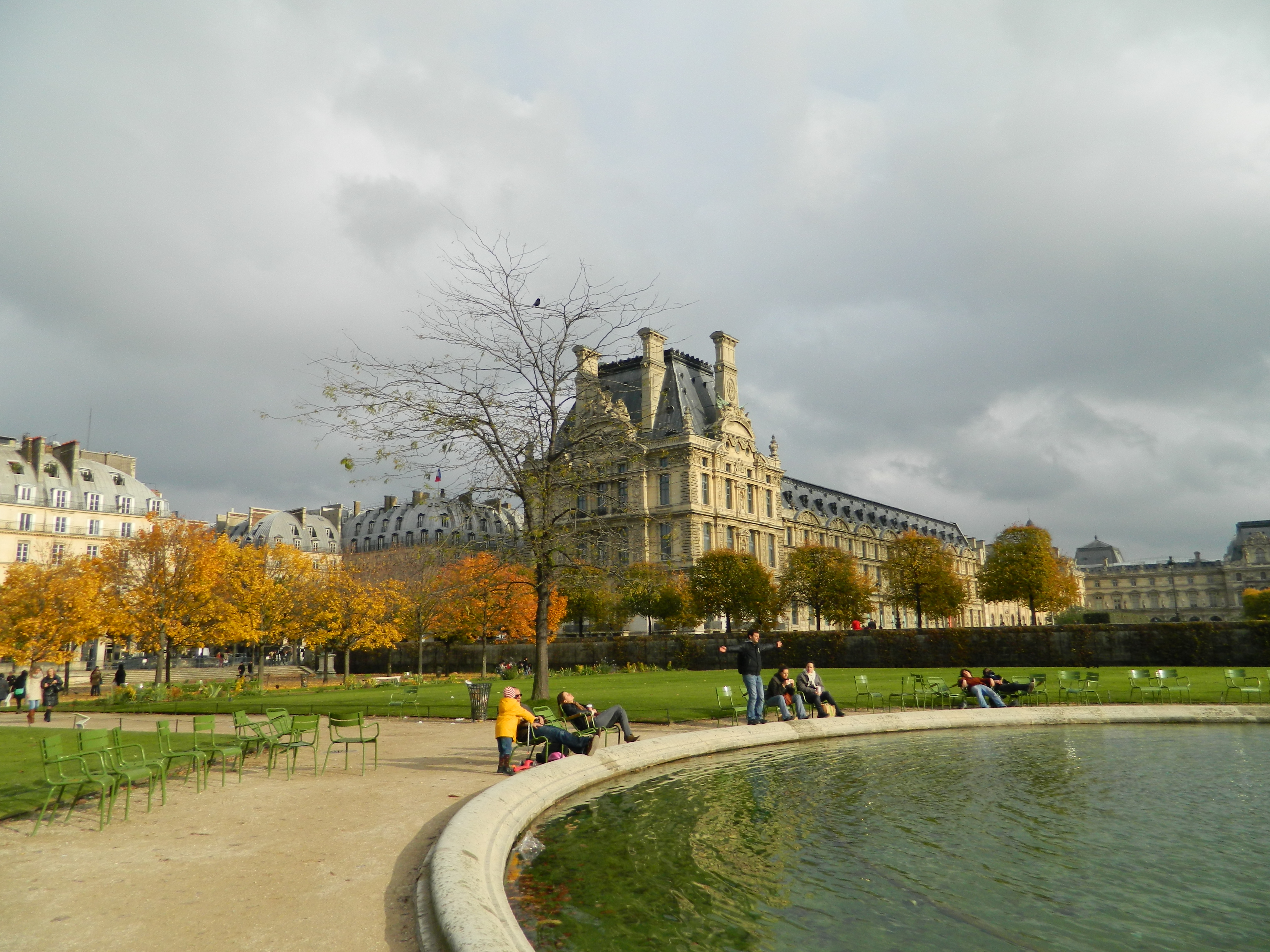
1564年にCatherine de 'Medici女王のために造られ、1664年にルイ14世のためにアンドレ・ル・ノートルによって作り直されたチュイルリー庭園

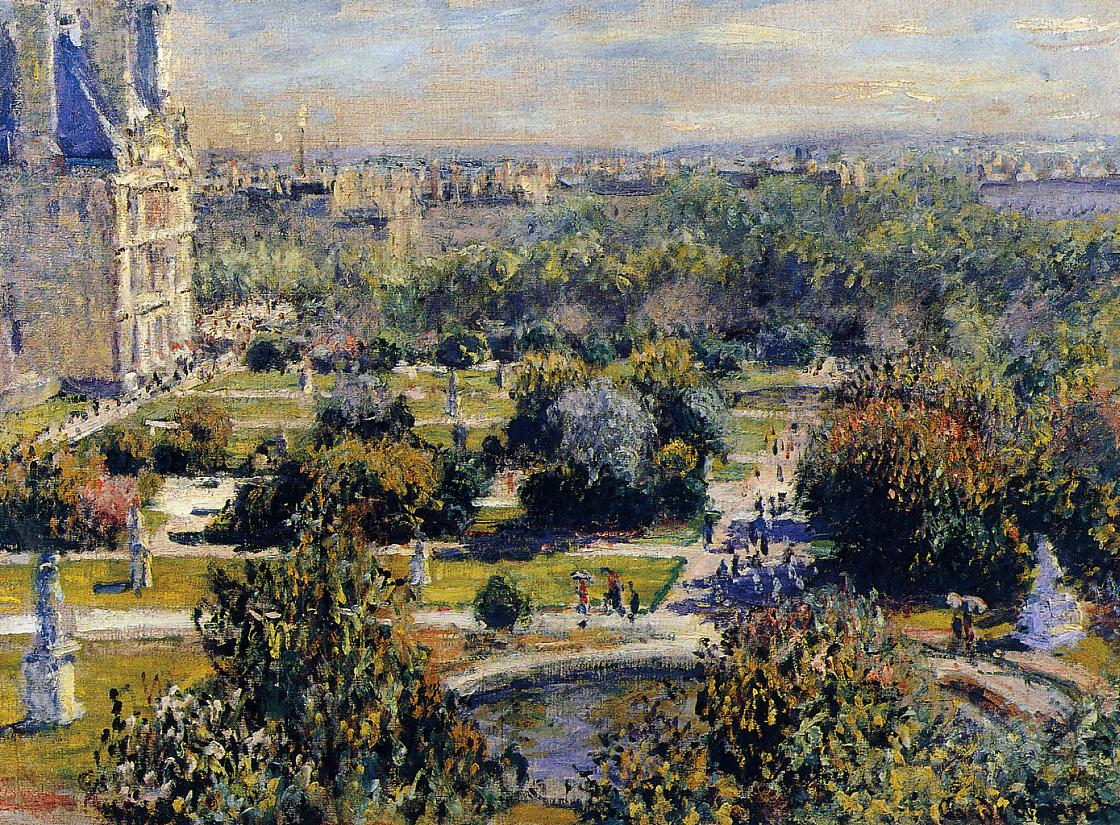
クロード・モネ が描いたチュイルリー公園（1876）

パリのルネサンスの最初の王室庭園は、カトリーヌ・ド・メディシスが新しいチュイルリー宮殿の西側に1564年に作られたチュイルリー公園である。故郷フィレンツェの庭園、特にボボリ庭園に触発され、フィレンツェの庭師、ベルナール・デ・カルネセッキによって作らせた。庭はセーヌ川に沿って配置され、垂直の路地とツゲの木の生垣とヒノキの木の列で区切られた果樹と菜園で正方形に分割された。ベルナール・パリッシーによって設計され、キャサリンが中国磁器の秘密を発見するために割り当てたボボリのように、ファイアンスでの 「モンスター」を備えた洞窟を備えていた。
ヘンリー4世の下で、有名な作庭家の父であるピエール・ル・ノートルの参加を得て、 クロード・モレの設計に従って古い庭が再建された。庭を見下ろす北側に長いテラスが建設され、中心軸に八角形の盆地とともに円形の盆地が建設された。
1664年に彼の庭はアンドレ・ル・ノートルによって古典的なフランス式庭園スタイルで再び作り直された。彼は、庭の東端の円形の盆地の周りにグランカレを追加し、西端の馬蹄形のランプを追加して、庭全体を眺めることができるようにした。
1667年、 眠れる森の美女と他の有名なおとぎ話の作者であるシャルル・ペローは、 ルイ14世に庭を時々公開することを提案。彼の提案は受け入れられ、一般の人々（制服を着た兵士、使用人、物ごいを除く）は園内の遊歩道を特定の日に散策することが許可された。

### クール＝ラ＝レーヌ（Cours-Albert-I）（1616年）

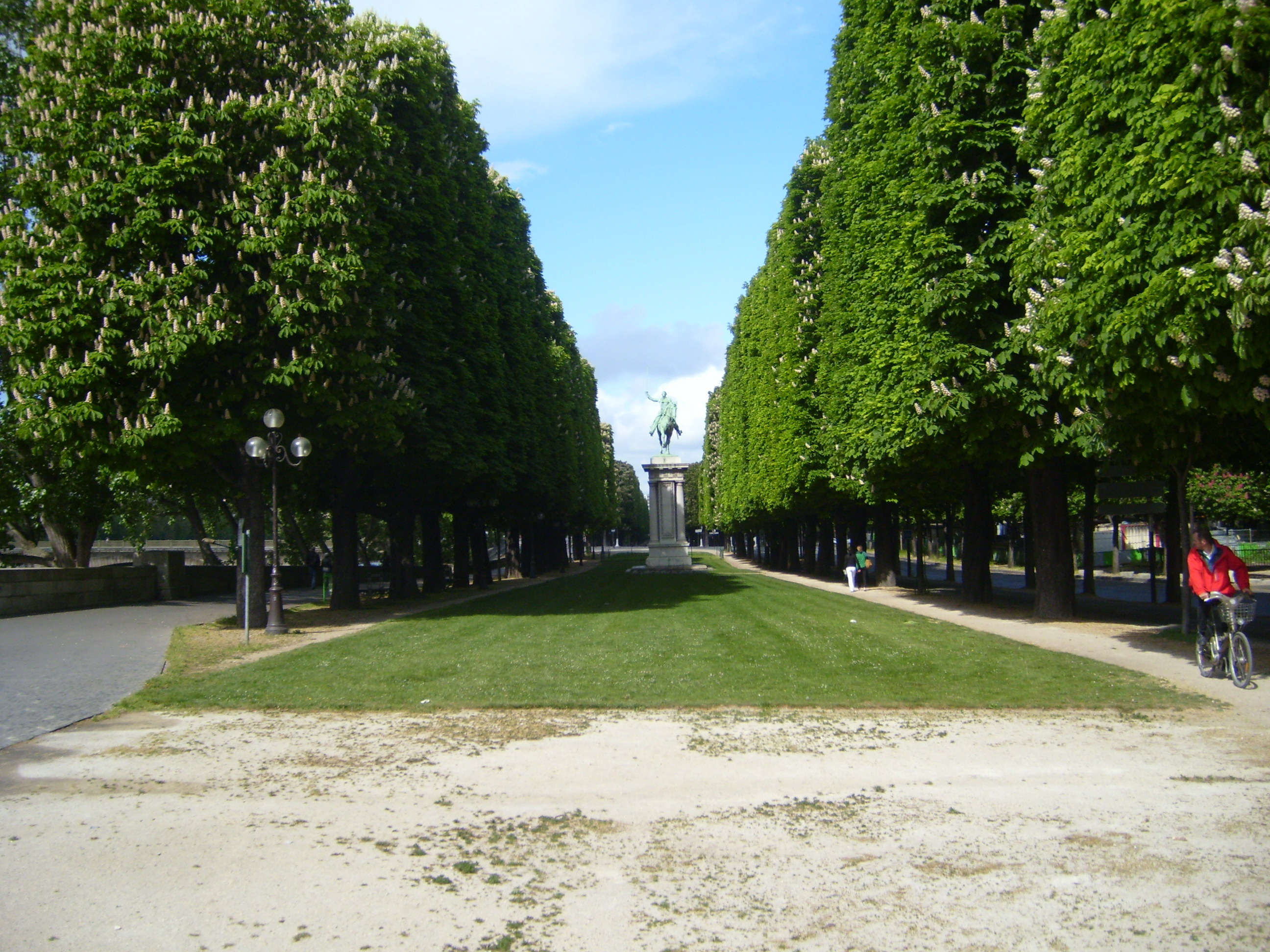
クール＝ラ＝レーヌ（1616）

クール＝ラ＝レーヌ （今日の一部は第一次世界大戦中のベルギー王にちなんでCours-Albert-Iと名付けられた）は、 マリー・ド・メディシスによって設けられた。セーヌ川沿いの長い遊歩道（1.5キロメートル）に、元々4本のニレの木が植えられておりシャンゼリゼの前に建てられたこの建物は、徒歩または馬に乗った貴族向けの人気のある遊歩道である。

### ロワイヤル広場（現在のPlace des Vosges）（1605年–1612年）
ロワイヤル広場（1800年にPlace des Vosgesに改名）は、 ヘンリー4世の命で1605年から1612年の間につくられた住宅広場と公共公園。儀式の中で国王が「家の中で密接圧迫されているパリの居住者のための遊歩道用の場所」を求めた。  広場は一辺の長さが108メートルで、同じ高さで同じ様式の家が並んでいた。 それがルイ13世の馬に乗る彫像で満たされる1639年まで、広場の中心は空。 広場は斜めの路地で花壇と芝生に分けられている。彫像はフランス革命で破壊され、それから修復までの1822年に新しい彫像と交換された。1840年に4つの噴水が追加された。

### ドフィネ広場（1607年）とヴェール=ガラン広場（1884年）

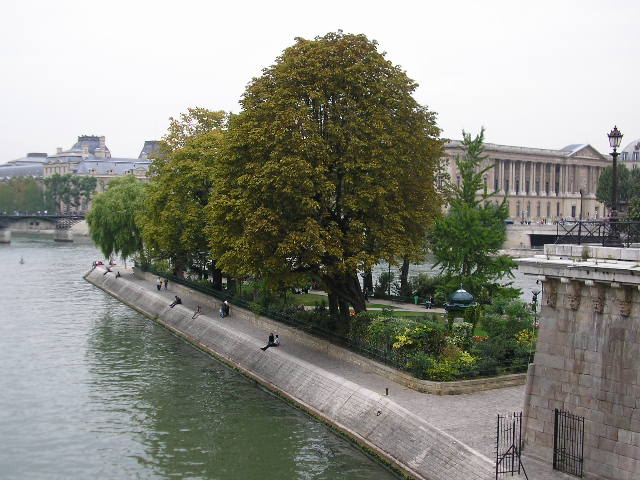

ドフィネ広場は、 ヘンリー4世の命令により建てられた、ロワイヤル広場に次いで2番目に計画された住宅広場。シテ島の南端、古い王宮の庭の場所にあり、将来のルイ13世王にちなんで名付けられ、1606年に完成したポンヌフ橋に触れるポイントで、三角形の形に建てられた。馬に乗ったヘンリー4世の像が1614年の未亡人マリー・ド・メディチの提案による広場で元の像はフランス革命中に破壊されたが、1821年に新しい像に置き換えられた。
橋の建設により、2つの小さな島がシテ島に加わる。これらの島の1つは、 テンプル騎士団の最後のグランドマスターであるジャック・ド・モレーが1314年に火傷を負った場所。橋の下の島とヘンリー4世の像は、 1884年、多くのロマンチックな出来事で有名なヘンリー4世の愛称である「ギャラントグリーン」であるヴェールガラントに捧げられた。

### 植物園（1626年）

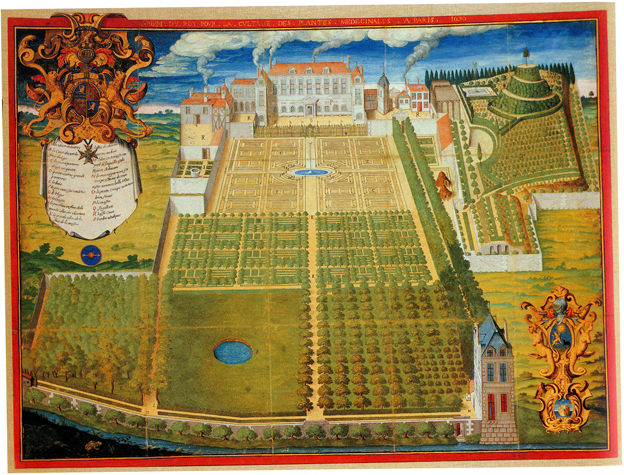
それはロイヤルデハーブのハーブ薬園だった。1636年に植物園に

The Jardin des Plantes, originally called the Jardin royal des herbes médicinales, was opened in 1626, under the supervision of Guy de La Brosse, the physician of King Louis XIII. Its original purpose was to provide medicines for the court. It was built on land purchased from the neighboring Abbey of Saint Victor. A labyrinth and belvedere from 1840 can still be seen in the northwest section of the garden. In 1640, it became the first Paris garden to open to the public.
In the eighteenth century, under the French natural scientist Georges-Louis Leclerc, Comte de Buffon, who directed it from 1739 to 1788, the garden was doubled in size by an exchange of land with the Abbey, extending down to the banks of the Seine, and was greatly expanded with the addition of trees and plants brought by French explorers from around the world. One can see today a Robinia tree planted in 1636, and a sophora from 1747.
In 1793, after the Revolution, the royal garden became the National Museum of Natural History, and a zoo was added. with animals brought from the Palace of Versailles. The garden was expanded again, and a school of botany founded. The first greenhouse was built in 1833 by Charles Rohault de Fleury, a pioneer in the use of iron in architecture. The first of the large greenhouses seen today was built by Jules André in 1879; the greenhouse of cactuses by Victor Blavette in 1910; and the tropical greenhouse, 55 meters long, by René Berger in 1937. The alpine garden was added in 1931, and the rose garden and the Jardin des vivaces were added in 1964.

### リュクサンブール公園（1630年）

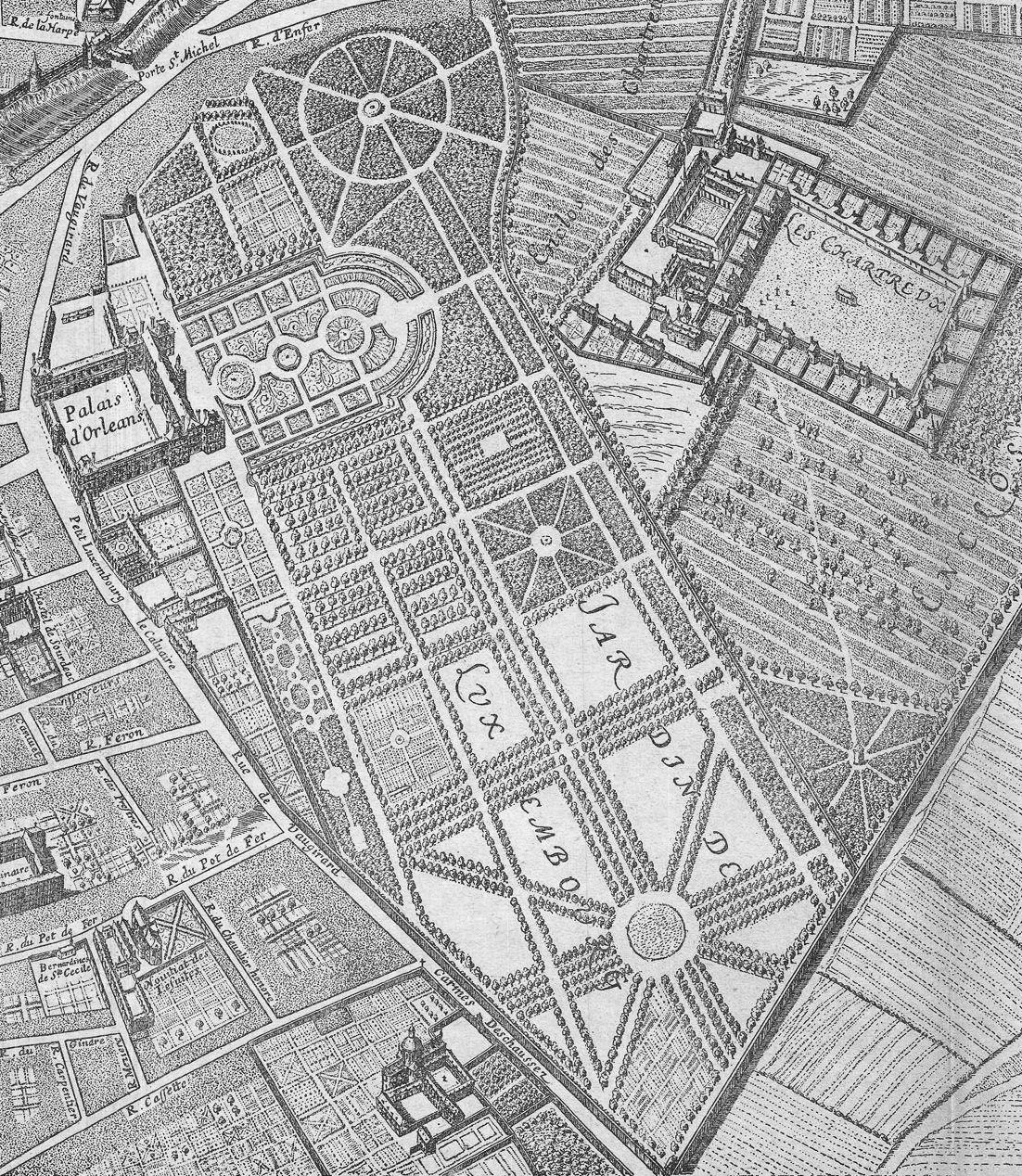
1652年のリュクサンブール公園

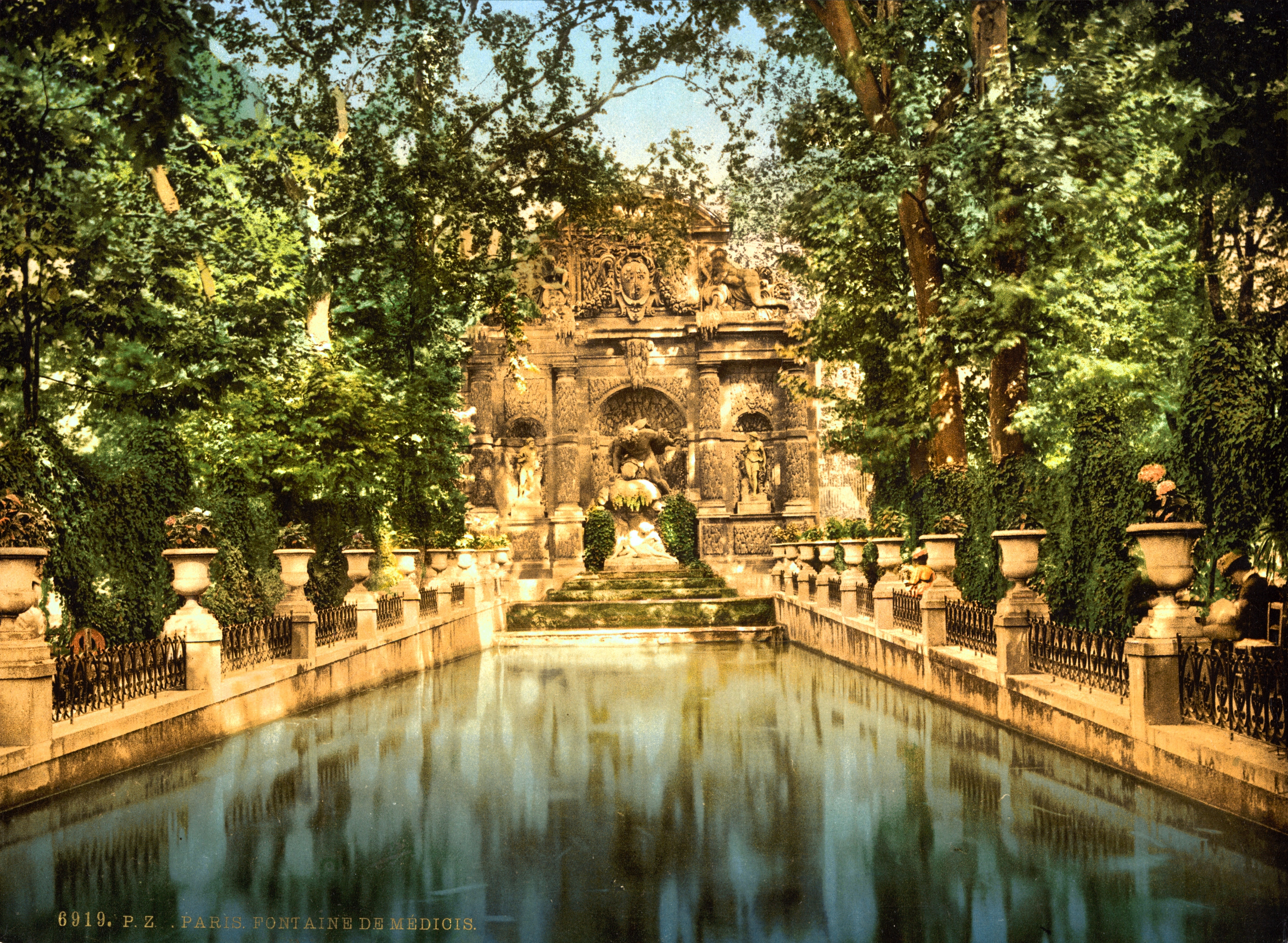
リュクサンブール公園のメディチ家の泉

The Jardin du Luxembourg was created by Marie de' Medici, the widow of Henry IV between 1612 and 1630. It was placed behind the Luxembourg Palace, an imitation of the Pitti Palace in her native Florence. She began by planting two thousand elm trees, and commissioned a Florentine gardener, Tommaso Francini, to build the terraces and parterres, and the circular basin the center. The Medici Fountain was probably also the work of Francini, though it is sometimes attributed to Salomon de Brosse, the architect of the palace. After Marie de' Medici's death, the garden was largely neglected. The last royal owner was the Count de Provence, the future King Louis XVIII, who sold the eastern part of the garden for building lots.
After the French Revolution, the government of the French Directory nationalized the large pépiniére, or nursery, of the neighboring monastery of Chartreux, and attached it to the garden. In 1862, during the Second Empire, Georges-Eugène Haussmann replanted and restored the gardens, but also took a portion of the nursery in order to make room for two new streets, Rue Auguste Comte and Place André Honnorat. The Medici fountain was moved back to make room for the Rue de Medicis, and the present long basin and the statuary were added to the fountain.
During the reign of Louis-Philippe, who was fond of heroes of French history, the garden was decorated with the statues of the Queens of France and French women saints. During the French Third Republic, the government added the statues of writers, painters, composers, mythical figures, and a miniature of the Statue of Liberty by Frédéric Auguste Bartholdi. bringing the number of statues to more than seventy.

### パレ＝ロワイヤル（1629年）

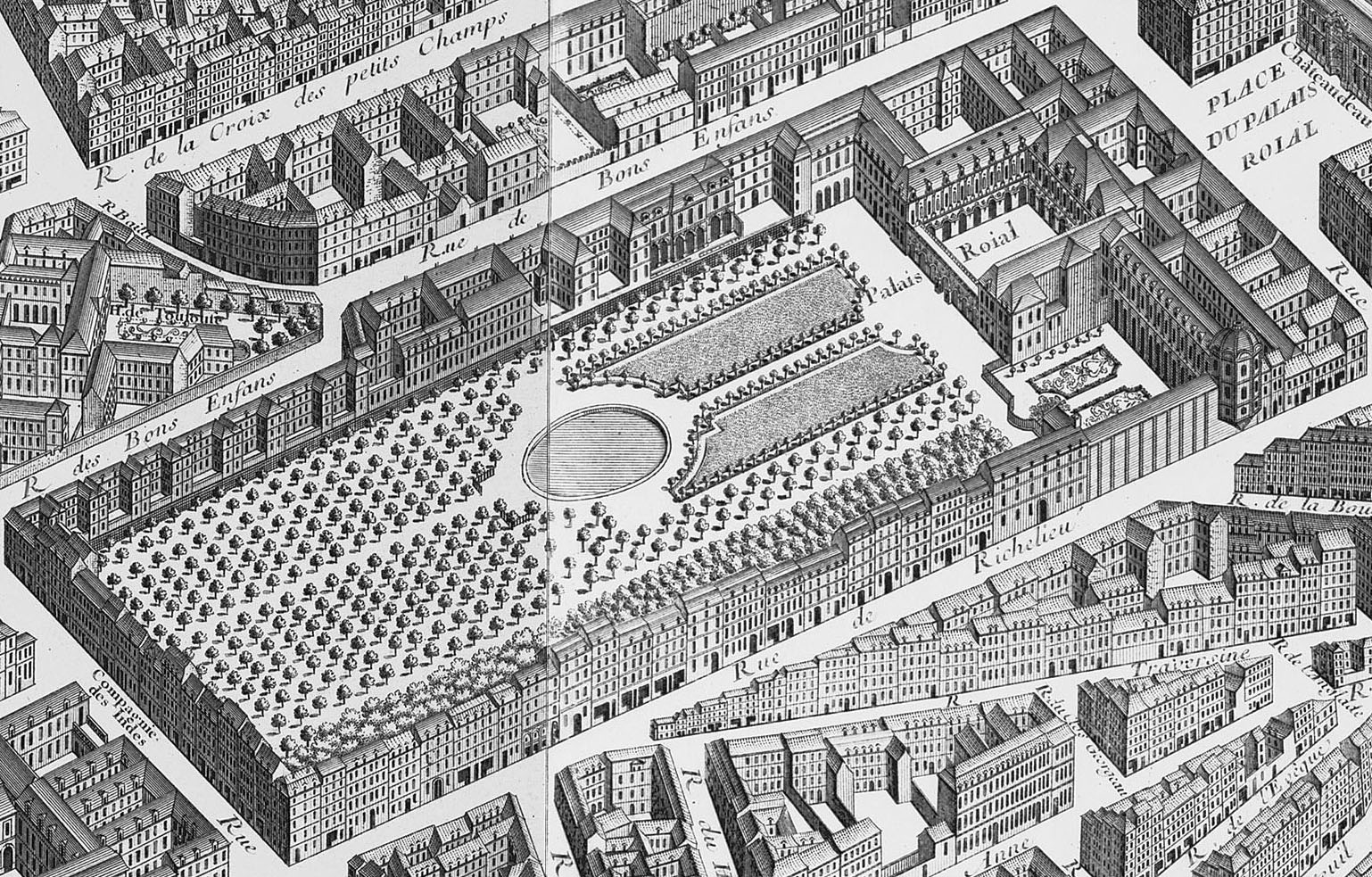
1739年にパレロワイヤルの庭園

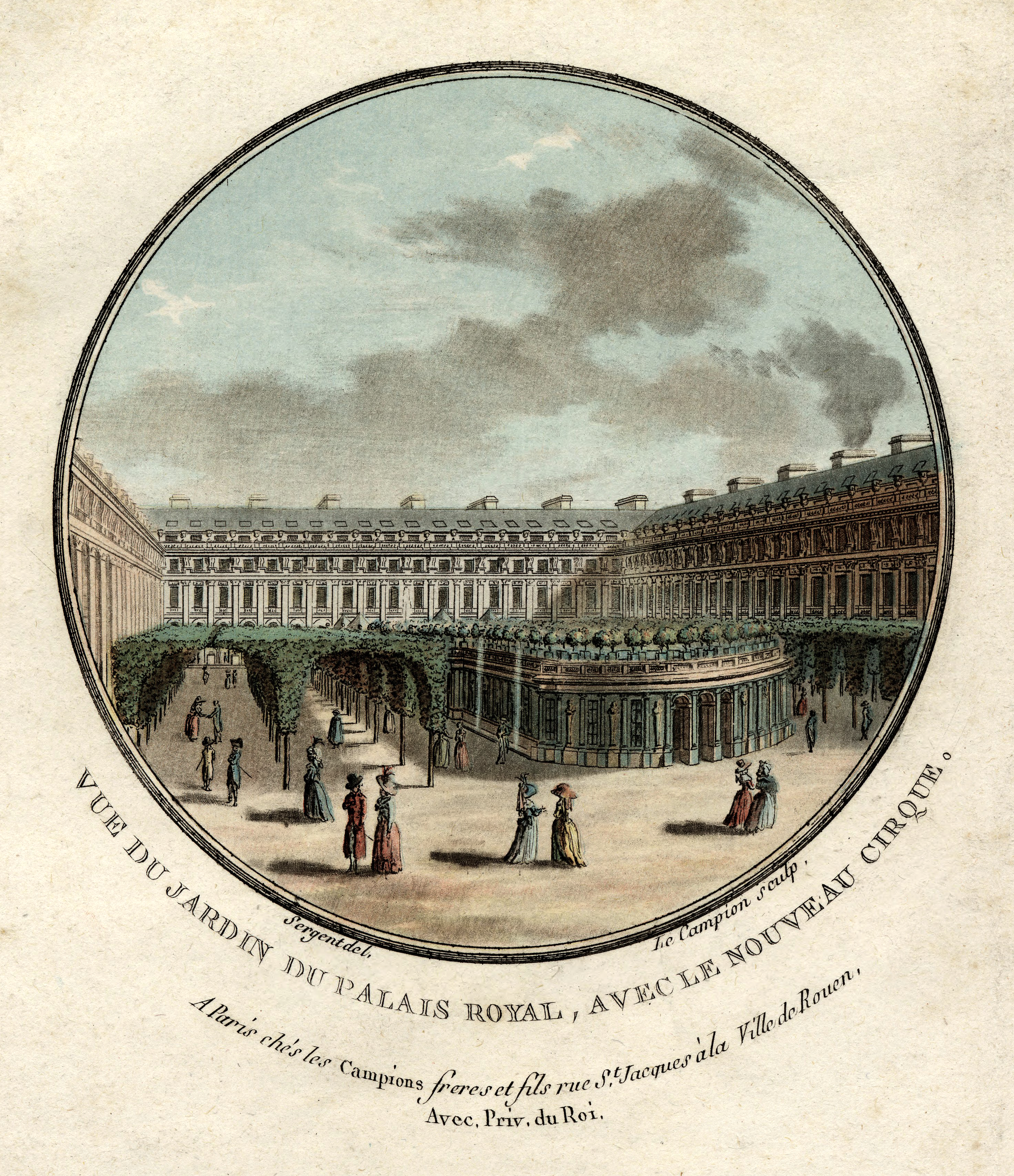
サーカス、または乗馬ホールを示す1807年にパレ - ロイヤルガーデンの眺め

The garden of the Palais-Royal was built by Cardinal Richelieu, after he bought the hôtel d'Angennes in 1623 and turned it into his own residence, the Palais-Cardinal. When he died he left it to Louis XIV, who had played in the gardens as a child, and in 1643 it became the Palais-Royal. The garden, designed by Claude Desgots, featured two rows of elm trees, elaborate parterres and ornamental flower beds, statues, fountains and two basins, and a grove of trees at one end. It became the property of Monsieur, the brother of Louis XIV, in 1692, and thereafter belonged to members of Orleans branch of the dynasty. After the death of Louis XIV, it became the residence of the Regent, Philippe II, Duke of Orléans, whose dissolute lifestyle provoked many scandals. The gardens became a popular meeting place for writers, and also a place frequented by prostitutes.
A fire destroyed much of the Palais in 1773, and the owner, Louis Philippe II, Duke of Orléans, decided to turn it into a profit-making establishment. He built an arcade of shops and cafés encircling the garden, with residences above, with a wooden gallery for promenading around the garden. A circus was established in the center for horseback riding. Since it was private property, he police were not permitted access. In the years before and after the Revolution, the garden and surrounding buildings became the meeting place for revolutionaries, for political debate, gambling and higher-class prostitution. The Theatre-Francaise, the future Comédie-Française, was established there in 1787. During the Revolution, the garden and arcade was nationalized, and the heads of those guillotined were on several occasions carried on pikes by a crowd around the garden, in front of the diners in the cafes. The owner of the garden, though he supported the Revolution and changed his name to Philippe-Egalité, was guillotined in 1793.
After the Restoration, the new Duke of Orleans, Louis-Philippe recovered his property, and returned it to respectability. He expelled the gambling salons and prostitutes, and had the garden and arcade rebuilt into roughly the way they look today. The Palais-Royale was burned by the Communards in May 1871, along with the Tuileries Palace and other symbols of royalty, and were rebuilt. During the 20th century, the residences overlooking the garden were the home of many French celebrities, including André Malraux, Jean Cocteau and Colette. and Two works of modern sculpture were added in 1986; an arrangement of columns, by Daniel Buren, and a fountain-sculpture of steel balls, by Pol Bury.

## イングリッシュガーデンとフォリー（1700年–1800年）

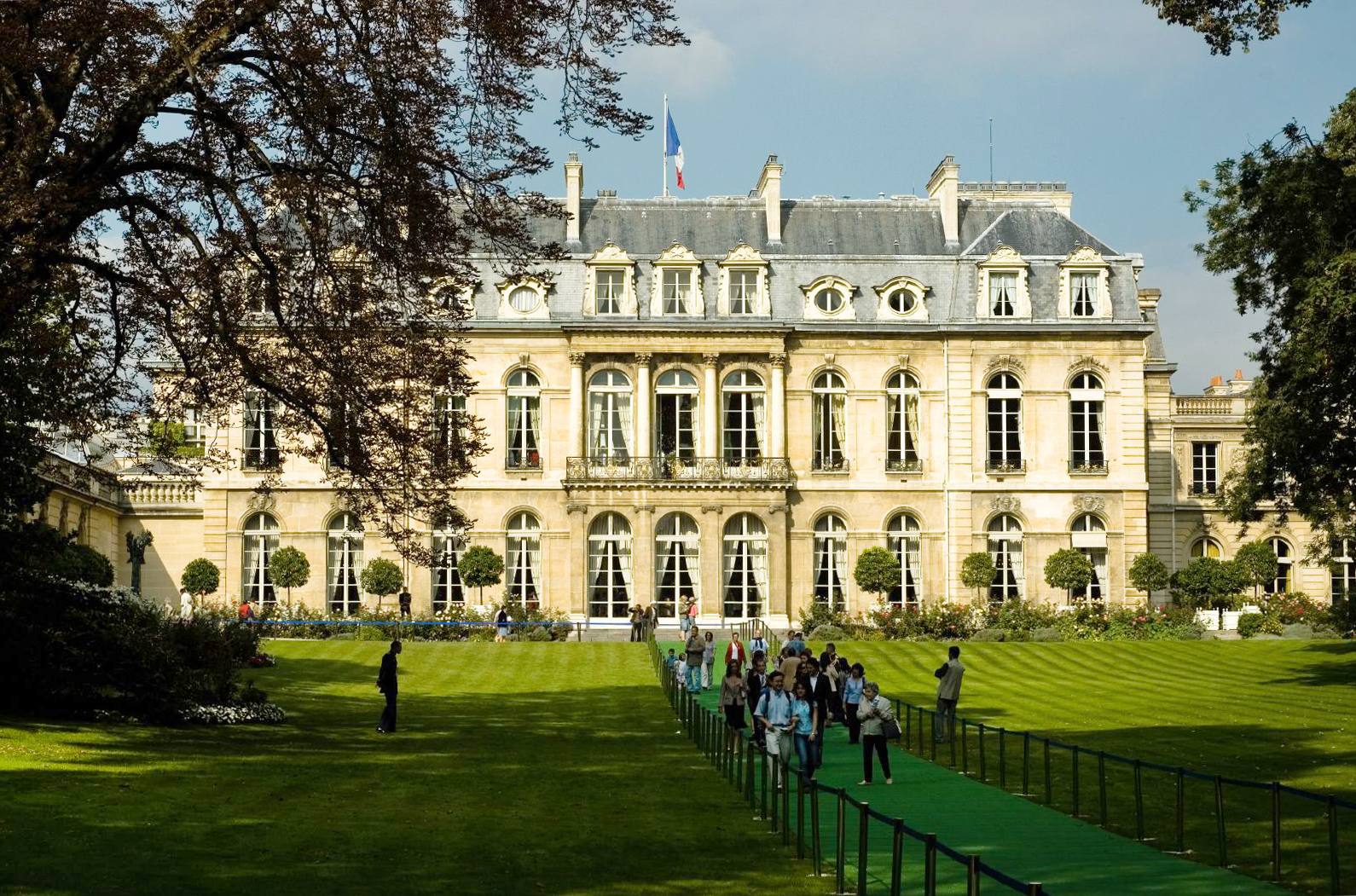
フランス大統領（1722年）の邸宅であるエリゼ宮殿の庭園は、革命以前はパリで最大の私有庭園でした。

18世紀半ばからフランスの庭園は、より整形式で幾何学的なジャルダン・アラ・ラ・フランセーズに取って代わり始めた。新しいスタイルは、18世紀初頭にイギリスの風景庭園または英中華庭園としてイギリスで生まれた。理想化されたロマンチックな風景と、ユベール・ロベール 、 クロード・ロラン 、 ニコラス・プッサンの絵画、 中国の庭園に関するヨーロッパのアイデア、 ジャン=ジャック・ルソーの哲学に触発される   。フランスで最も初期のスタイルの例は、 コロンブとアルジャントゥイユ間のセーヌ川沿いにあるムーラン・ジョリ （1754–1772）。最も有名なのは、 ヴェルサイユ宮殿にあるマリー・アントワネットのアモー・ド・ラ・レーヌ （1774–1779）。
18世紀後半には、セーヌ右岸と左岸の両方に連なるフランス貴族のパリのタウンハウスには、通常は英国式の庭が供えられた。パリで最大の私有庭園は、現在もフランス大統領の住居であるエリゼ宮 （1722年）である（現在まで）。また、フランス首相の公邸であるマティニョン館 （1725年）（どちらも一般公開されていない）。
フォリーは、18世紀の終わりに現れたパリの庭園でも特定種である。個人所有であっても一般公開され、娯楽と教育の両方のために設計されており、世界のさまざまな地域やさまざまな世紀の建築モデルで満たされている。パリの初期のフォリーのほとんどは寿命が短く、建物の区画に分割されていた。最も有名なフォリーは 、ブエキシエールのフォリー （1760）、ブタン（1766）、ボージョン（1773）、フォリー・セントジェームス （1777–1780）であった。大きく変化したが生存者の一人は、モンソー公園 。

### モンソー公園（1778年）

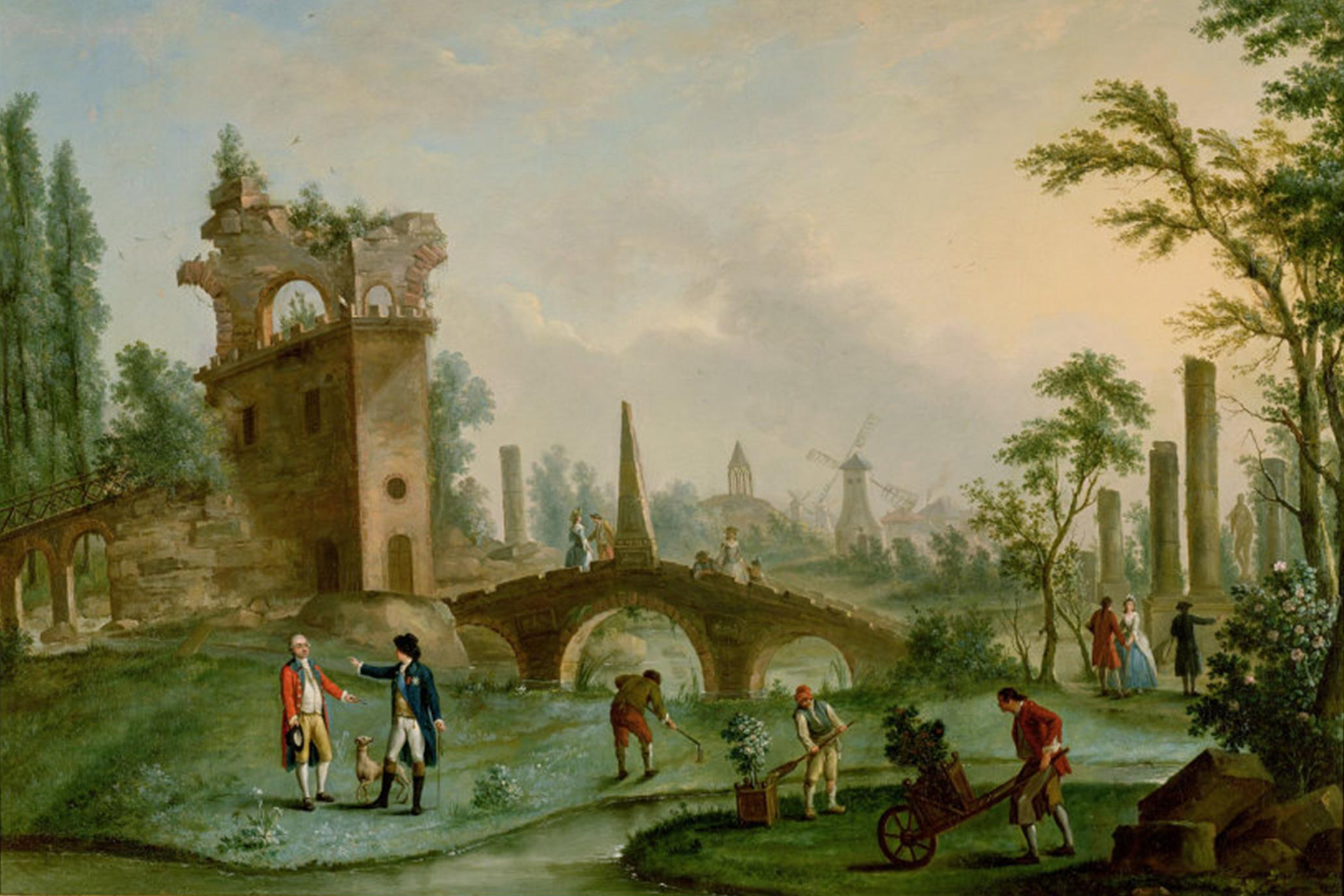
ルイ・カロリス・カルモンテールによる、 モンソー公園のために作った葉のイラスト。

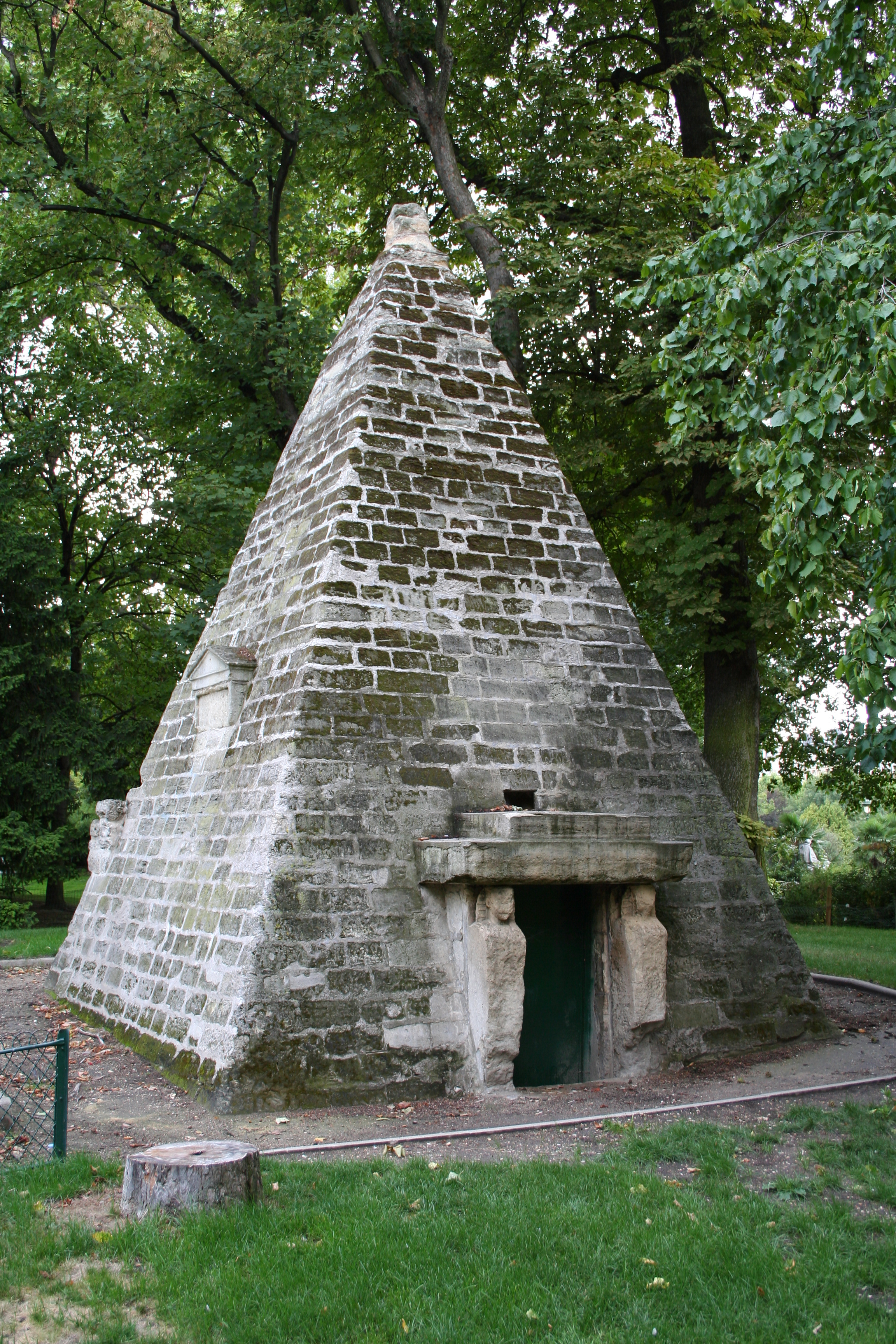
モンソー公園のエジプトのピラミッド。

Parc Monceau was established by Phillippe d'Orléans, Duke of Chartres, a cousin of King Louis XVI, wealthy, and active in court politics and society. In 1769 he had begun purchasing the land where the park is located. In 1778, he decided to create a public park, and employed the writer and painter Louis Carrogis Carmontelle to design the gardens. In 1778, when the garden opened, Carmontelle was accused of imitating the English garden. In his book of images of the garden published in 1779, he responded: "It is not at all an English garden that we made at Monceau... we reunited in one single garden all times and all places. It is a simple fantasy, the desire to have an extraordinary garden, a pure amusement, and not a desire to imitate a nation, which, in making "natural" gardens, runs a roller over all the lawns and ruins nature." The park contained dozens of fabriques, or constructions, including an Egyptian pyramid, antique sculptures, a Gothic ruin, a Tatar tent, a Dutch windmill, a minaret, a Roman temple, and an enchanted grotto,. Visitors to the garden were instructed to follow a certain path, from site to site. The experience was enhanced by park employees in exotic costumes, and camels and other rare animals.
Beginning in 1781, most of the fabriques were removed, and Parc Monceau was remade into a more traditional English landscape garden. During the reign of Napoleon III, the park became the property of the city of Paris, and was made into a public park. Sections of the park were sold for the construction of large new townhouses to help finance the construction of the park. The park was surrounded by a monumental ornamental iron gate and fence and planted with a wide variety of exotic trees, shrubs and flowers. During the French Third Republic, the park was filled with statues of composers and writers. An arcade of the old Hôtel de Ville, burned by the Paris Commune in 1871, was installed in the garden to provide a picturesque ruin. A few traces of the original folly, including the Egyptian pyramid, can still be seen.

### バガテル公園 （1778年-1787年）

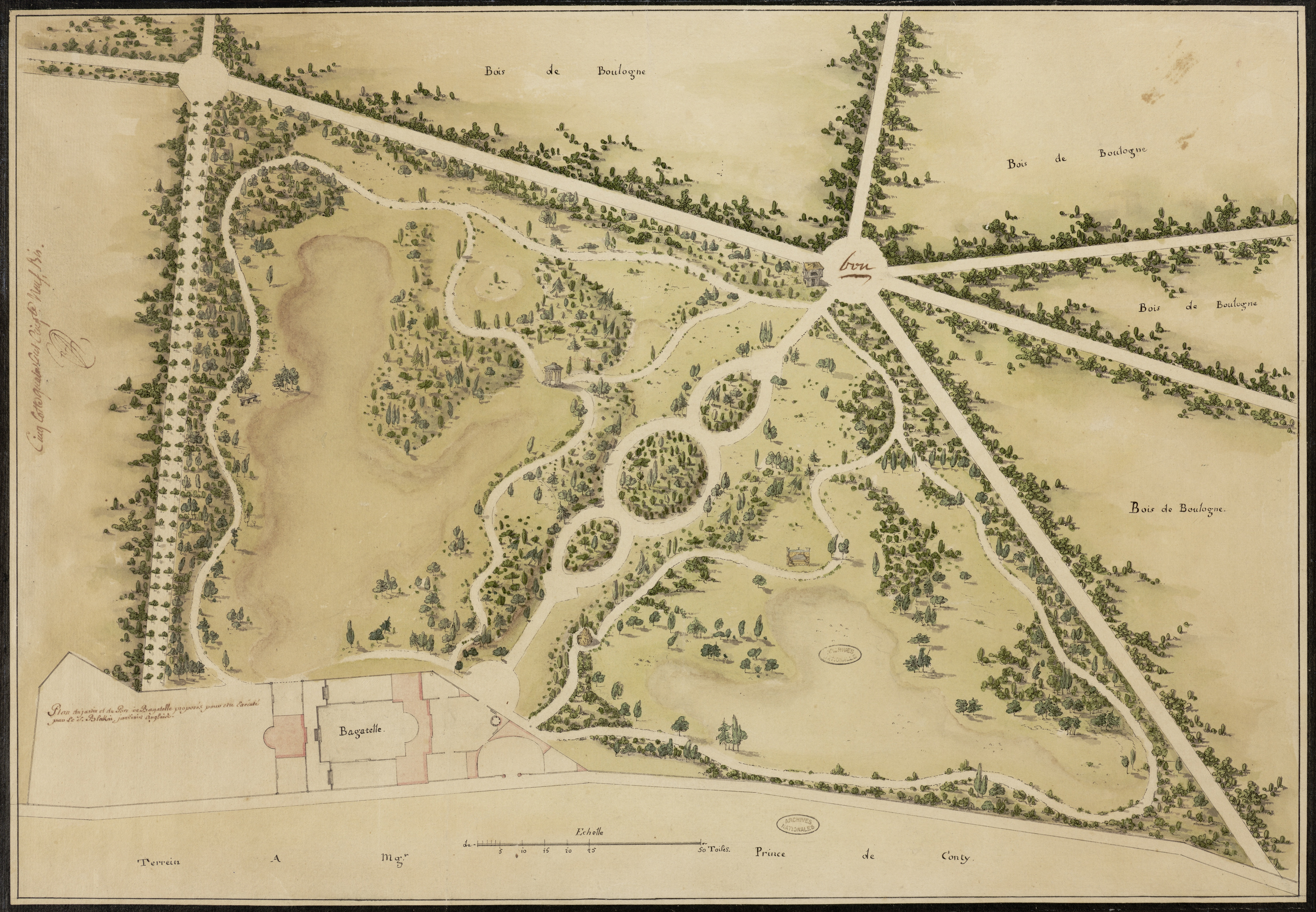
Thomas Blaikieが手掛けた庭園の地図

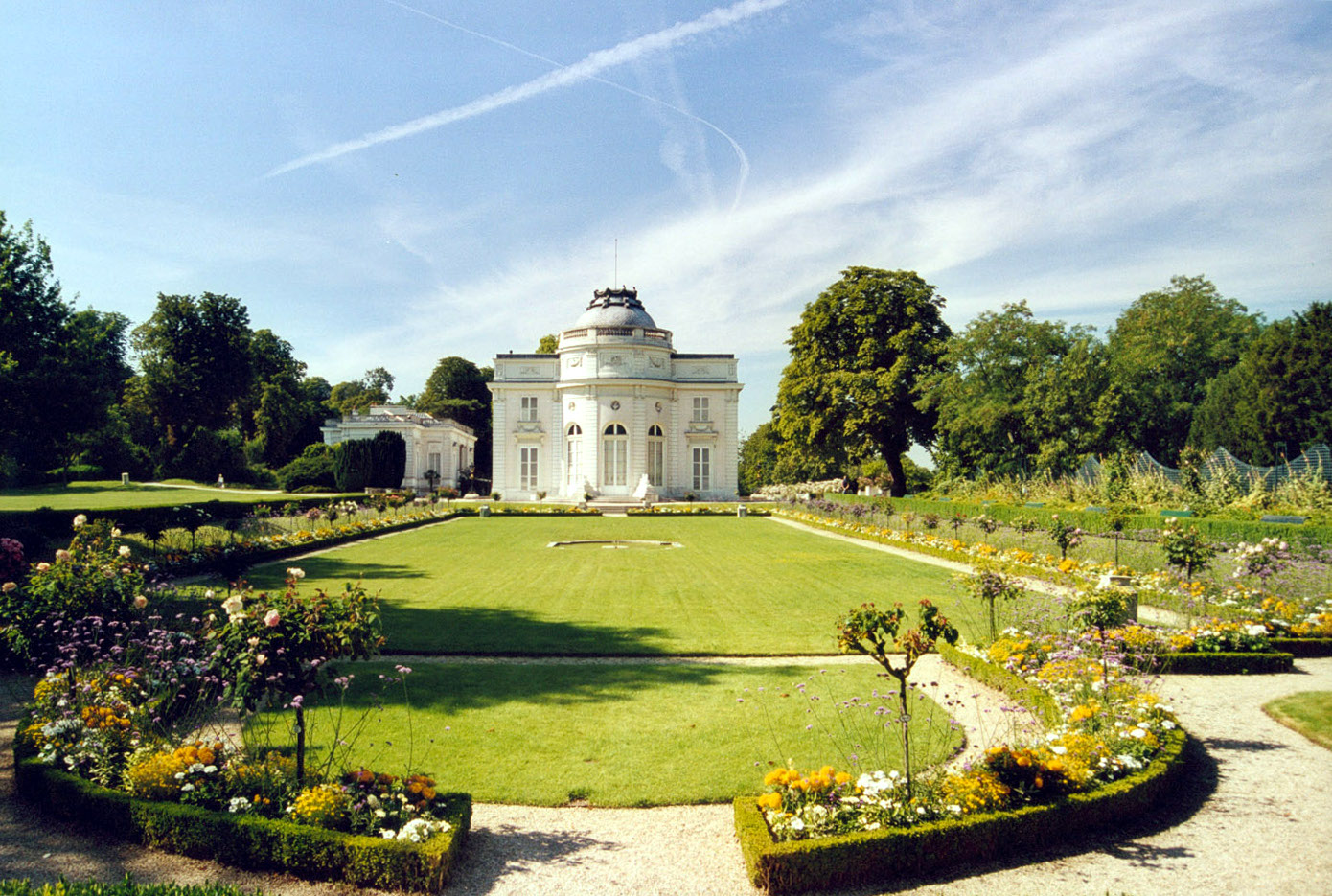
バガテル公園の庭園と城

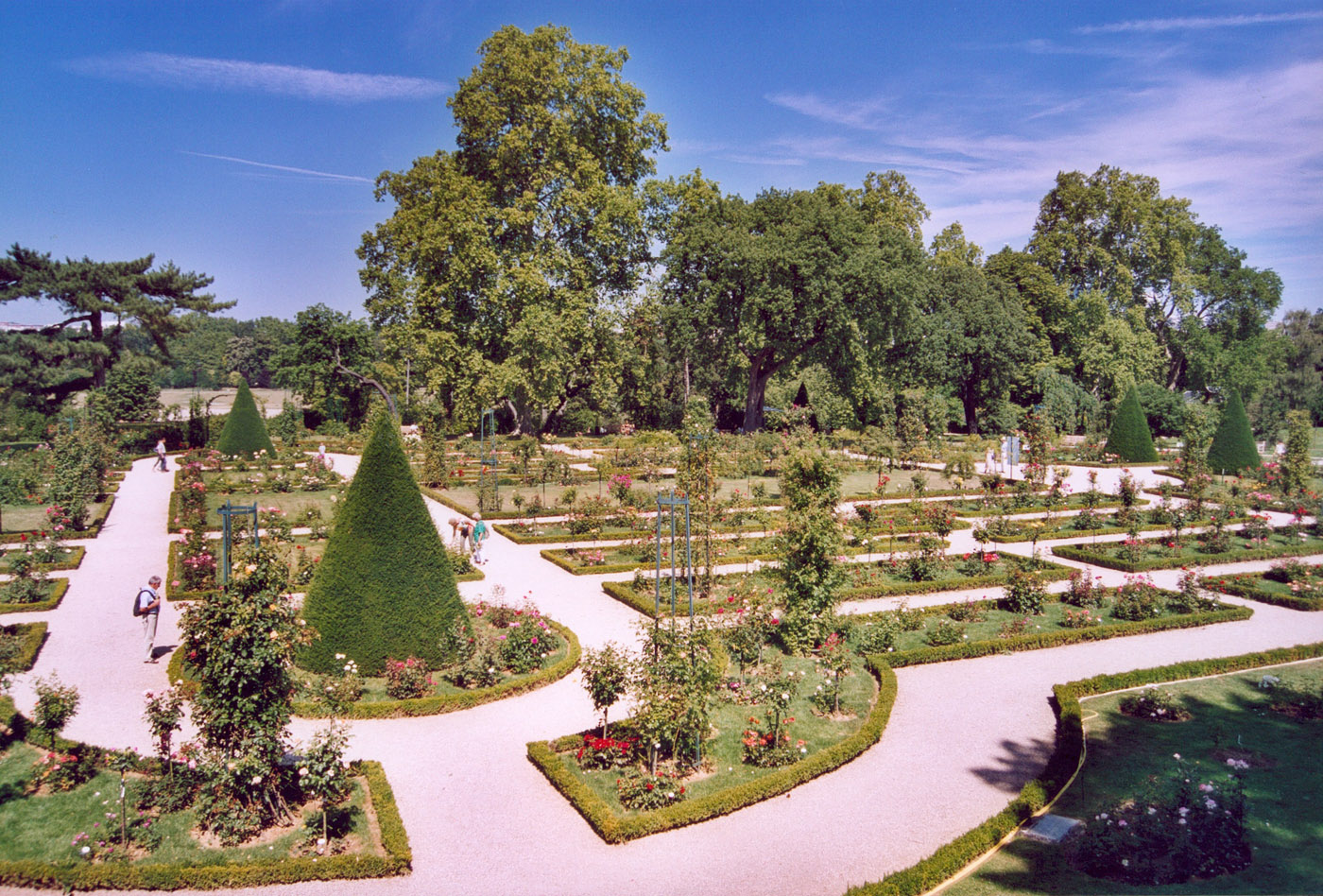
The rose garden of Bagatelle

The Parc de Bagatelle was created by the Count of Artois, the future King Charles X of France, on a section of the Bois de Boulogne that he had purchased in 1777. He made a wager with his sister-in-law, Marie Antoinette, that he could build a château where she could be entertained in less than three months. Construction of the little château began on 21 September and was finished on 26 November. The chateau was the work of the architect François-Joseph Bélanger, while the garden was made by the Scottish landscape designer Thomas Blaikie. The garden was built at the same time as the Parc Monceau, and, like that garden, it was filled with fabriques and follies, including a hill made of rocks crowned by a "Pavilion of Philosophers" that was half-Gothic and half-Chinese; an obelisk, a bridge surmounted by a pagoda, Gothic ruins, a tatar tent and a spiral labyrinth. All the follies gradually disappeared, and the park became a more traditional English garden. The pavilion on top of the pile of rocks was replaced by a more traditional structure. During the Second Empire, the Pavilion of Eugénie in the rose garden was added, in honor of the frequent visits to the garden of the Empress of Napoleon III.
After the French Revolution, the garden was nationalized and made into a restaurant and a place for balls and festivals. After the restoration of the monarchy, it was returned to Count of Artois, whose family sold it in 1835 to Richard Seymour-Conway, 4th Marquess of Hertford, an English aristocrat who had settled in Paris. He and his heir, Sir Richard Wallace purchased additional land and enlarged the garden from 16 to 24 hectares and reconstructed it, adding new terraces, lawns, the picturesque pond with lily-pads, and many trees, including a giant sequoia, planted in 1845, that now is more than 45 meters high.
In 1905 the heirs of Richard Wallace ceded the park to the City of Paris, which made extensive additions, including an enlarged rose garden, which became the site of the Concours international de roses nouvelles de Bagatelle, the international competition of new roses, in 1907.

### ロダン美術館の庭園（1755年）

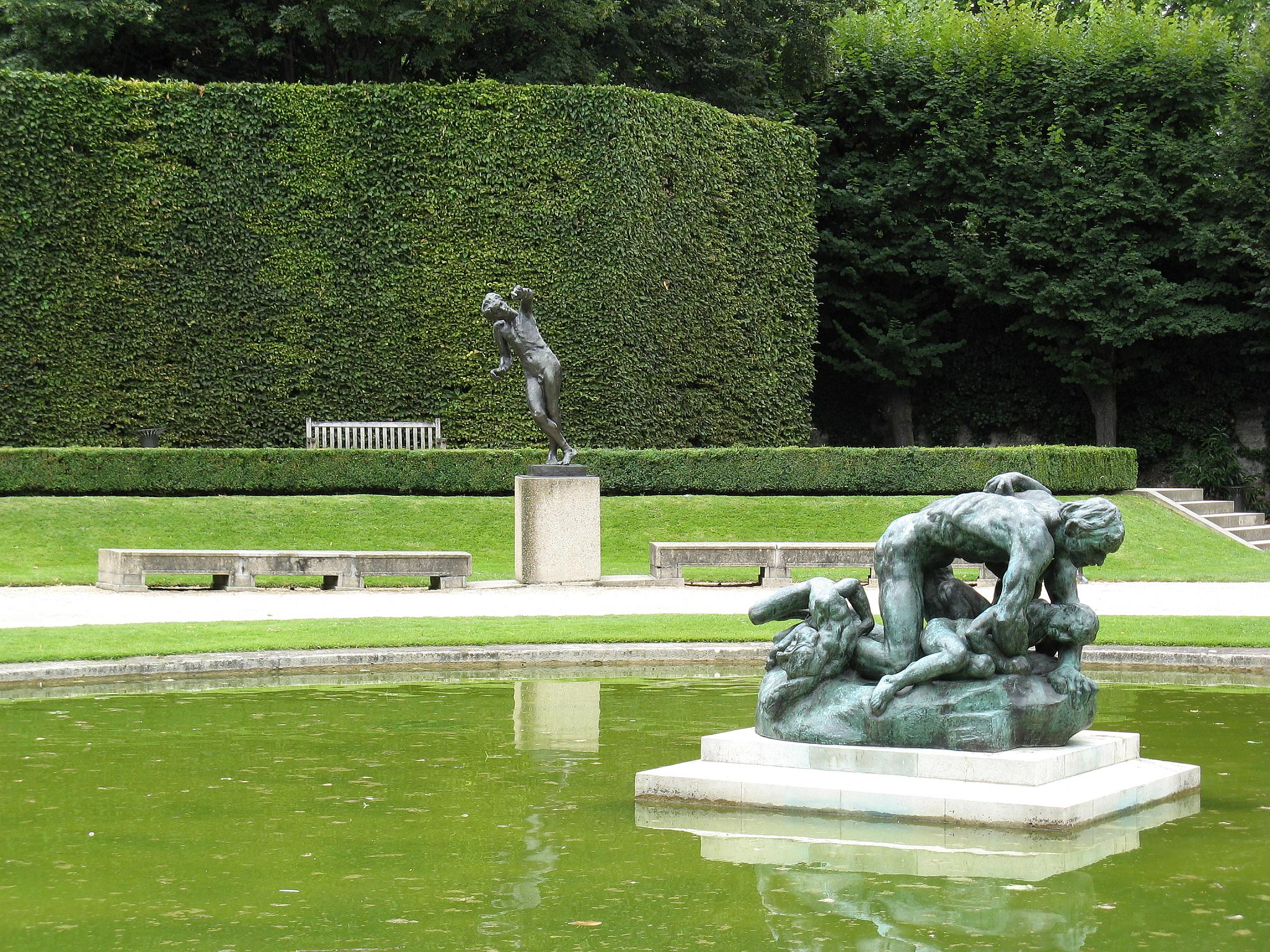
ロダン美術館の庭園、18世紀の邸宅庭園を現代的に再解釈

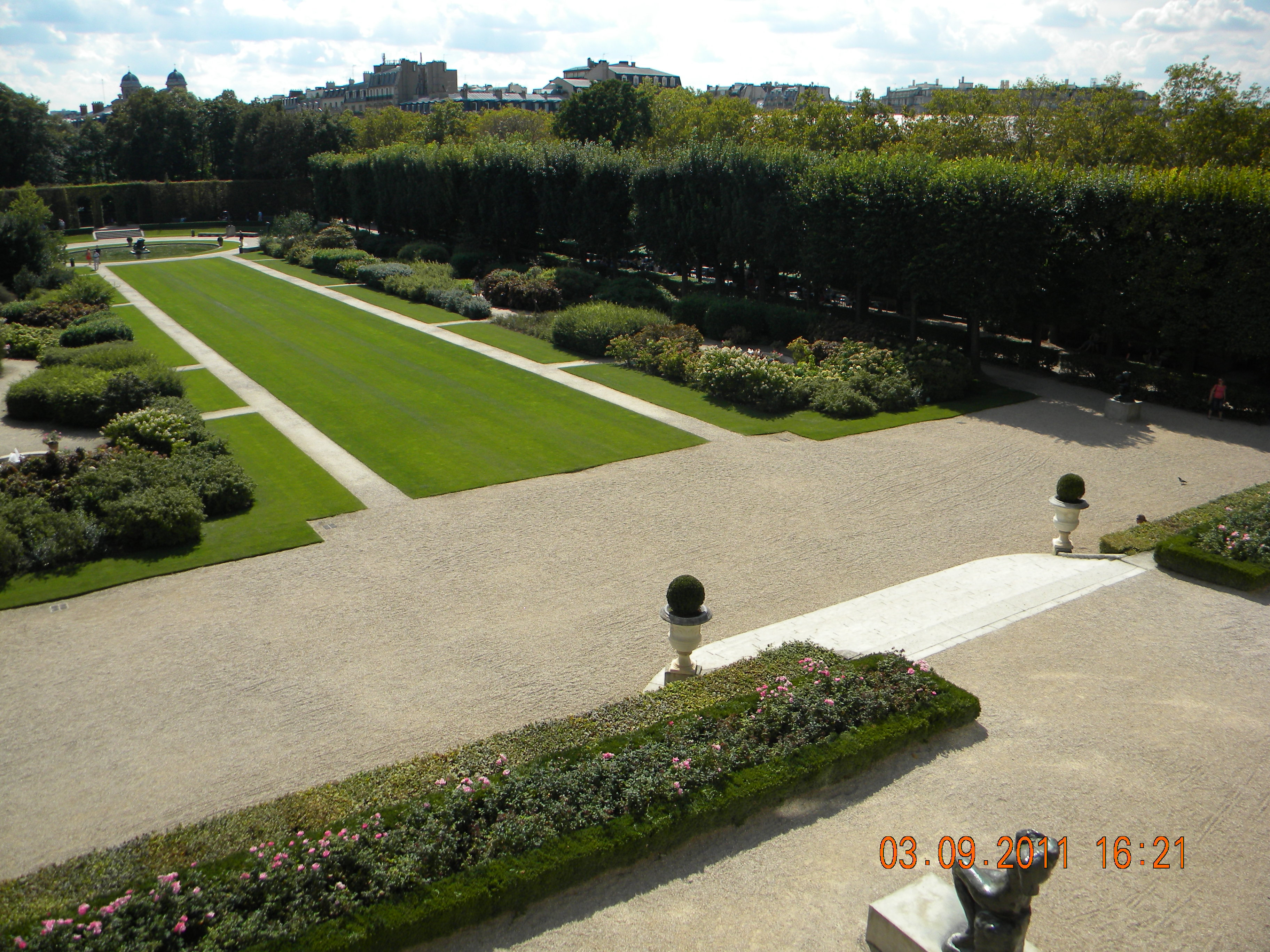
ロダン美術館 （1755）。

The Musée Rodin was originally constructed between 1728 and 1731 as a townhouse for Abraham Peyrenc, a wealthy Paris wig-maker. The second owner, the Duchess of Maine, created a long green for lawn-bowling, two covered alleys, and a grove of trees to the left of the entrance. The house and garden were purchased 1755 by Louis Antoine de Gontaut, the Duke of Biron and a Marechal of the royal army. He enlarged the garden to the south. Following the design of architect Pierre-François Aubert and gardener Dominique Moisy, the garden became a model of a classic French formal garden; The lawn was divided by a long north-south perspective and made into four sections of flowerbeds around an eighteen-meter basin. The east side of the garden was filled with trees, and they added an orangerie, a Dutch tulip garden, and a vegetable garden at the end. The Duke frequently held elaborate festivities and garden parties there, and often opened the garden to the public.
The Duke died in 1788, on the eve of the Revolution. After the Revolution the house and garden became the property of the Papal legate, then of the Russian Ambassador, and then, in 1820, of a religious order, the Dames du Sacré-Coeur-du-Jésus, and served as a boarding school until 1904. During that time the basin was filled in, garden largely let to grow wild, an orchard of fruit trees was added. The Dames also built a neo-gothic chapel in 1875, which, after the order was dissolved in 1904, became a residence where writers and artists could rent space. The sculptor Auguste Rodin became one of the tenants in 1908. The house and garden were purchased by the French State in 1911. Part of the garden was taken to build the neighboring Lycée Victor Duruy, but Rodin remained as tenant and placed works of his sculpture along the main path. After his death in 1917, it became a museum devoted to his work, which opened in 1919.
The basin was restored in 1927, but otherwise the garden remained much as it had been under the religious order. Beginning in 1993, the garden was redesigned by landscape designer Jacques Sgard both as an open-air gallery to display the works of Rodin, but also to recapture the appearance of an 18th-century formal French residential garden.

## ナポレオン3世の公園と庭園（1852年 - 1870年）

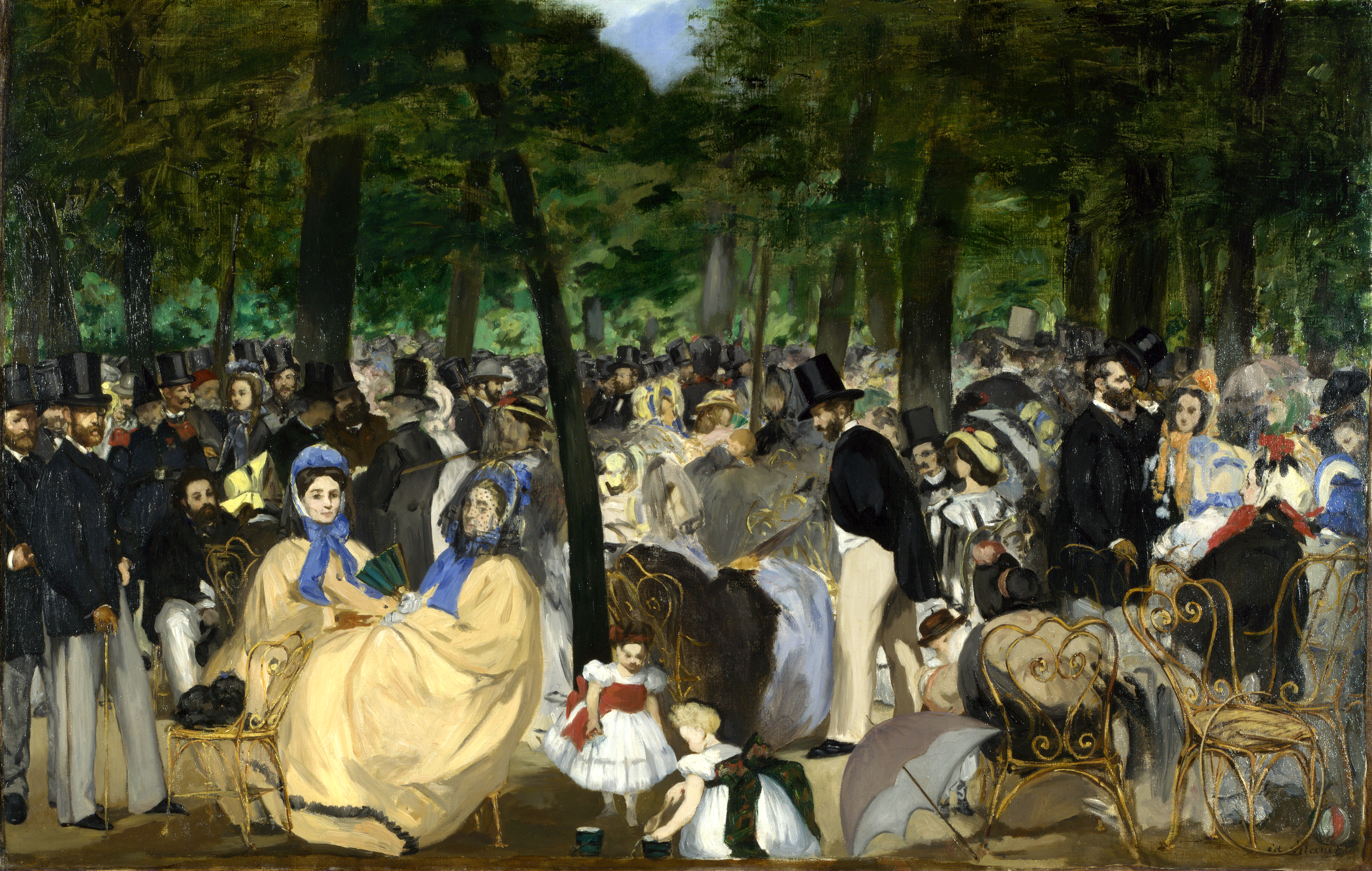
エドゥアール・マネ（1862年）によるTuilieries庭園での音楽会

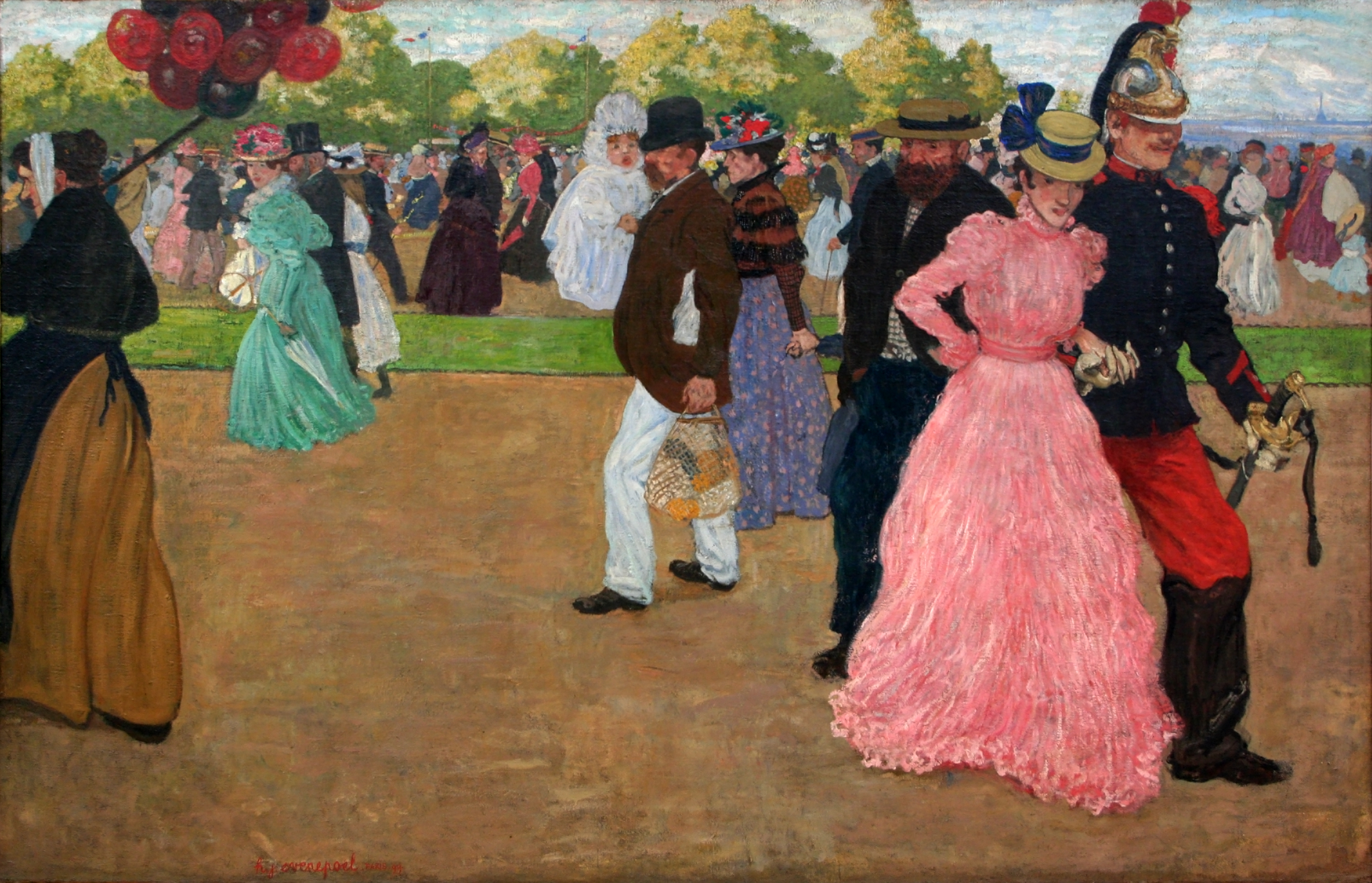
ブローニュの森の日曜日の遊歩道、ヘンリ・エベネポエル （1890年代）

ナポレオン3世は、1848年の圧倒的な投票により、最初に選出されたフランス大統領になった。彼は再選に立候補できなかったとき、1851年12月にクーデターを組織し、1852年12月にフランス皇帝を宣言した。皇帝としての彼の最初の優先事項の1つは、パリの新しい公園と庭園を、特に、市内のいくつかの公園がすべてある中心部から遠く離れた地域に建設することであった。

### ブローニュの森（1852年 - 1858年）

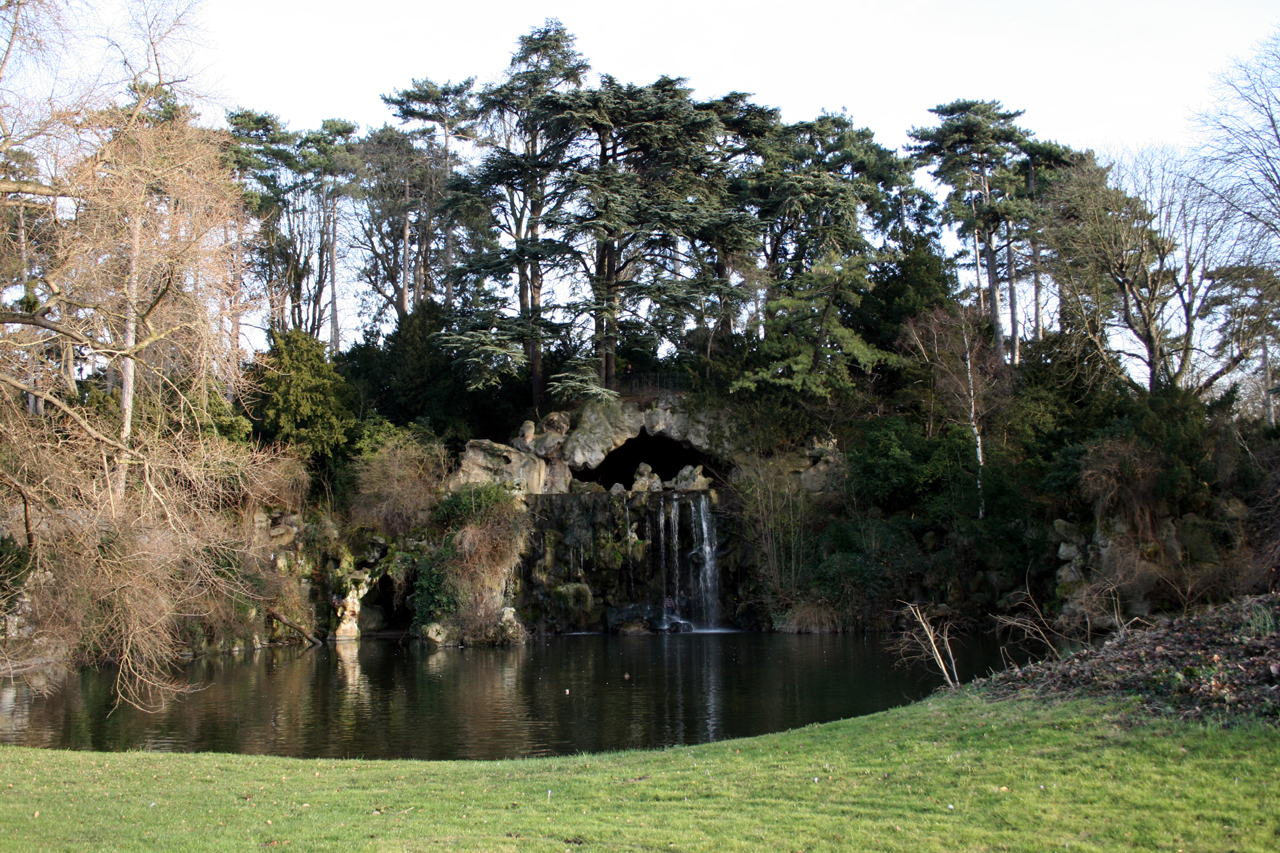
ブローニュの森の壮大なカスケードと洞窟

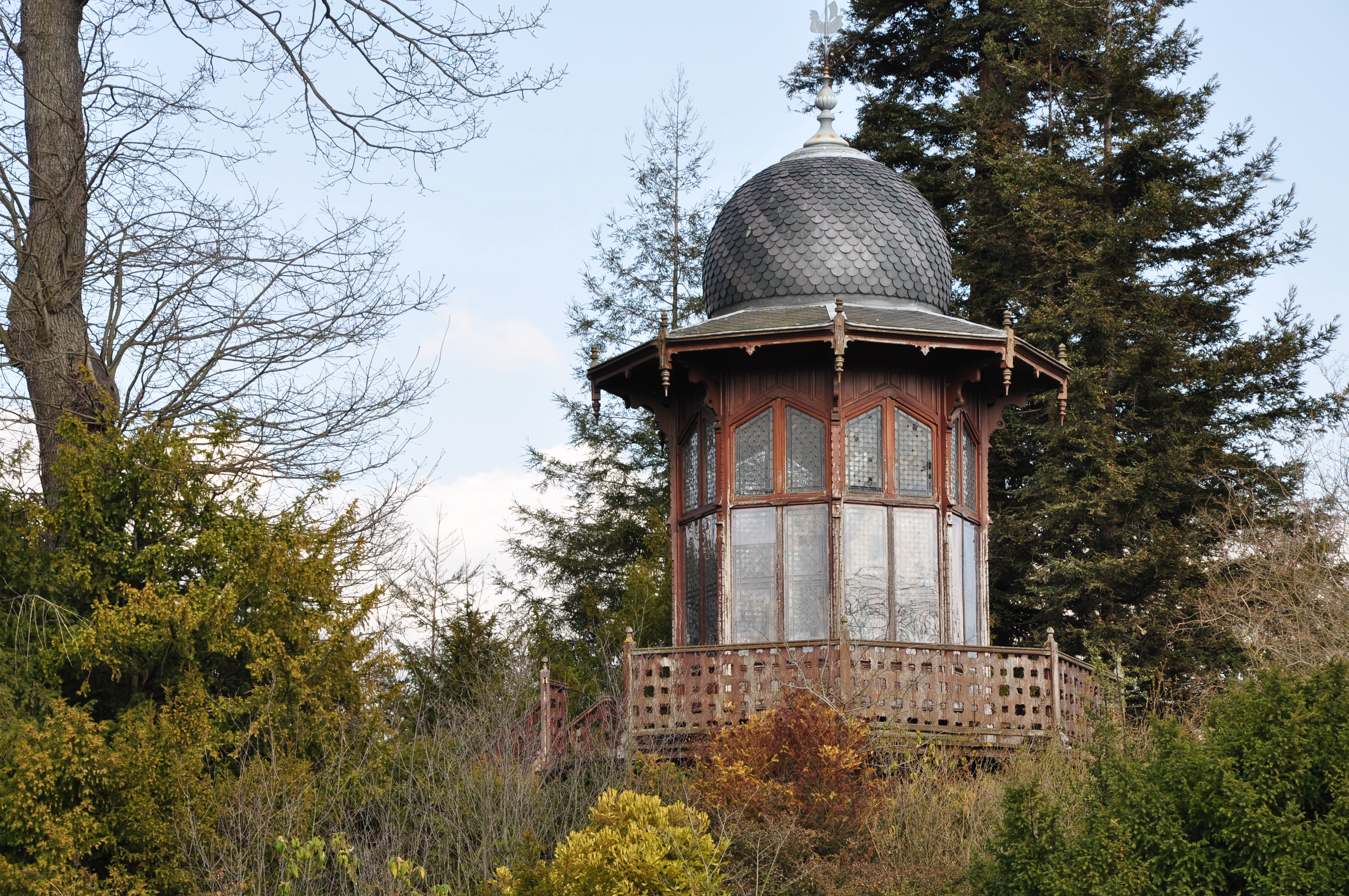
ブローニュの森の下の湖の島にある皇帝のキオスクは、 ナポレオン3世にちなんで名付けられたパリで唯一の記念碑

The Bois de Boulogne was a scrubby forest to the west of the city, where the German, Russian and British occupation armies had camped after Napoleon's defeat and had cut down most of the older trees.
In 1852 Napoleon III had land transferred from the list of Imperial property to the city of Paris, and bought the plots of private land within the park. He had lived long years in exile in London, and had frequently visited London's Hyde Park, with its serpentine lake and winding paths. It became the model for his first major new park. Thousands of workers began digging artificial lakes and brought boulders from the Forest of Fontainebleau to build an artificial cascade. Belgrand, the hydraulic engineer, built a special conduit from the Ourq canal, dug artesian wells, and laid 66 kilometers of pipes to provide water for the future lakes, lawns and flowerbeds. Alphand laid out 95 kilometers of new roads, riding trails and paths winding through the park. The gardeners seeded 273 hectares of lawn and planted 420,000 trees.
The park was also intended to provide recreation for the Parisians; besides the roads for carriages and paths for horses and walking, Davioud built twenty-four chalets and pavilions around the park, which served as restaurants, cafes, theaters, and places of entertainment. Twenty hectares were set aside for a garden and zoo, the Jardin d'Acclimatation. In 1857 one corner of the park became the site of the Hippodrome de Longchamp, the city's most important horse racing track. During the winter, the lake became a popular destination for ice-skating. From its opening, the park was full of Parisians of all classes.

### ヴァンセンヌの森（1860年 - 1865年）

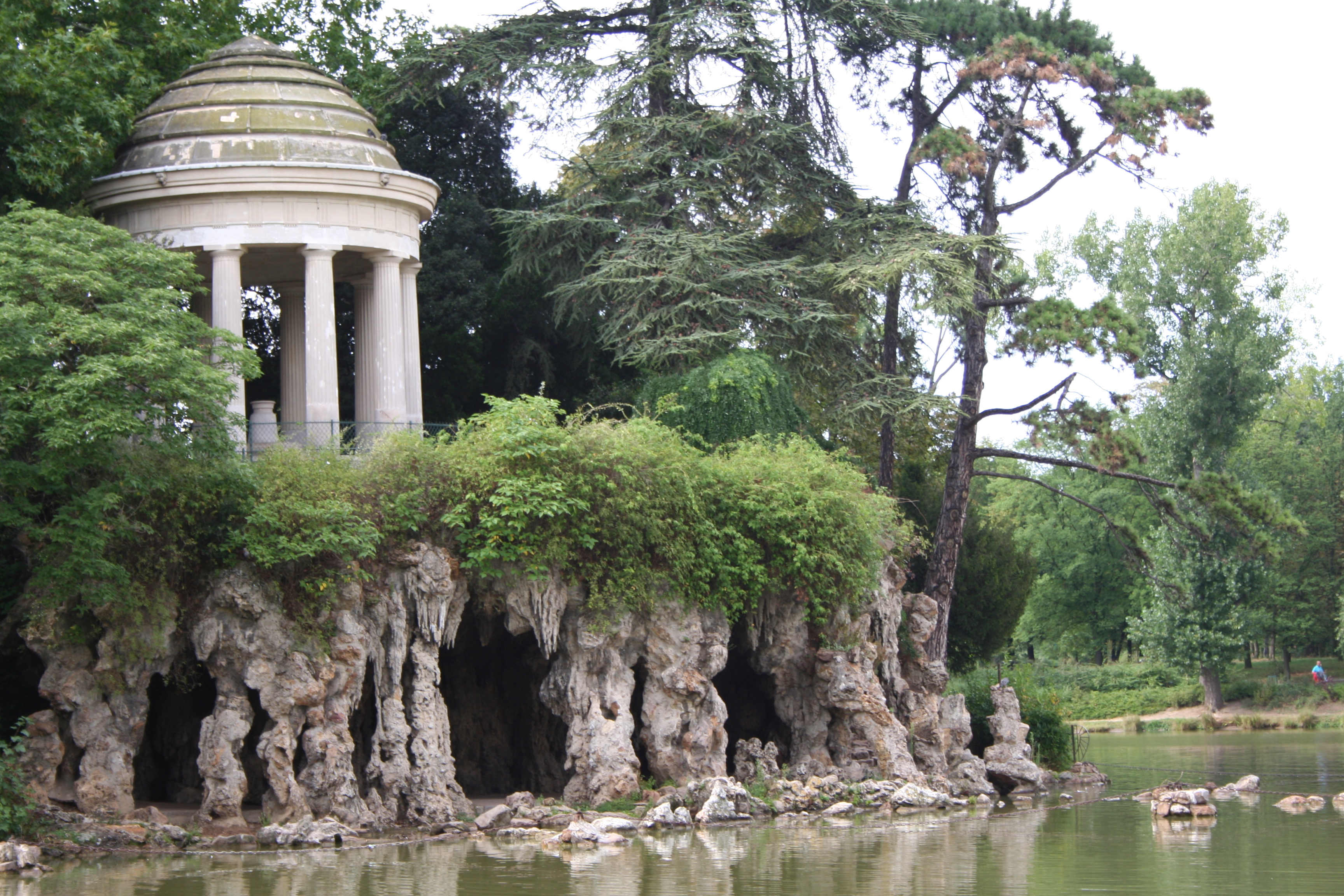
ヴァンセンヌの森のドームスニル湖の愛の神殿

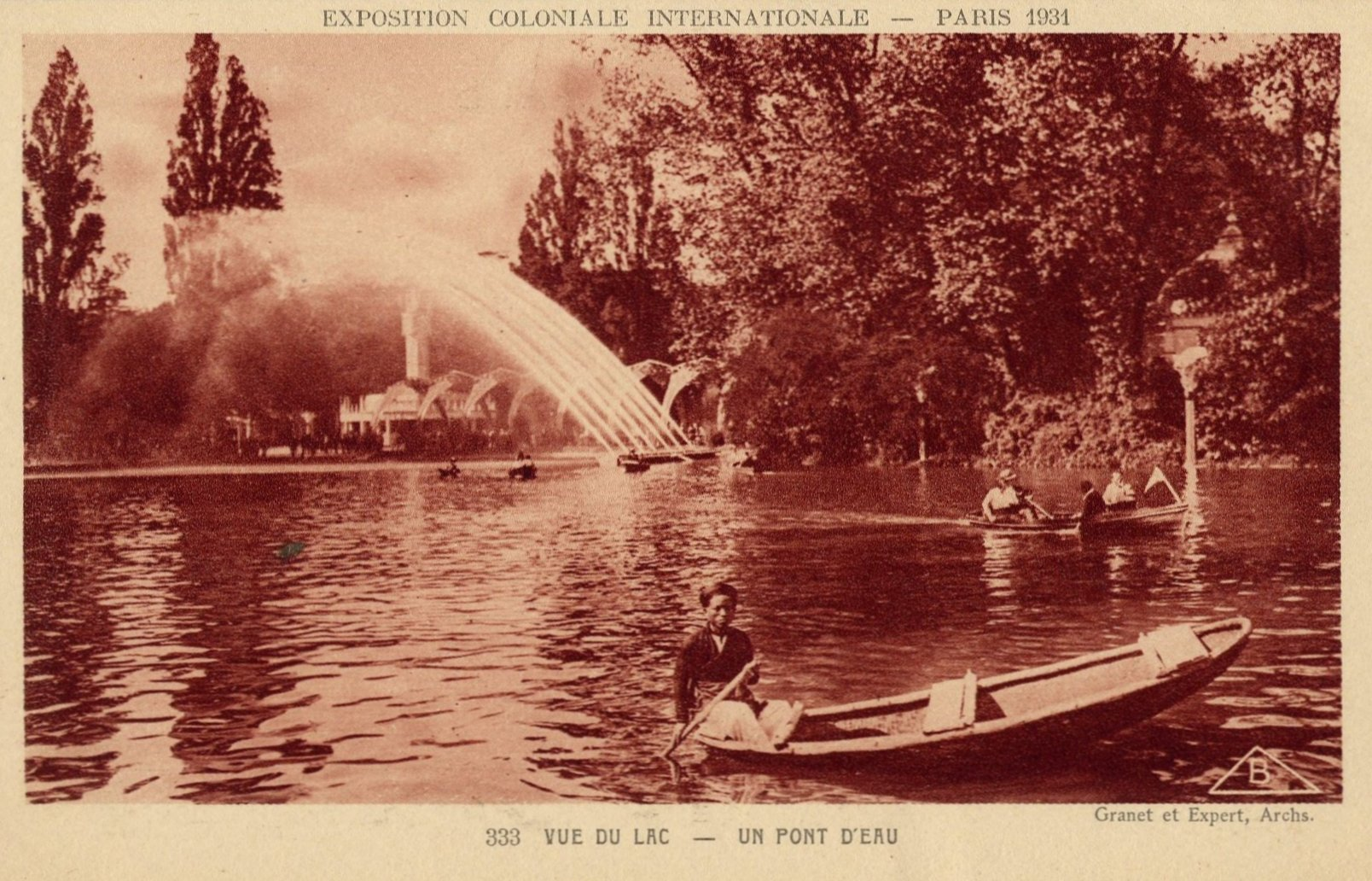
1931年の植民地博覧会期中のヴァンセンヌの森の噴水

ヴァンセンヌの森はもともと王室の狩猟保護区であり、重要な王室の住居であるヴァンセンヌ城がまだ存在している。ルイ14世が王室の住居をヴェルサイユに移した後、シャトーは放棄された。 ルイ15世時代 、シャトーのデザインが変更され、森の中に遊歩道が作成された。フランス革命の間、公園の中心部は、大砲とマスケット銃の射撃場を備えた軍事訓練場になる。修復中、 ルイ・フィリップは170エーカーの森林を占領し、兵舎と軍事事務所を建設。
1860年、ナポレオン3世が森の大部分をパリ市に譲り渡し、アルファンドはそれをパリ東部の労働者階級の人々のリラックスとレクリエーションの場所に変え始めました。公園の中央にある土地の多くは軍隊によって保持されていたため、オスマンは公園の周辺にある追加の私有地を購入する義務があり、ヴァンセンヌの森の建設にははるかに費用がかかりました。ヴァンセンヌの森は1200万フラン、ブーローニュの森は346万フラン。 995ヘクタールをカバーし、 ブローニュの森よりもわずかに大きく、市内最大の公園になる。ブローニュの森で行ったように、アルファンドは25ヘクタールの湖、川、滝、洞窟を設計し、掘りました。市の主な庭師であるバリ・レット・デ・シャンプスは、300ヘクタールの芝生と148ヘクタールの花壇を植えた。油圧エンジニアのベルグランドは、 マルヌ川から水路を建設し、公園内の湖に水を35メートルの高さまで揚水し、公園に水をまき、湖、小川、滝を埋めた。ダビウッドは新しい公園を幻想的な寺院、カフェ、キオスク、シャレーで装飾。公園は、1863年に競馬場、 ヒッポドロームドヴァンセンヌ 、ピストル、ライフル、アーチェリーの一般射撃場が追加されて完成。果樹園、野原、羊、牛のいるインペリアルファームで、パリの都市住民は実際の農場を見ることができる 。ヴァンセンヌの森は、 1900年のオリンピックのサイクリングイベントの会場であり、そのイベント専用に建てられた4万席のスタジアムで行われた。この公園は、1907年と1931年に2つの大規模な植民地博覧会の開催地でもあり、フランス帝国の人々と製品を祝う。 1977年に仏教寺院と研究所に改修されたカメルーンの古いパビリオンを含む、展示物のいくつかの痕跡が残っている。パリ動物園は1931年の博覧会のために建てられ、1934年に高山のヤギが生息する高さ65メートルの人工山の隣の公園。

### ビュット・ショーモン公園（1864年 - 1867年）

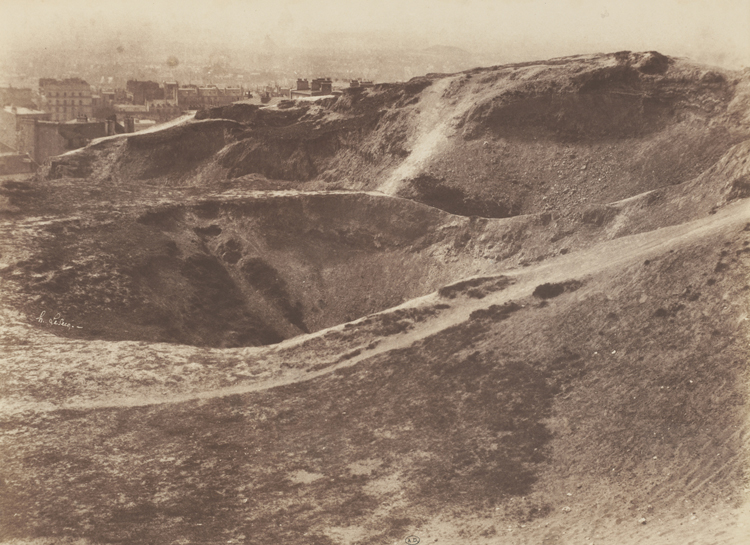
1852年のビュット・ショーモン公園の遺跡

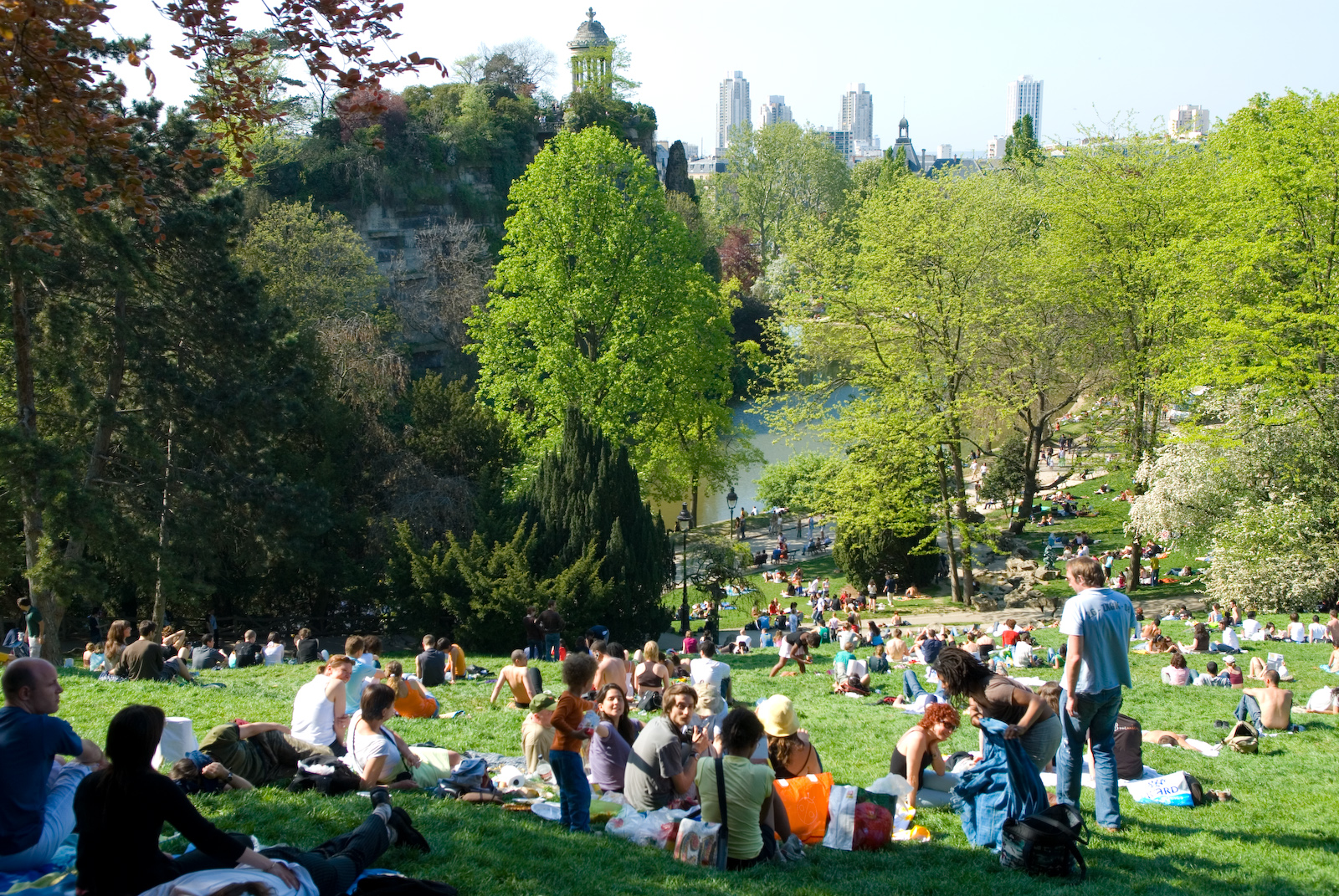
晴れた日のビュット・ショーモン公園の芝生

市の北部にある面積27ヘクタールのビュットショーモン公園は、庭園としては有望な場所でした。土壌は非常に貧しく、土地は植生がなかった。元の名前は「ショーブルモン」または「げた丘」。中世では、興奮した犯罪者の死体が展示されていたギベットの近くでした。1789年からは下水道として機能し、サイトの多くは石切り場として使用されていた。
都市伝説によると、1871年のパリ・コミューンの鎮圧の間に殺害されたコモナードの遺体は、プロメントリーの古い石の採石場の中に埋まっています。 実際には、戦闘終了後754体が短期間そこに置かれたが、その後まもなく市内の墓地に埋葬された。  

### モンスリー公園（1865年–1878年）

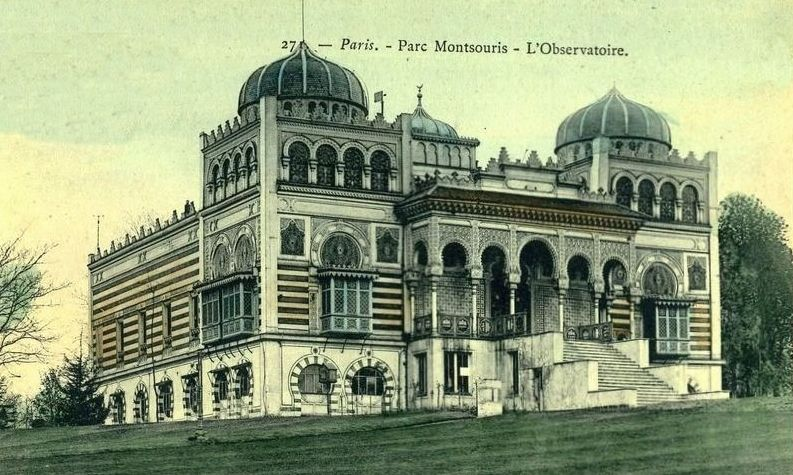
1991年に全焼するまで、バルドー宮殿はモンスリー公園のランドマークであった

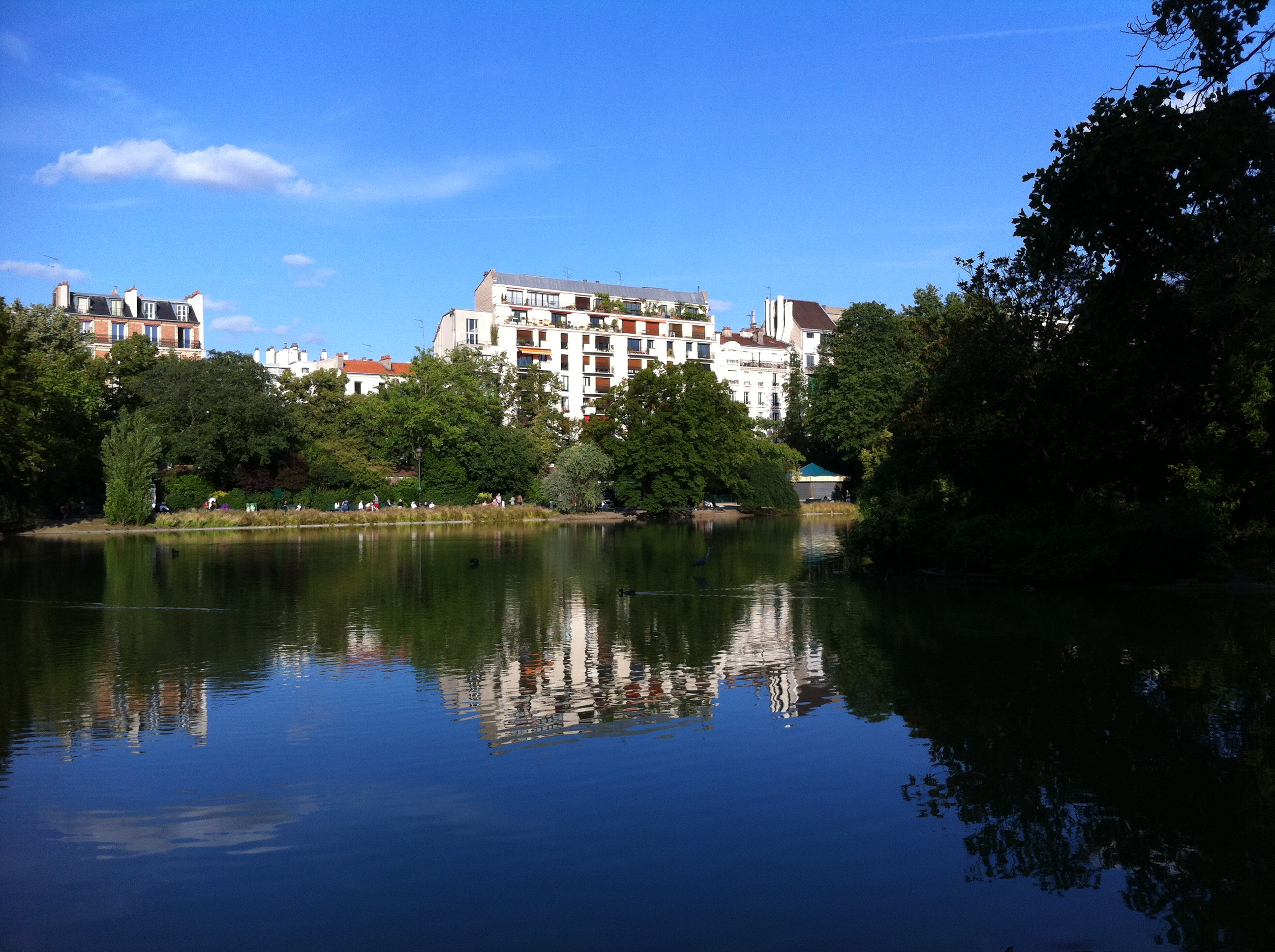
モンスリー公園の湖

モンスリー公園は、パリ周辺のコンパスの主要な4つのポイントにナポレオン3世によって作成された4つの大きな公園の最後の公園。それはパリの中心から正確には南にあった-ナポレオン1世によって設置された公園の記念碑は、グリニッジの代わりに1911年までフランスの地図が経度0度として使用していた主要な子午線を示した。ナポレオン3世は1865年に公園の建設を命じたが、土地の購入には時間がかかり、1867年まで仕事が開始されなかった。また、一部がパリの地下墓地に置かれた数百体の死体を移動する必要があった。公園は1869年に発足したが、実際にはアルファンがフランス第三共和政下でパリの公共事業のディレクターとして仕事を続け、1878年までに続けていた。面積15.5ヘクタールのモンスリー公園は、小さなスペースに古典的な第二帝国庭園のすべての要素を備えていた。湖、滝、曲がりくねった道、カフェ、 ギニョール劇場、芝生、花壇など。また、1867年のパリ万国博覧会の一部であったチュニスの夏の別荘の縮尺のレプリカであるパレドバルドも注目に値する。木とスタッコで作られ、公園の中央に設置され、気象観測所として機能していたが、次第に破壊行為と放置に苦しんだ。1991年に焼失し、以降再建はなされなかった。

## ベル・エポックの庭園と万国博覧会（1871年-1914年）

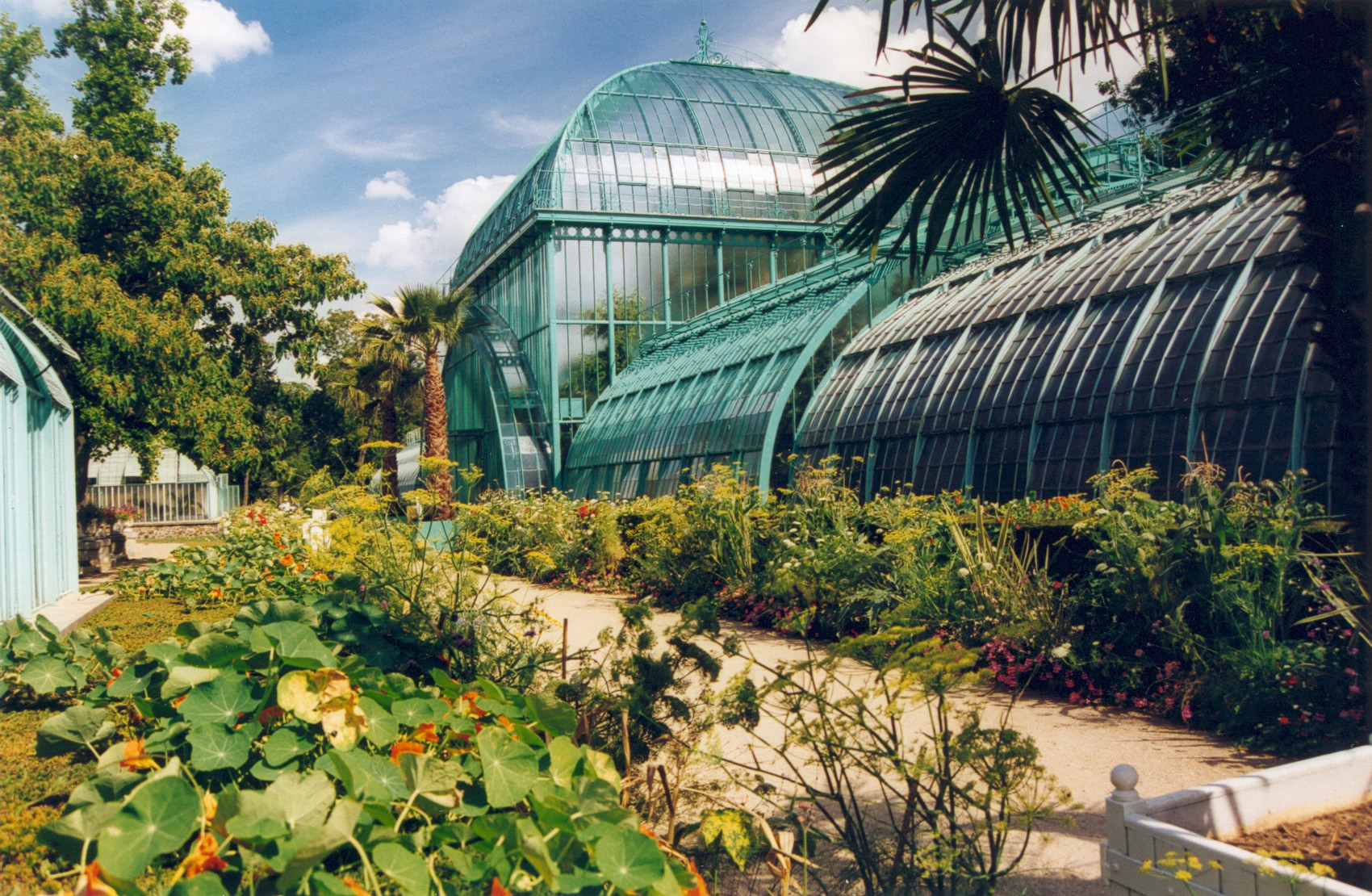
ブローニュの森の隣にあるSerres d'Auteuil （1898）は、パリのすべての公園に樹木、低木、花を提供している。

Napoleon III was captured by the Germans during the Franco-Prussian War of 1870 and the Second Empire was replaced by the French Third Republic. The new government named Jean-Charles Alphand the Director of Public Works of Paris, and he continued the work he had begun under the Emperor and Haussmann. He finished Parc Montsouris and several smaller squares, including square Boucicault (now Square Maurice-Gardette) and square d'Anvers (1877). Much of Alphand's abundant energy was devoted to the building of the universal expositions of 1878 and 1889, each of which included extensive gardens. He was in charge of building the Paris Exposition of 1889, including the construction of the Eiffel Tower. It was his last great project before his death in 1891.
The construction of new squares and gardens was carried during the Third Republic by one of Alphand's protégés, the architect Jean Camille Formigé. While he did not undertake any new large parks on the scale of those of Alphand, he built a series of new squares in the Paris neighborhoods; square Ferdinand Brunot; square Frédéric Lemaître; square Adolphe Chérioux; square du Vert-Galant; square des Epinettes, and the square des Arènes de Lutèce. His most impressive accomplishment was the Serres d'Auteuil (1898), an ensemble of greenhouses which provided flowers, trees and shrubs for all of the parks of Paris.

### ジャルダン・デュ・トロカデロ（1878年 - 1937年）

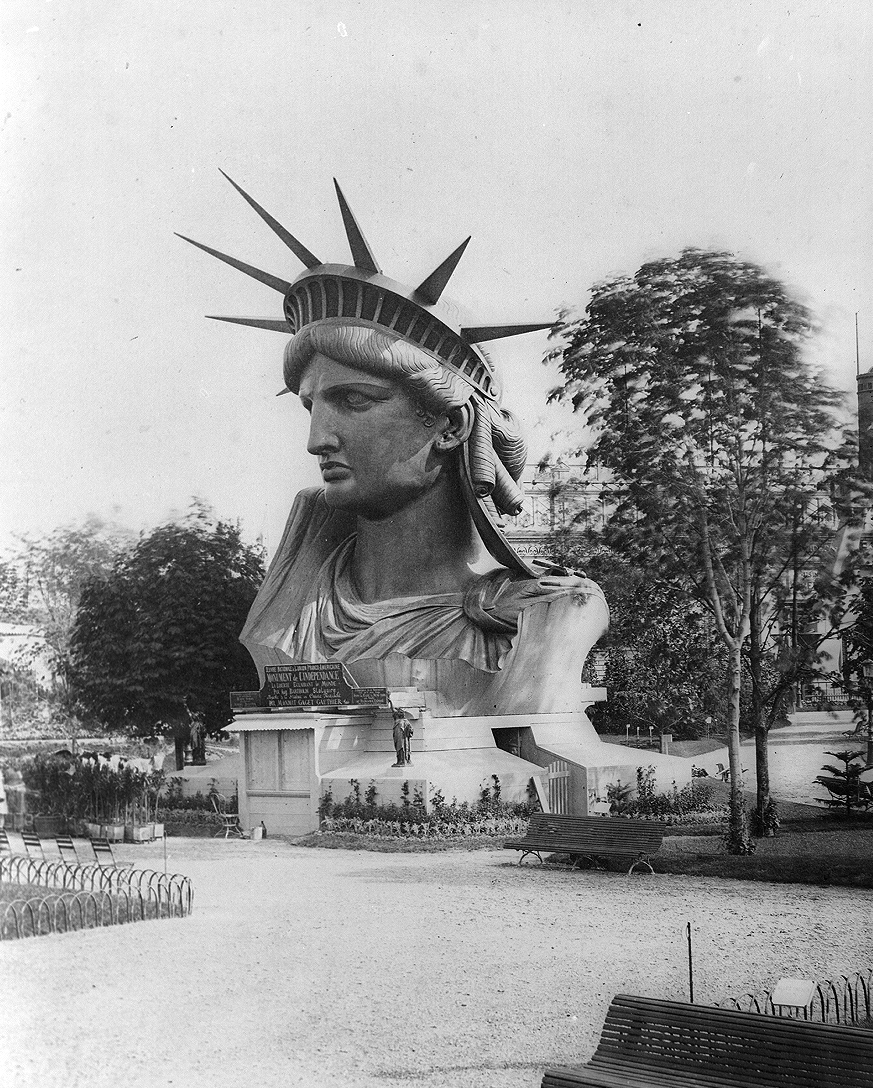
1878年の博覧会で、トロカデロ庭園は完成し、ニューヨークに出荷される前に、 自由の女神の実物大の首を飾っていた。

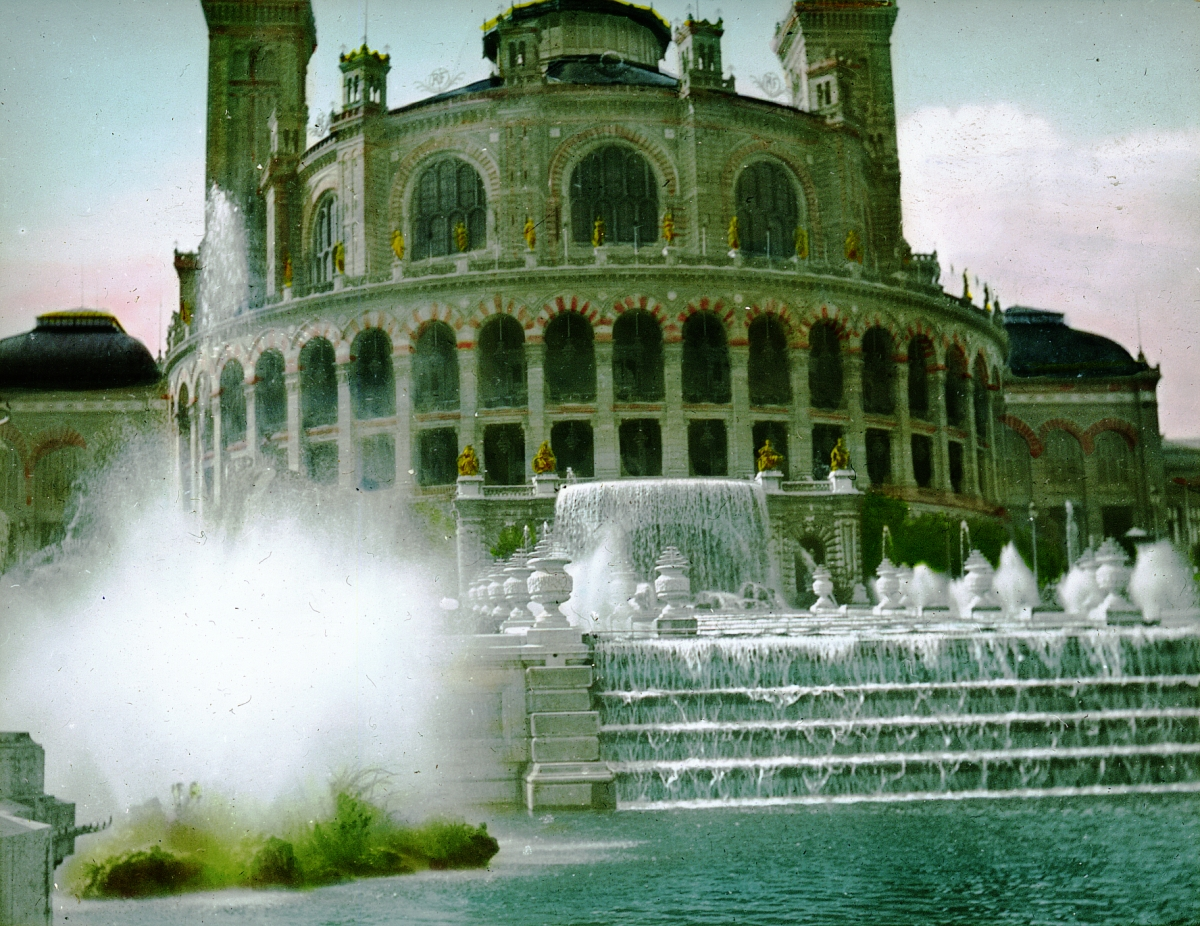
1900年のパリ万国博覧会のトロカデロ宮殿と庭園。

トロカデロはもともと、 フランス革命の間に破壊された修道院のキャサリンデメディチのカントリーハウスの場所で、ナポレオンは息子のために宮殿を建てるとしていたがルイ18世が1823年にトロカデロの戦いの記念碑を建設することを計画していた 。1878年のパリ万国博覧会の一環として1876年にこの場所が選ばれたとき、建築家のガブリエル・ダヴィヴとジュール・ボルダイは、2人が大きな円形建築を備えた漠然とした両側に湾曲した翼を持つ塔でムーア様式の大規模な一時的建造物であるトロカデロ宮殿を建設するために選ばれた。アルファンによって設計された庭園は、丘の上にある宮殿からセーヌ川までの斜面を占めており、庭の中心は、丘の底の底にある大きな盆地で終わる長い一連のカスケードで占められていました。カスケードには、5つの大陸を表す動物の像と女性像が並んでいる（現在、オルセー美術館の隣の広場には像が飾られています）。庭の最大の彫像は、 自由の女神の頭であり、 彫像の残りの前に作られ、完成のための資金を調達するために展示されました。 博覧会が終了すると、庭園は英国の風景庭園に再設計されました。木立が植えられ、曲がりくねった道がレイアウトされ、小川と洞窟が建設されました。庭園は1889年のパリ万国博覧会に備えて残され、1937年のパリ国際博覧会では宮殿はモダニズムの建物に置き換えられ、噴水は再建されましたが、丘の中腹の絵のように美しい庭園はそのまま残されました （以下の1930年代の公園と庭園をご覧ください）
。

### シャン＝ド＝マルス（1908年 - 1927年）

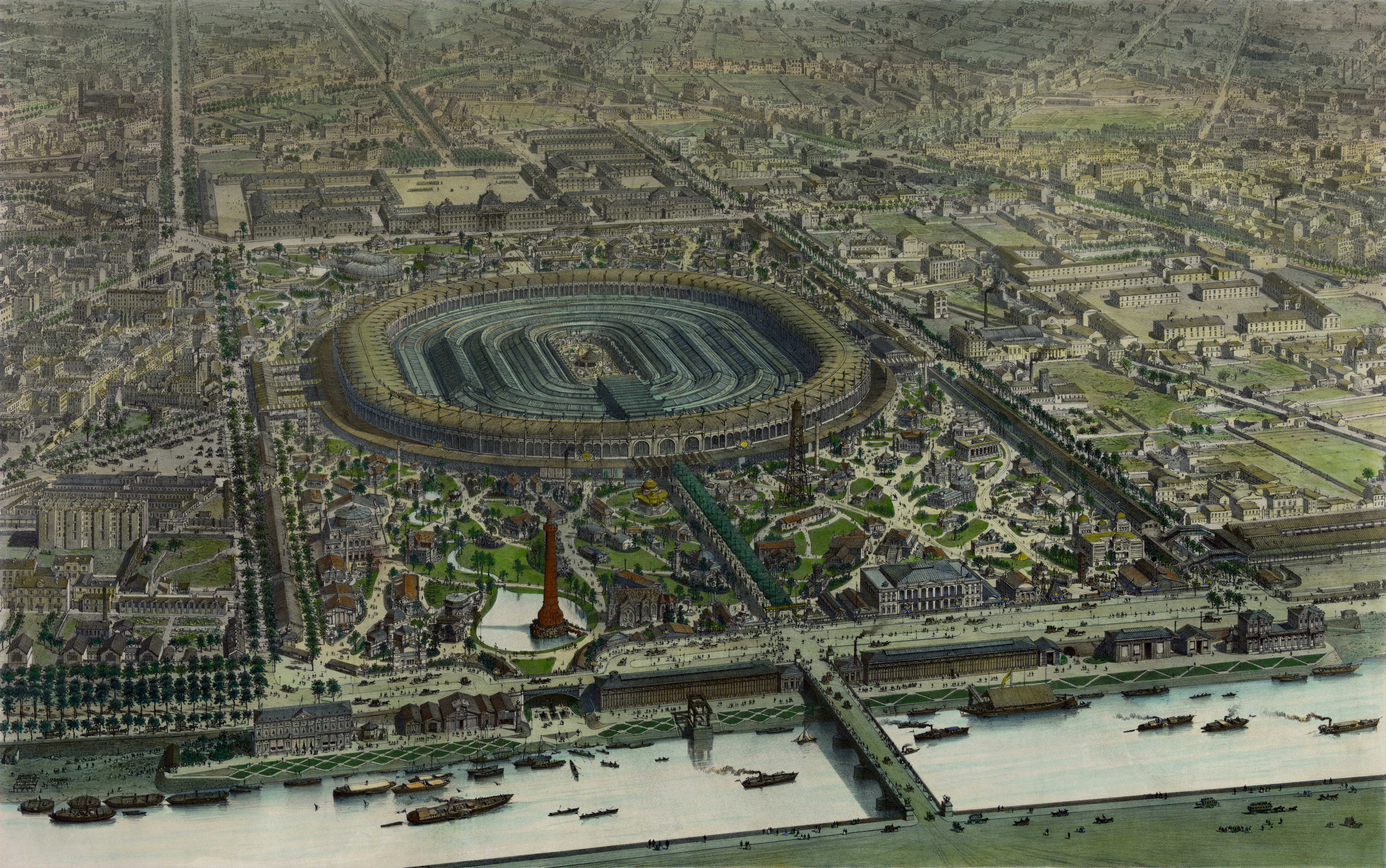
シャン＝ド＝マルスで開催された1867年のパリ万国博覧会の巨大博覧会会場を囲む庭園。

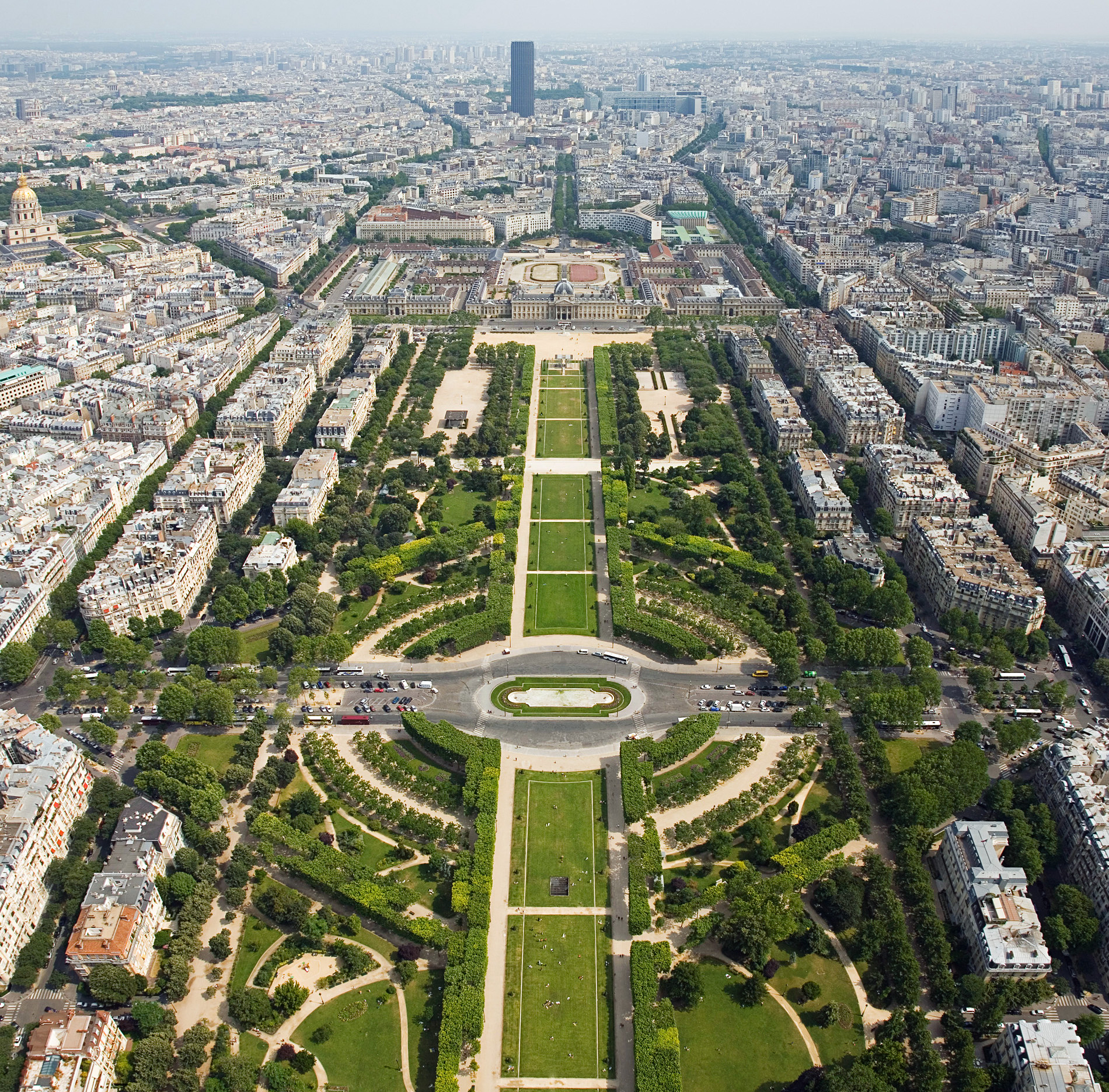
エッフェル塔から見たシャン＝ド＝マルス庭園（1908年 - 1927年）

シャン・ド・マルス公園は 、24.5ヘクタールの領域に、隣接する用パレードグランドとトレーニングフィールドとして1765年にエコール・ミリテールによって手掛けられた。 フランス革命の間、1794年にロベスピエールによって行われた最高の存在の祭典を含む大きな愛国的な祭りの場所で国境に沿った木々は陸軍の所有物であった。1867年のパリ万国博覧会の会場であり、中央に大きなドーム型のパビリオンがあり、庭園はそれ自体が大きな楕円形のギャラリーに囲まれていた。チャンプドマースの残りの部分は、アルファンドが設計した博覧会ホールと広大な庭園で占められてパリ万国博覧会 (1878年)メインサイトとして再び活躍。725メートルの巨大なガラスと鉄の宮殿が公園の中心にあり、アルファンが設計した庭園に囲まれていた。 1889年のパリ万国博覧会では、フランス革命100周年を記念して、アルファンは記念碑的な機械ギャラリーの近くの中心にエッフェル塔設置を決めた。博覧会には、パレスオブファインアーツとパレスオブリベラルアーツが含まれていた。エッフェル塔の周りとギャラリーと宮殿の間のスペースは、エッフェル塔とセーヌ川の間の軸に沿って伸びる大きな景観庭園で満たされ、神話的な人物のグループで構成される巨大な噴水をあてていた。パリ市は彼女のトーチで世界を照らし、噴水は色ガラスの板を通して水から輝く電灯によって夜に照らされました。 1889年、シャンドマルスは正式にフランス軍からパリ市に移される。 1900年のパリ万国博覧会に再び使用され、1909年から1927年までは、公園に発展。珍しいサイトでパリでフェンスで囲まれていない唯一の大きな公園であり、3つの主要な大通りが交差していたが敷地の大部分を占めていた巨大な機械のギャラリーは、1909年に取り壊された。公園の設計家は、アルファンの公認であるジャン・カミーユ・フォルミジェ（1849–1926）。彼はエッフェル塔からエコール・ミリテールまでの長い中心軸を使用して、フランス式の形式的で対称的な公園を作る。長い中心軸には、木の道と列が並んでいます。噴水のある盆地が中央に置かれ、遊び場は側面に沿って建てられました。エッフェル塔周辺の1889年の展覧会の元の庭園は、元の形で保存されており、今でも往時の姿を見ることができます。他のフランスの整形式な庭園と同様に、上から見るのが最もよくみえ、写真の場合はエッフェル塔の上から見たものである。

## 20世紀初頭の公園と庭園

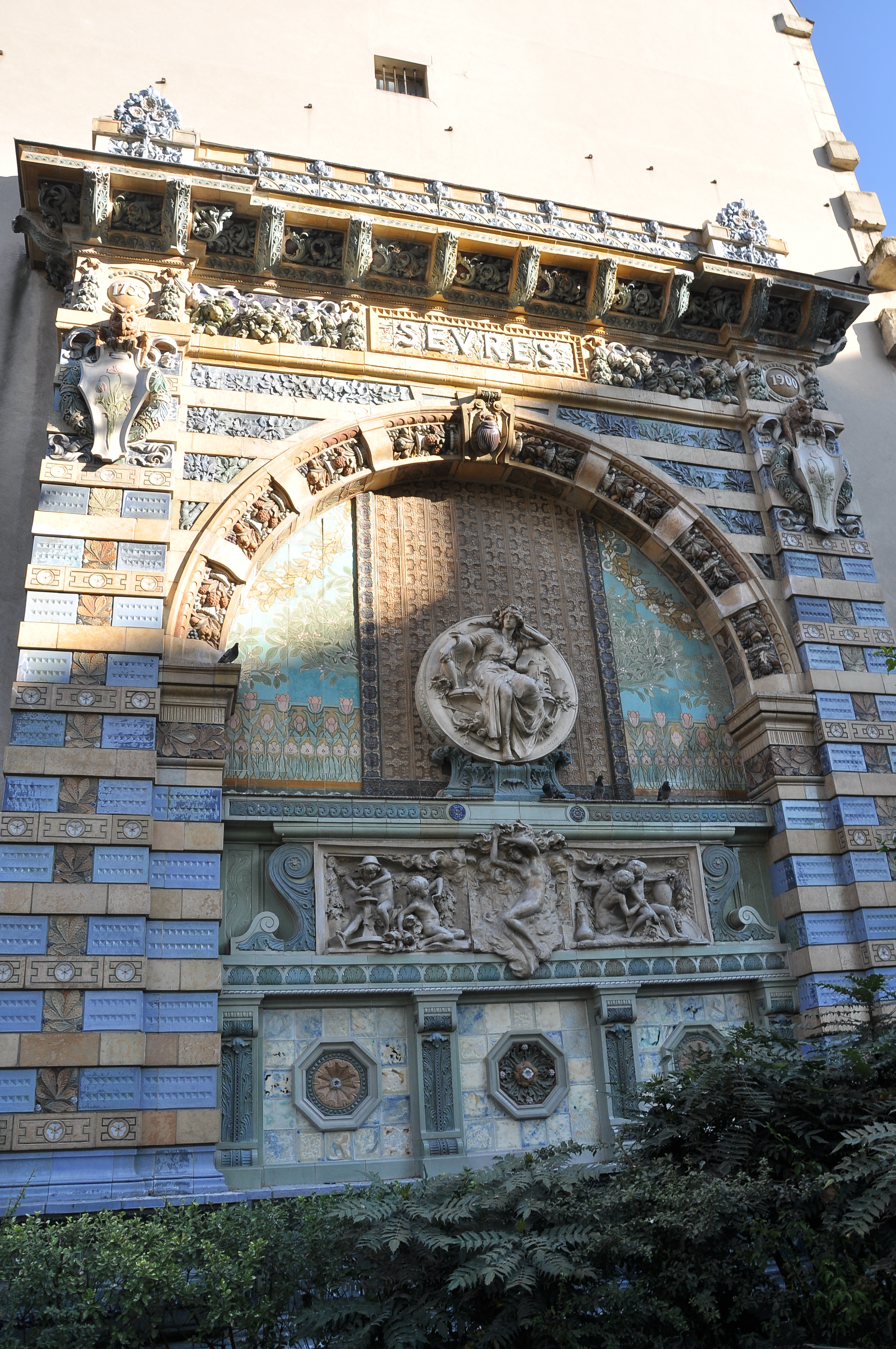
1900年のパリ万国博覧会でのSèvres陶器工場パビリオンの記念碑的な入り口は、Saint-Germain-des-Pres教会の南側にあるLaurent-Pracheスクエアに面する

1901年から第二次世界大戦の初めにかけて、いくつかの小さな公園が作られた。 スクエア・ローランプラッシュは、1901年にサンジェルマンデプレ教会の北側、1790年のフランス革命で破壊されたサンジェルマンの旧修道院の跡地に作成された。公園の隣の教会は、破壊された聖母礼拝堂から取られたゴシックアーケードで飾られている。公園の目玉は1959年にアポリネールによる青銅製のヘッドがあるパブロ・ピカソの詩人へのオマージュ。 SquareFélix-Desruellesは、同じ年に教会の南壁に沿って建てられた。小さな広場は、1900年のパリ万国博覧会のセーヴル磁器工場のカラフルなエナメルゲートウェイに設けられている 。

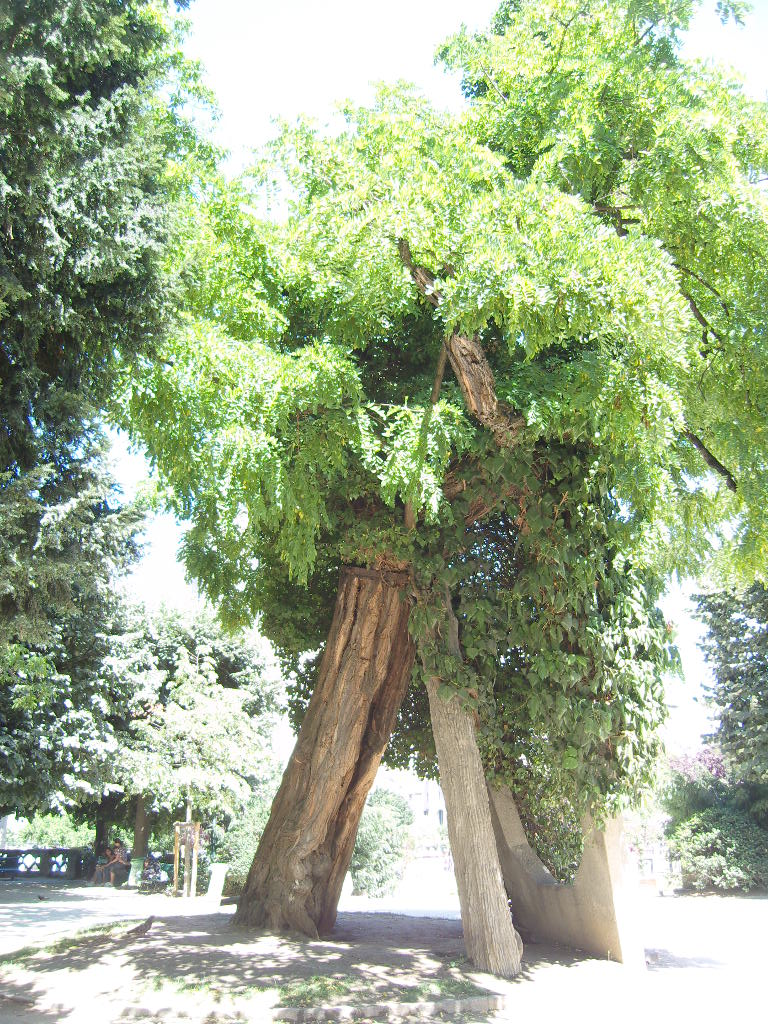
パリで最も古い木、1601年に植えられたアカシア、 René-Viviani広場で見つかる

1928年に作られたスクエアルネヴィヴィアーニは、ノートルダムドパリの大聖堂からセーヌ川を渡ったサンジュリアンルポーヴル教会の隣にある。その最も有名な特徴は、パリで最も古い生きた木、 ロビニエとさまざまなアカシアであり、1601年に植物学者ジャン・ロビンによって植えられた。この公園には、19世紀の修復中に取り出された中世の井戸とノートルダム大聖堂のゴシック建築の断片も含まれている 。

### サクレクール庭園（1924年-1929年）

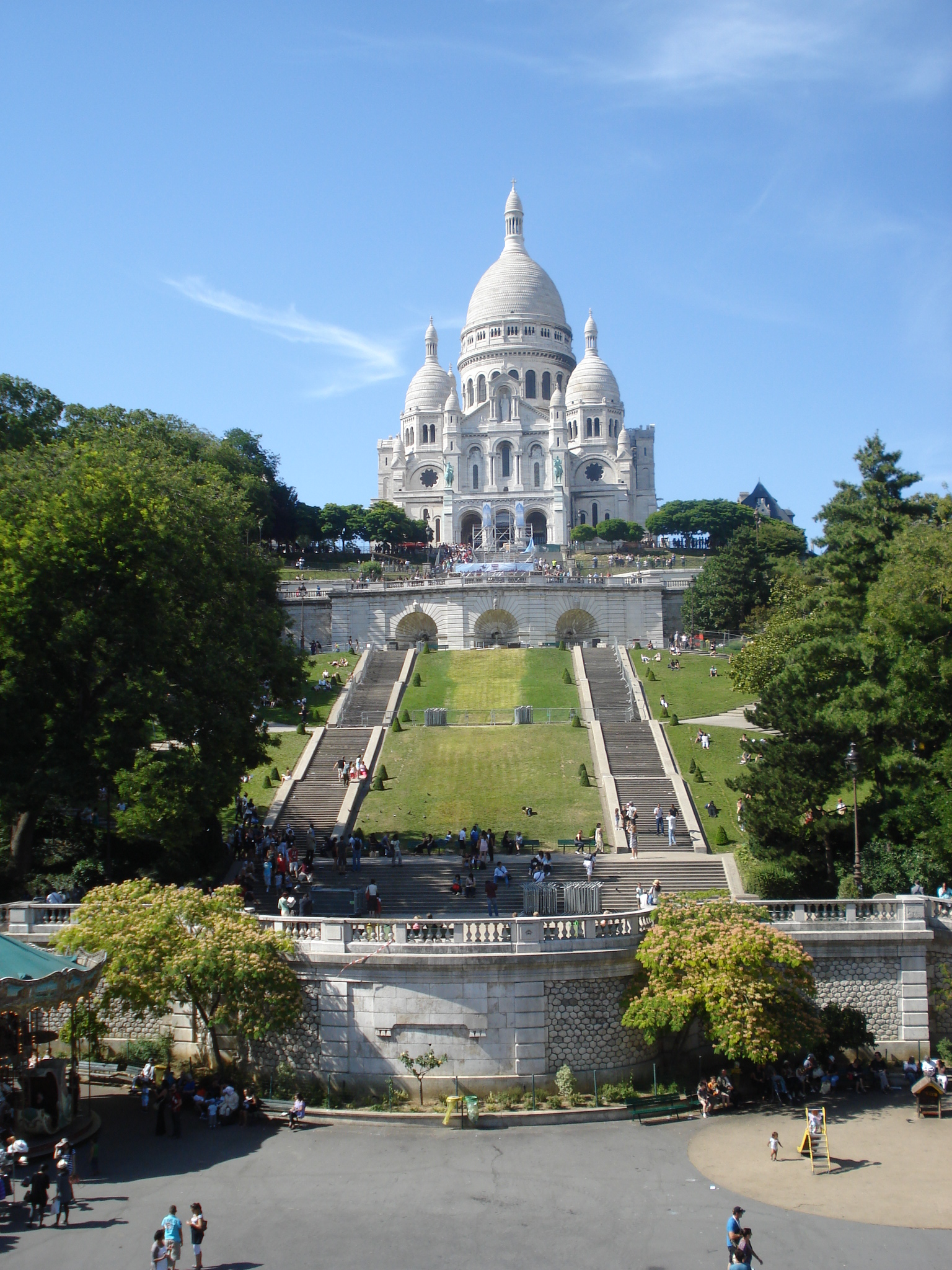
サクレクール寺院の下の庭園

サクレ・クール寺院のあるモンマルトル、最初にフランスの1870年普仏戦争敗北の後におこるパリ州兵の反乱軍兵士によるパリ・コミューンは2人のフランス将軍の殺害からで、1871年3月に始まる。それはまたそうした場所だった。ジャン=シャルル・アルファンの計画は、教会の前のパービスから丘の底の通りまで80メートル下る園を要求。建築家のジャン=カミーユ・フォルミジェは、丘の底から教会への劇的で遮るもののないアプローチで公園を設計しまた階段と木が並ぶ馬蹄形のランプで接続された2つのテラスを設計。フォルミジェの計画では、階段と平行なカスケードと噴水も求められたが、これらは建設されずに終わる。教会での作業は1880年代に始まるが、以前の採石場のあった丘の中腹に教会を固定することが困難だったため、非常にゆっくりと進んだ。バジリカは1919年まで捧げられず、フォルミジェは1926年に亡くなり、庭園の作業はレオポルド・ベヴィエールによって終了、1929年に捧げられる。公園の元の名前はスクエア・ウィレットで、バーナード・デレノエというパリコミューンで積極的な役割を果たしたアナキストと革命家にちなんでスクエア・ルイーズ・ミシェルと改名された 。

## 1930年代の公園と庭園

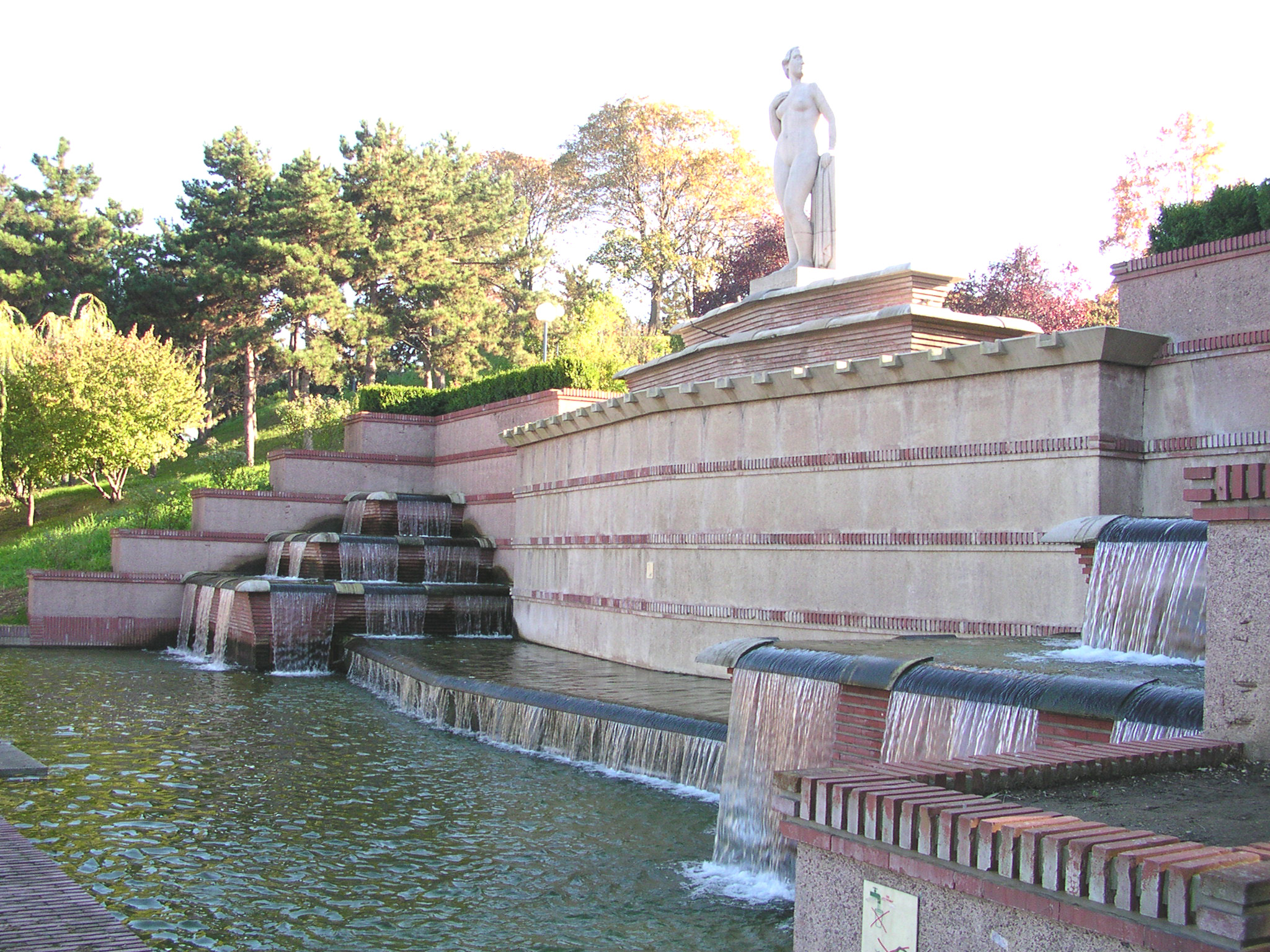
ビュット＝デュ・シャポールージュ公園 （1938年）のビュッフェド

1930年代には、パリの庭園のスタイルに重要な変化が見られた。1852年から1920年代の終わりまで、ほとんどすべてのパリの庭園は、 ジャン=シャルル・アルファン （1817–1891）と彼の弟子であるジャンカミーユ・フォルミジェによって設計されていた。 1930年代以降、各パリの庭には異なるデザイナーがいて、スタイルはさまざまとなる。彼らのはより古典的でより幾何学的であり、古典的なフランスのフォーマルガーデンのようであり、彫刻、特にその時代のモダニスト彫刻家の作品を多く活用した。庭園も小さくなりがちで、街の端近くの外編地域に置かれた。
新しい公園のいくつかは、1840年から1845年の間にアドルフ・ティエールによって示された、街の周りの古い要塞地帯であった土地に建設された。土地は1919年にようやく都市に引き継がれて以来、緑地の推進者は都市周辺の公園地のベルトに変えることを求めたが、代わりに第三共和国政府は土地の多くを公営住宅と産業用サイトにし、緑のスペースや円形のベルトの代わりに、一連の小さなスクエアを設けた。14区にあるスクエアのSerment du Koufra（1930）や15区のドクトゥールカルメット広場（1932年）、18区の正方形のマルセル=センバート（1931）などである。
この時代の最も重要なランドスケープアーキテクトはレオン・アゼマで、アゼマは名門ローマ賞を受賞した古典的な訓練を受けた芸術家で、ビュット・デュシャポールージュ公園を含む多数の広場を設計した。また一連のスクエアもヴァンセンヌの森とトロカデロの庭園の一部を再設計したロジャー・ラルダットもいる。
1930年代の他の有名なパリの公園、庭園、広場は、 パリのシテ国際大学 （1921〜1939）のもの。ケラーマン公園（1939–1950）;スクエアサンランベール（1933）; SquareSéverine（1933–1934）; Square Sarah BerhardtとSquareRéjane（1936）;チョイスィ公園（1937）;スクエアルネルゴール（1938）;とスクエアバリー（1938）など。

### ニュー・ジャルダン・デュ・トロカデロ（1937年）

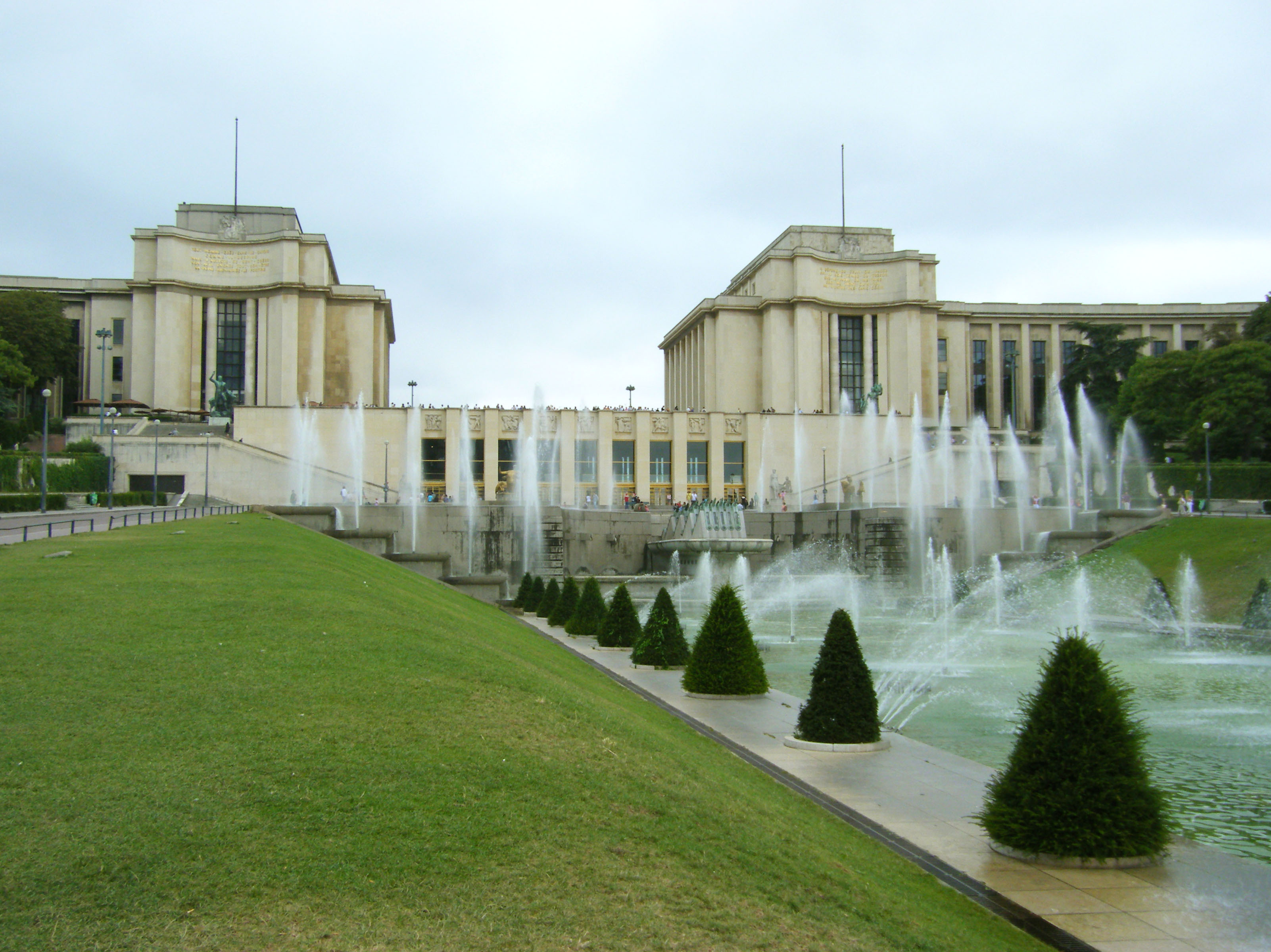
シャイヨ宮 、そして1937年の博覧会のために建てられた庭園と噴水。

1930年代のパリの主要な建築およびランドスケーププロジェクトは、1937年のシャイヨの丘で開催された近代美術展で、それ以前の2つの展示で使用されていた古いトロカデロ宮殿は取り壊され、セーヌ川とエッフェル塔のパノラマビューを備えた大きなテラスと、上部を包む2つの翼を持つモダニストの白いシャイヨ宮殿に置き換えられた。ジャン・シャルル・アルファンが1878年の博覧会のために建てた丘の斜面にある絵のように美しい庭園と、21ヘクタールの新しい庭園がレオン・アゼマと建築家カルル・ボイローによって設計された。庭園の中心的な要素は、彫像が並ぶ一連の滝と、噴水と2つの強力な大砲を含む長い盆地になるが夜の洗面台、噴水、ドラマチックな照明は、有名なフランスのオーシャンライナーノルマンディーの内装も設計したロジャーアンリエキスパートによって設計された。博覧会の彫像の多くは、当時のフランスの主要な彫刻家によって博覧会の後に保存されたまたはその時代の他の新しい都市公園で新しい家を見つけて移築した 。

### ラ・ビュット・デュ・シャポールージュ公園（1939年）

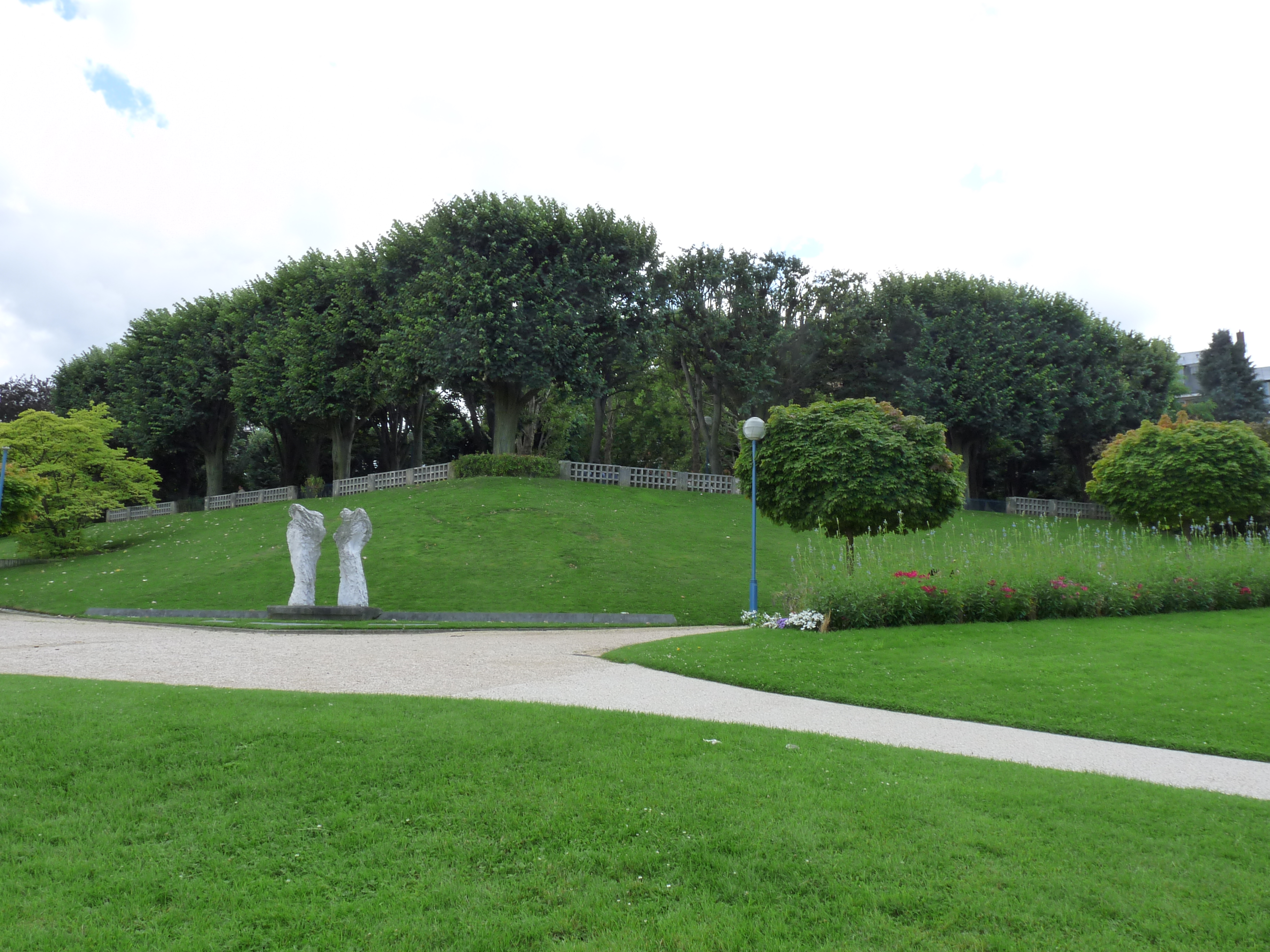
第19区のビュットデュシャポールージュ広場（1939）

19区にあるビュートデュシャポールージュ広場として知られているビュットデュシャポールージュ公園は、以降、都市を囲む古い要塞地帯に建てられた一連の広場の1つ。ルイ・フィリップの治世下でレオン・アゼマによって設計される。2年前のトロカデロの庭園に対する彼の計画に似ており、広い芝生と曲がりくねった道は急な斜面を利用し、彫刻のショーケースとして機能した。
主な構築上の特徴は、彫刻家レイモンド・クーベンジェ（1938年）によるイブの像と遊び場への入り口として機能する彫刻のある古典的な柱廊が飾られた、正面玄関のビュッフェ式噴水、またはカスケード式噴水。公園のハイエンドには、曲がりくねった小道が続く2つのベルベデールがあり、街のパノラマビューが楽しめる。

### ケレルマン公園（1939年-1950年）

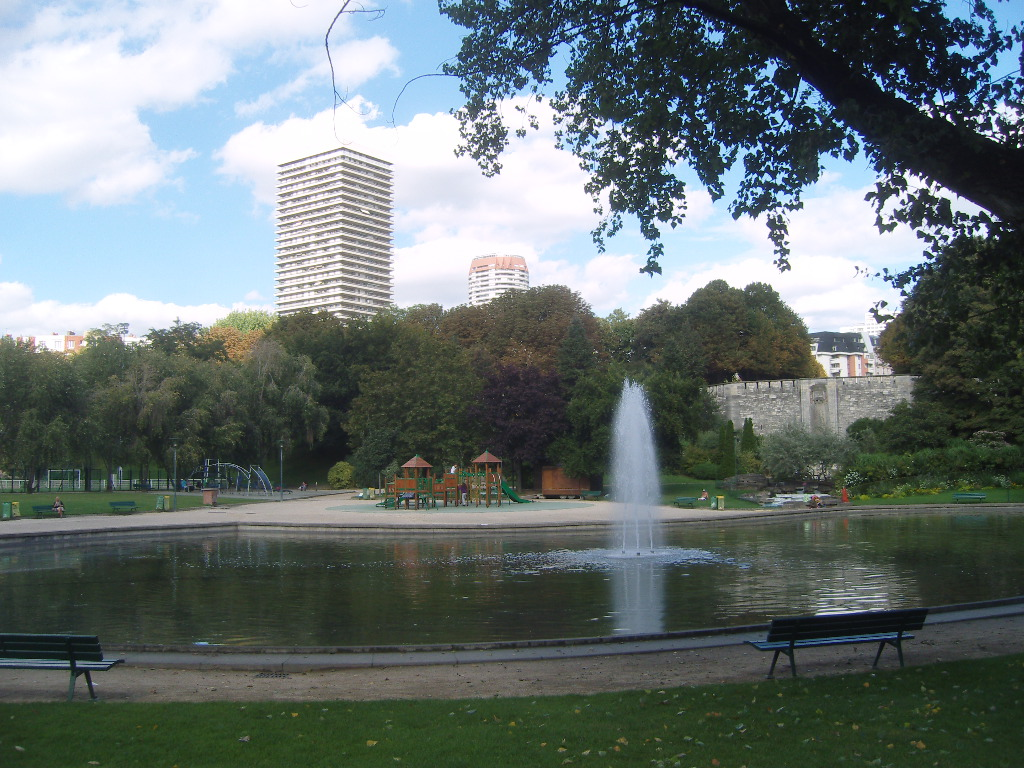
13区のケレルマン公園（1939年 - 1950年）

ケレルマン公園は、市の南端、13区の端にあるButte-du-Chapeau-Rouge広場と同じ頃につくられたが、それはスクエアではなく公園と呼ばれる権利を与えられるシャポールージュ（4.68と比較して5.55ヘクタール）よりもわずかに大きかった。もともと1937年の博覧会時にいくつかの小さなパビリオン用の場所として機能していたもので、1937年に開催された博覧会時の首席建築家であり、フィラデルフィアのベンジャミン・フランクリン・パークウェイを設計した著名なキャリアを持つ建築家ジャック・グレベールによって設計された。
公園の敷地には2つの異なるレベルがあり、公園の大部分は古いベッドとビエーブル川のほとりに建設され、現在は覆われている。クレベールは2つの異なるスタイルをマージ、公園の下部は絵のように美しく、湖、小川、偽岩、木立、曲がりくねった道、 ナポレオン3世の公園のその他の特徴をなす。ブールバード・ケレルマンで囲まれた上部はセメント柱廊で、1930年代のスタイルでの浅浮き彫りの彫刻で飾られた2レンガexcedresという古典と近代の1930年代の組み合わせをみる。大きな分水と盆地そして長い並木道など、今日公園の上部からは市内の並外れた景色を眺めることができるが、パリを一周する近隣の高速道路の騒音にも悩まされている 。

## 20世紀後半（1940年-1980年）の公園と庭園
1940年のドイツのパリ占領に続いて、 フィリップ・ペタンとヴィシー政権のイデオロギーに従い、公園を作ることから運動場やその他のスポーツ施設を作ることに優先順位が移る。1939年、パリには20ヘクタールのスポーツフィールドが存在した。1941年、パリ政府は、さらに200ヘクタールのスポーツ施設と競技場を建設する計画を発表。主に、街の端にある古い要塞地帯の空き地を使用した 。
遊び場とスポーツ場に重点が置かれたのは、戦後も長年続いていく。歴代のフランス政府の優先事項は、戦争によって破壊されたインフラの修復と公共住宅の建設で多くの広場も作成されたが、ほとんどのスペースは通常、庭ではなく遊び場に割り当てられていた。新しい公園と広場には、20区のSquares Docteurs-Dejerine（1958）、Emmanuel-Fleury（1973）、Leon Frapie（1973）12区のエミールコール広場とジョルジュメリーズ（1959年）。 17区のシャンペレポルト周辺の広場。 15区のポルトドプレーヌ広場（1948〜1952年）など。

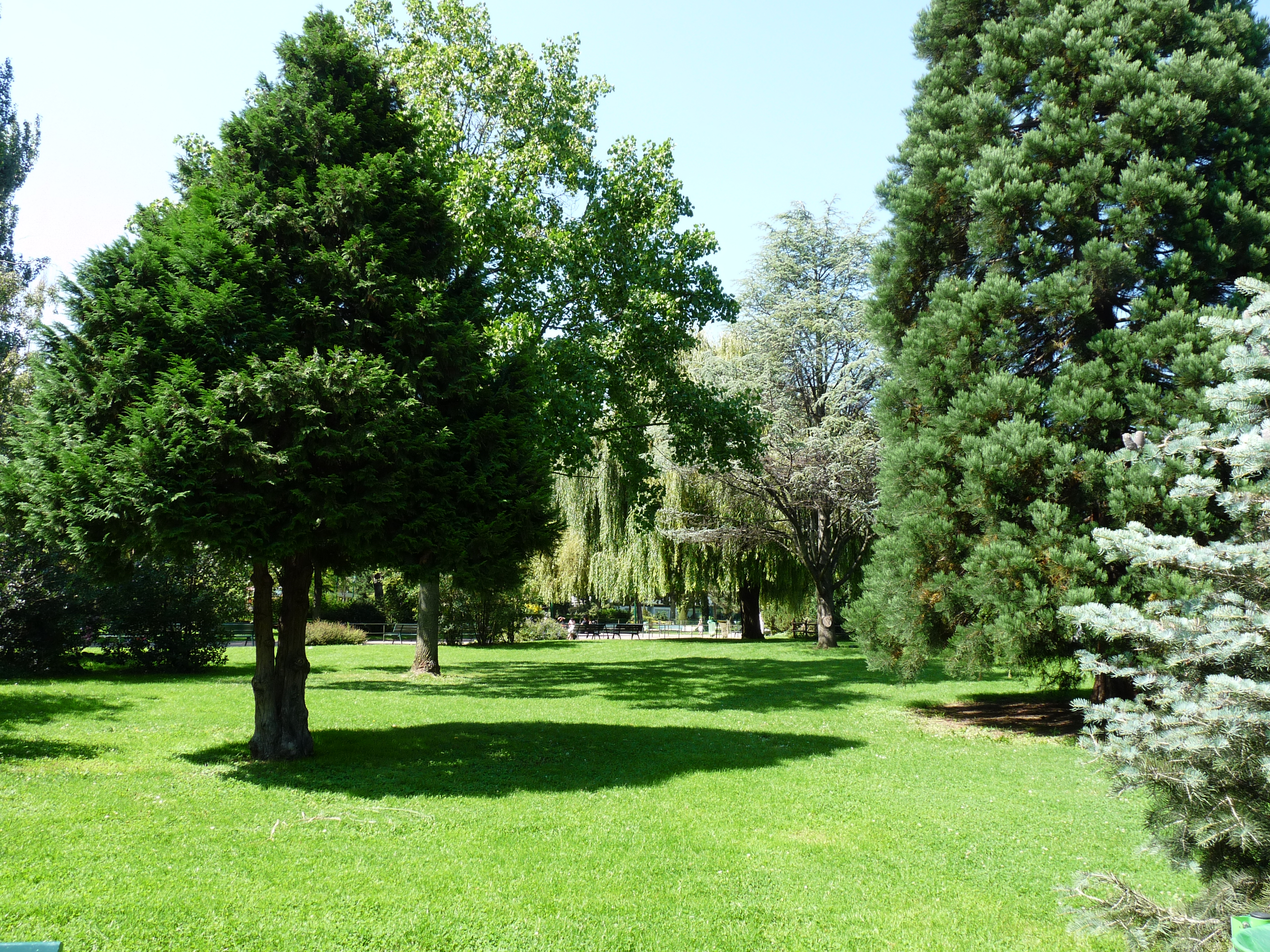
20区にある絵のように美しい庭園広場、エマニュエル・フルリー広場

17区にあるスクエア・アンド・レウルマン （1947年）は、戦後の典型的な庭園の1つ。対称的かつ厳格な三角形のスペースを占め、1つのコーナーに円形円形のパビリオン、2本の平たい木の路地、中央の緑、幾何学的な形に刻まれた低木がある。
面積2.34ヘクタールの20区のスクエアエマニュエルフルーリー （1973）は、戦後できた庭園でどれよりも大きく、ローラースポーツのコースなどのスポーツフィールドがあるが、絵のように美しいナペオレオンIII豊かな花壇、曲がりくねった道、木々やキオスクのある他の戦後の庭園よりもスタイルが良い。
ランドスケープアーキテクトJean Camandによる17区のSquare Sainte-Odile （1976）は、1980年代および1990年代に登場した新しい庭園の最初のモデルの1つ。小さなスペース（1.13ヘクタール）を占有し、異なるスタイルとテーマの異なるスペースに分割。教会の隣には、1つのセクションにランドスケープガーデンがあり、別の遊び場、パビリオンのある絵のようなビュート、抽象彫刻のある中央盆地、ハープ奏者リリー・ラスキンの記念碑などを有する。

### パルク・フローラル・ドゥ・パリ （1969年）

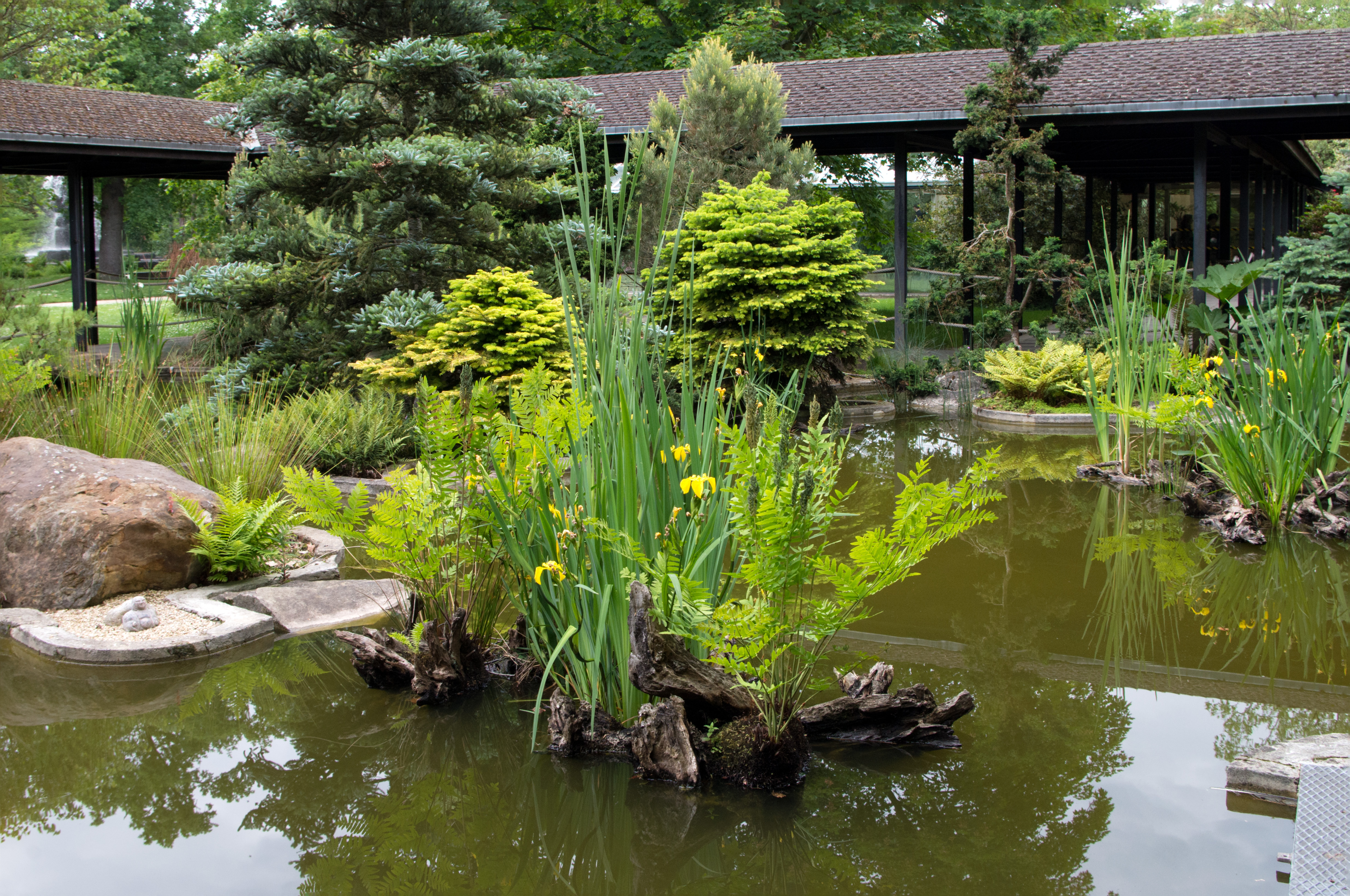
Parc Floral de Parisにある日本館の庭園

20世紀の後半にパリで作られた最大の新しい庭園、1969年にヴァンセンヌの森に建てられた31ヘクタールの花公園。1959年と1964年には、この公園はインターナショナルフラワーショー、Floralies internationalesが催され、2つのイベントは非常に人気があったため、市は花の展示会の常設サイトを作ることにした。土地は公園内の軍事施設から都市に割譲され、新しい庭は造園家ダニエル・コリンの指示の下で造成された。新しい公園は、テーマの異なるさまざまな花園の集合体、花の谷;現代彫刻の庭;水の庭;子供の庭、屋内展示用のパビリオン、エキゾチックな花、日本の盆栽 、その他の植物のアトラクションが展示されています。四季の庭が1979年に追加され、早春から秋の終わりまで花が咲き誇る。公園には、音楽イベント用の屋外劇場、小さな湖や噴水もある。

### ジャルダン・ティノ・ロッシ （1975年 - 1980年）

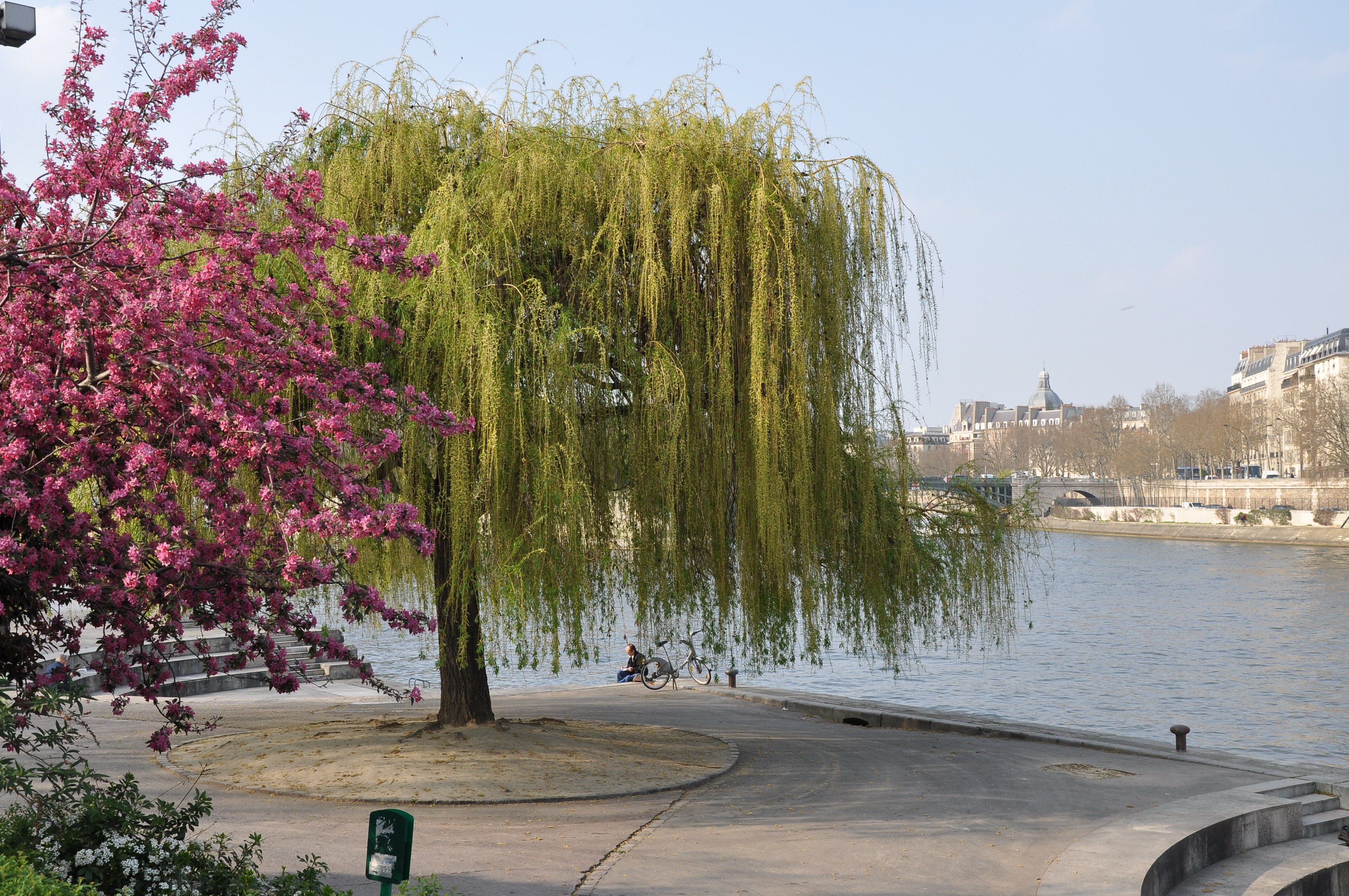
Jardin Tino-Rossiは、セーヌ川沿いの遊歩道と20世紀後半の彫刻の野外博物館を組み合わせたもの。

19世紀、5区のサンベルナールにあるティルノロッシ公園は、近くのハレオヴァンで販売のためにバージからワイン樽が降ろされた場所で、1975年、 ヴァレリー・ジスカール・デスタン大統領期の政府は、19世紀にキアイに沿って植えられたプランタンの木の列と、水際にある一連の小さな庭の円形劇場を特徴とするプロムナードにすることを決定。1980年に、アレクサンダー・カルダー 、 コンスタンタン・ブランキュージー 、 ジャン・アルプなど、20世紀後半の彫刻家らによる50を超える作品が展示されるという屋外彫刻庭園といったより野心的な要素が追加された。このプロムナードの試みは一般に成功したと見なされていますが、彫刻作品の劣化と破壊行為により長い間苦しめられている 。

## ミッテラン時代の公園（1981年 - 1995年）
フランソワ・ミッテランの14年目の大統領期、フランス革命の2周年にあたり、パリでは、 オペラバスティーユ 、ルーブル美術館のピラミッド、地下の中庭、新しい国立図書館などの主要な公共事業プロジェクトが爆発的に増加。ミッテランドのプロジェクトには、150の新しい公園、広場、庭園があり、ナポレオン3世の下に建設されたものよりも多く、新しい公園の総面積ははるかに小さかった。第二帝国とは異なり、すべての新しい庭園が同じ基本計画と絵のように美しいスタイルに従っていたとき、ミッテラン時代の庭園はさまざまな建築家や造園家によって建てられ、自然の荒野のミニチュアレクリエーションからハイテクまであり、ラヴィレットのような新しい公園や庭園の多くもかつての工業用地に建設され、その大部分は人口が最も多い都市の郊外に建設された。新しい公園のほとんどは、現代美術と彫刻の作品を特色とした。  ヴィレット公園の庭園をランドスケープアーキテクトとして設計したベルナール・チュミは21世紀の公園 （1987年）という本で新しい公園の哲学性を説明しようとしている。「近代都市の条件は、自然のイメージとしての公園の歴史的なプロトタイプを無効にしました。公園は、下品な現実から保護されたミニチュアのユートピア世界のモデルとしてはもはや考えられません。おしなべて現代の公園は、都市の住民の関心、レクリエーションのニーズ、現代の都市社会の労働条件と文化的願望によって定義される喜びによって定義される環境として見られるべきです。」

### ジョルジュ＝ブラッセン公園（1984年）

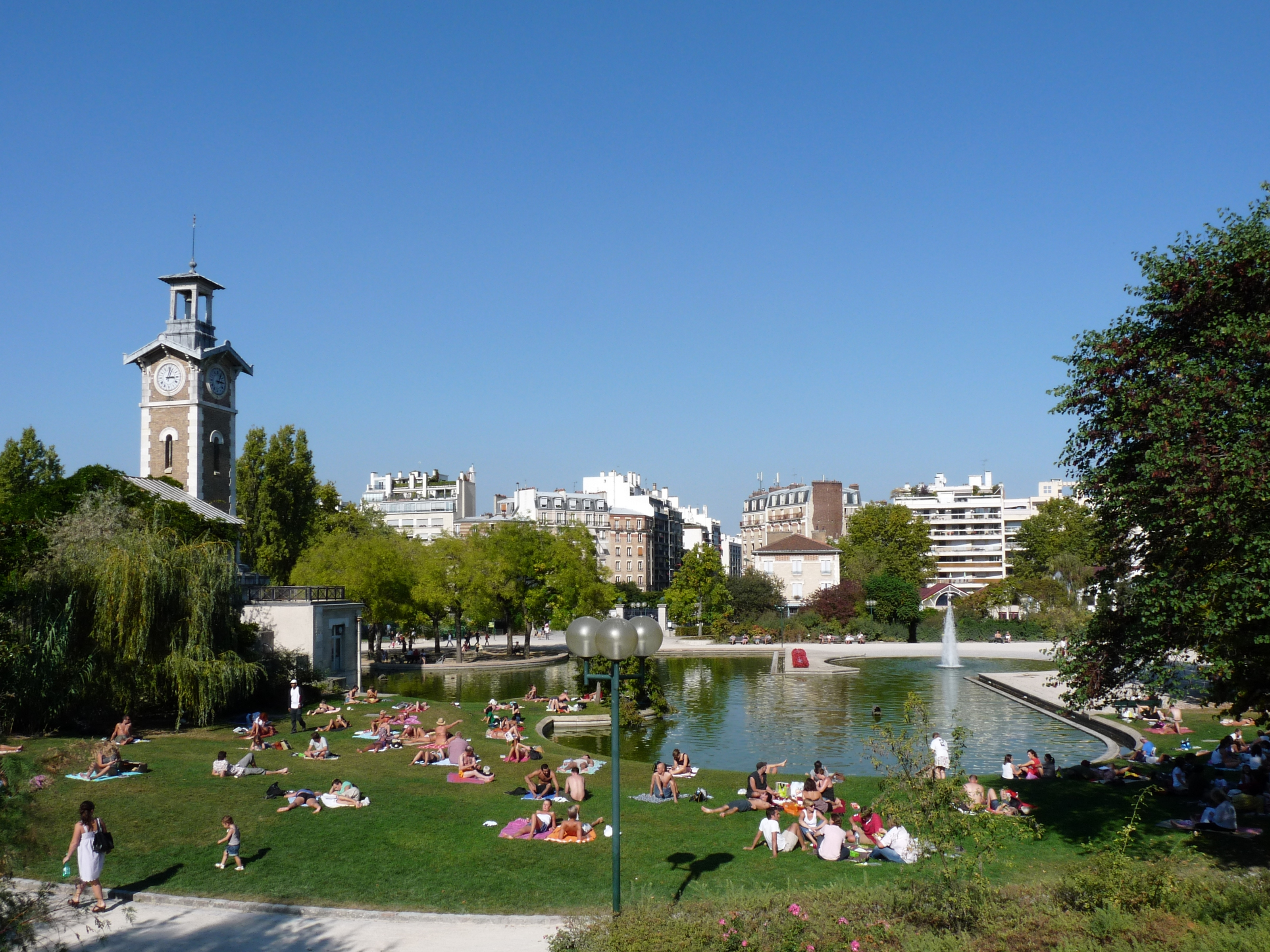
ジョルジュ＝ブラッセン公園の目玉は、Vaugirardの食肉処理場にある古いオークション市場の鐘楼です。

7.4ヘクタールを占めるジョルジュ・ブラッセン公園 （15区）は、1894〜1897年の旧ヴォージラールと畜場と馬市場の跡地にあり、1969〜1979年に取り壊された。ダニエル・コリンは、ヴォイジラールの食肉処理場の古い競売市場の鐘楼や、今では週末に古書市場の場所として機能する屋根付きの馬市場など、元の市場の絵のような要素を保存。馬の現代彫刻が庭の入り口に立っている。公園の角には、就学前と保育園、劇場がある。アルファンドと第2帝国の絵のような伝統のある公園の中心にあるランドスケープガーデンには、湖、曲がりくねった道、花壇、バラ園、芳香植物の庭園がある。公園の斜面には、子供たちが登るための人工石の乾燥したカスケードもある。

### ベルヴィル公園（1988年）

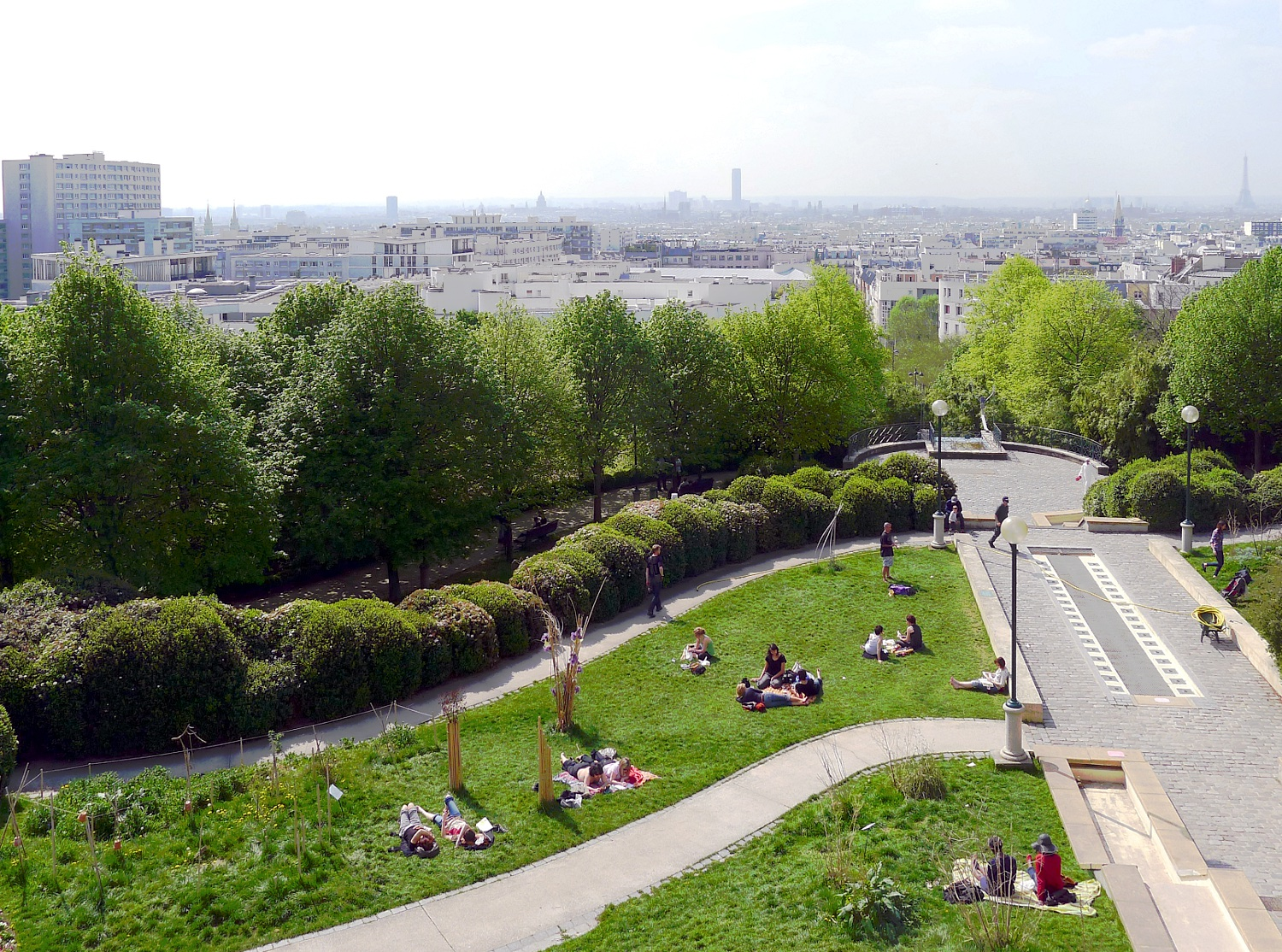
20区のベルヴィル公園は、パリの最も高い位置からのパノラマの景色を一望でき、訪問者に草の上に座るのもお勧めである。

20区にあるベルヴィル公園は、もう1つの初期のミッテラン時代の公園でした。建築家のフランソワ・デブロワと造園家のポール・ブリシェによって設計され、街の最高地点であるベルヴィルの丘にある4.5ヘクタールの急傾斜地に建てられました。この公園はビュットショーモン公園からそれほど遠くない場所にあり、公園の最上部にあるテラスやベルベデーレなど、都市のパノラマビューや曲がりくねった小道など、セカンドエンパイア公園と同じ絵のような要素を共有する丘の中腹、豊かな花壇と木々、丘の頂上から半円形の盆地までの一連のカスケード、そしてジュリアンラクロア通りの下、パリジャルダンの別の庭の円形の盆地1989年にオープンした3,000平方メートルのミニチュア公園。公園への訪問者は公園の豊富な芝生に座るように招待されているようになっている。ビュットショーモンのように、ベルヴィル公園には元々、古い石切り場の側面に建てられた洞窟があったが、破壊行為と安全上の懸念から閉鎖する必要があった。

### ラ・ヴィレット公園（1987年 - 1991年）

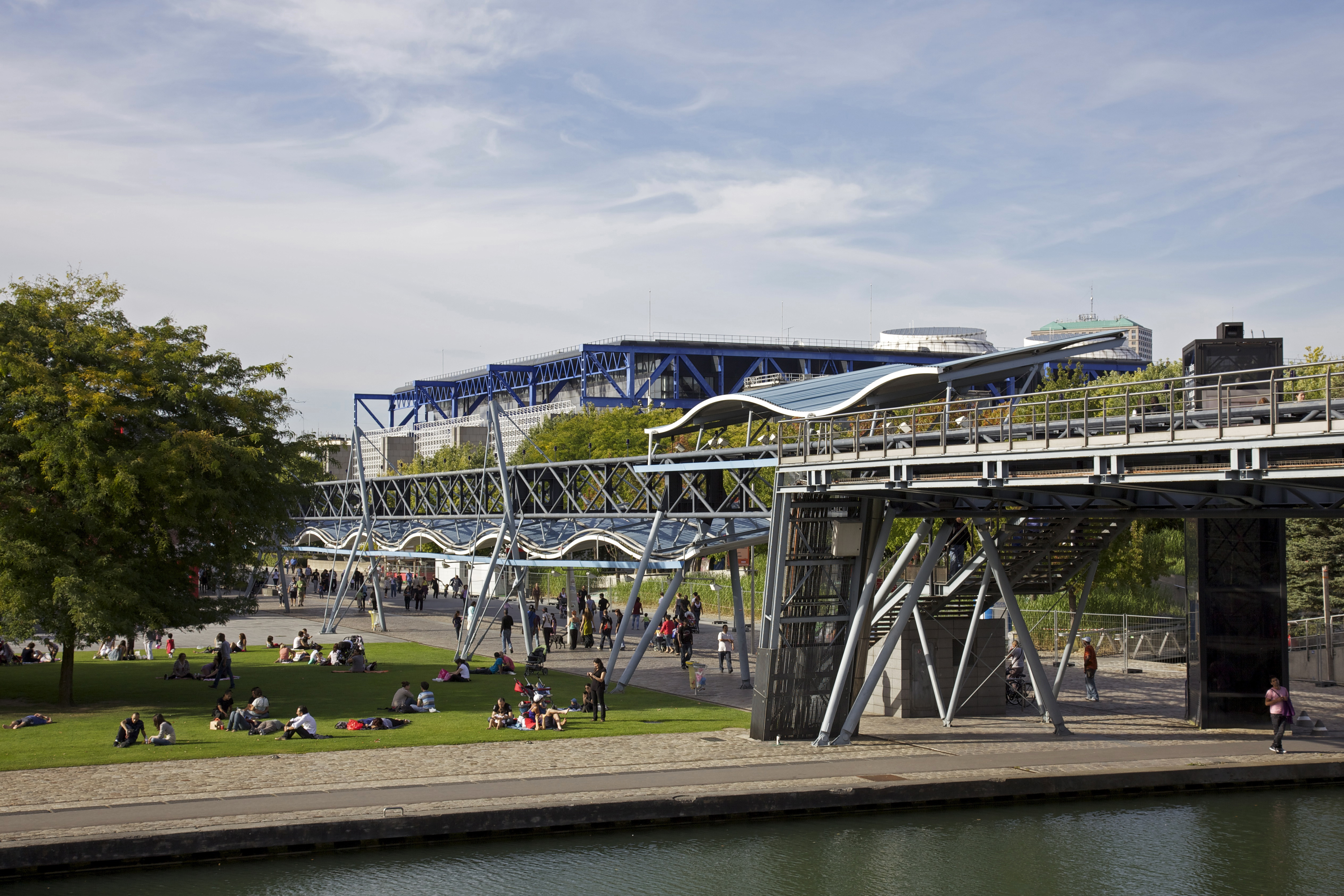
ハイテク遊園地のようなラ・ヴィレット公園には、10のテーマ別庭園と遊び場

ヴィレット公園は、かつて市の主要な食肉処理場であり、19区に位置し、ウルク運河とサンドニ運河の交差点にあたる。有名なガラスと鉄の構造建てたジュール・ド・Merindol、古いサイト、グランデハレからパリ中央市場などバルタールの学生によって1867年に建てられていたが1982年、国際コンペにより、ベルナール・チュミが公園の設計者に選ばれる。最終設計は10のテーマ別庭園で構成されていた。チュミは、これらをさまざまな光景とスタイルの「映画の遊歩道」と表現した 。 ビレット公園は、伝統的な公園というよりも、ディズニーランドやチボリ公園などのハイテク遊園地のカテゴリーに属する。 55ヘクタールの敷地の20ヘクタールは、Cite des Sciences et de l'industrie、Cite de la Musique、Zenithパフォーマンスホール、フルサイズの潜水艦、鏡面ジオード、 測地線ドーム、中央のランドマークを含む建物や構造物に充てられている。10のテーマ別庭園には、遊び場と小さな平和な聖域が、鏡の庭、影の庭、島の庭、竹の庭、砂丘の庭、そしてドラゴンの形の滑り台を含むいくつかのテーマの遊び場がある。庭園には、クレス・オルデンバーグやダニエル・ビュランなどの著名な芸術家や彫刻家による彫刻作品もある。

### アンドレ・シトロエン公園（1992年）

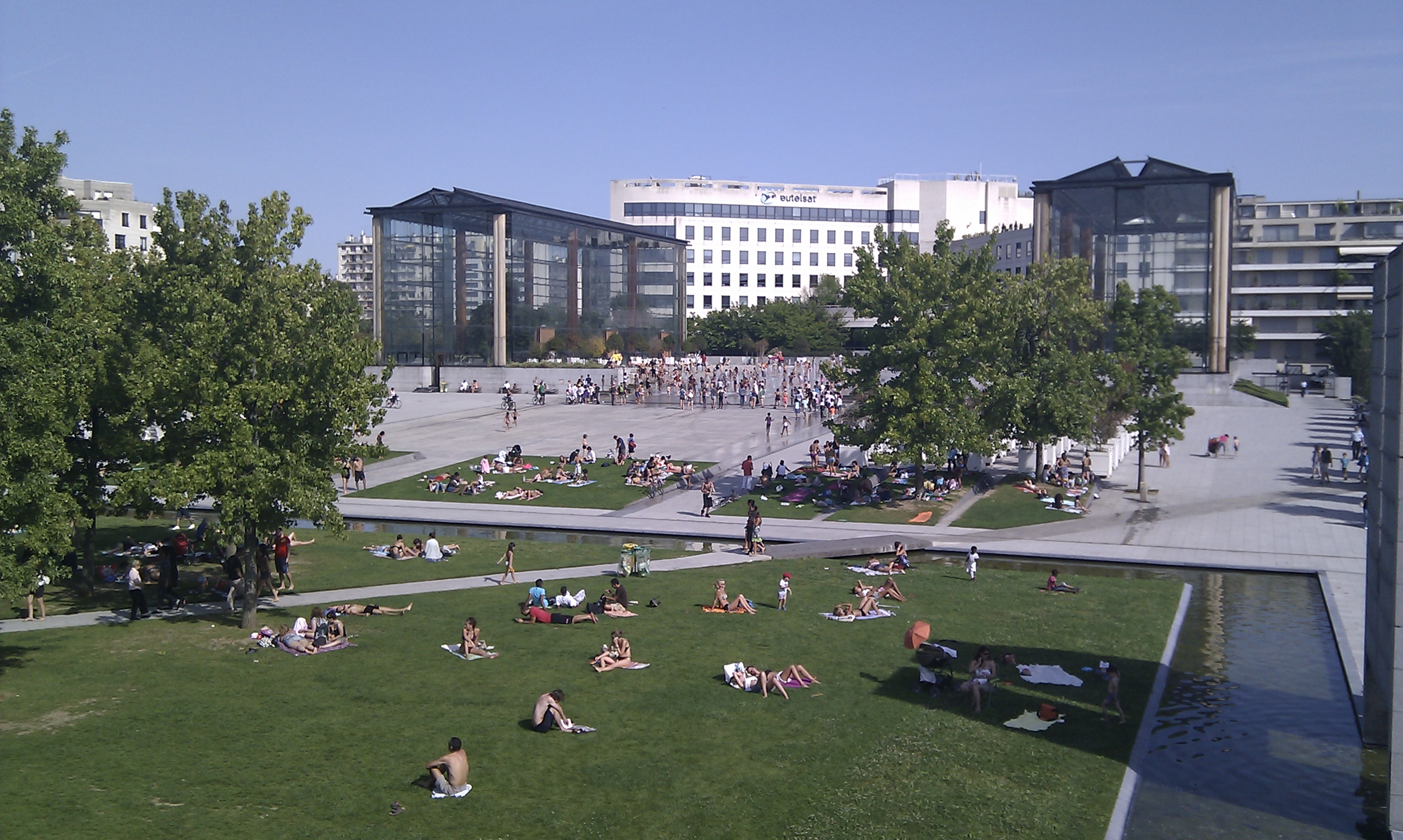
古い自動車工場の敷地内にあるアンドレ・シトロエン公園（1992）は、ハイテク温室、広い芝生、さまざまな小さなテーマ別庭園を提供している。

15区のセーヌ川にあるアンドレシトロエン公園は、1915年から1970年代までのシトロエン自動車工場の跡地。新しい公園の計画は、造園家ジル・クレモン建築家パトリック・ベルガー、ジャン=フランソワ・ジョドリ、とジャン=ピエール・ビギュエと一緒に、そしてアラン・プロヴォによって開発された。ミッテラン時代のほとんどの公園と同様に、2つの非常に異なるスタイルの公園、レクリエーション公園と美しい花の公園を組み合わせた。24ヘクタールの公園の目玉は、レクリエーション、スポーツ、リラクゼーションに特化した273 x 85メートルの大きな芝生。公園の自然で純粋な庭の側面は、公園を見下ろす南東の2つの非常に大きな温室で表現され1つはオランジュリー、もう1つは地中海の植物を展示しています。また、一連の6つの小さな「シリアルガーデン」があり、それぞれが異なる金属、惑星、水の状態、感覚に関連付けられています。そして「動きの庭」、風に吹かれたさまざまな草の牧草地。運河は大きな芝生の片側を囲み、それぞれ独自の床の間の連続した庭は反対側を囲んでいる 。

### プロムナード・プランテ（1993年）

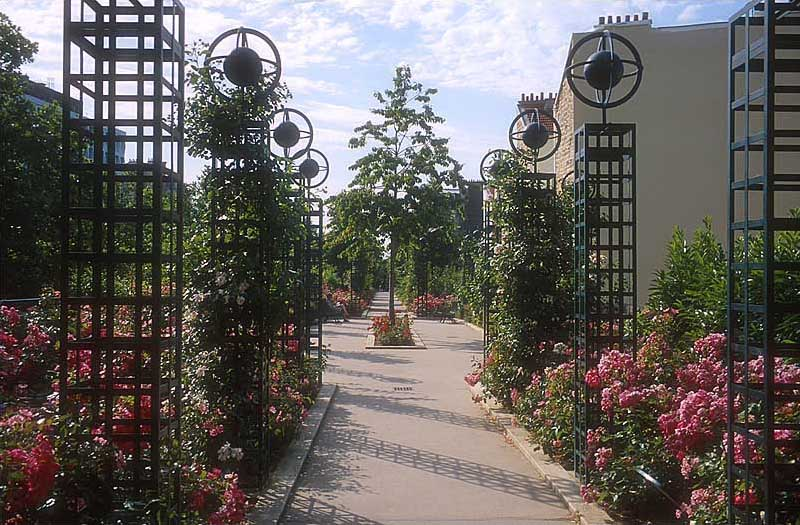
プロムナード・プランテは、市内から10メートル上の放棄された鉄道高架橋につくられ、その延長はバスティーユ広場から市内の端まで4.7キロメートルにわたる。

12区のプロムナード・プランテは、パリの公園の中で最も独創的な場所で1859年にナポレオン3世の下に建てられたヴァンセンヌ鉄道が放棄された高架道の10メートル上に、ランドスケープアーキテクトのジャック・ヴェルジェリーと建築家フィリップ・マシューが手掛ける。鉄道のバスティーユ駅、バスティーユ広場の近く、 ヴェルヌイユ・レタン、市の外縁の高速道路周囲を囲まれている。この公園では、竹林から絵のように美しい花の庭園まで、さまざまな景色が楽しめ、街の素晴らしい景色も楽しめる。ルートに沿って多くの階段でアクセスでき、散歩をする人が優先されるが、ジョギングはプロムナードを妨げない限り許可されているが遊歩道の幅が狭いため、自転車は許可されていない。
プロムナードプランテは、他の都市の同様の公園に影響を与えた。類似のものに2009年にオープンしたニューヨーク市のチェルシー地区のハイライン、シカゴの3マイルのブルーミングデールトレイル などがみられる。

### アトランティック庭園（1994年）

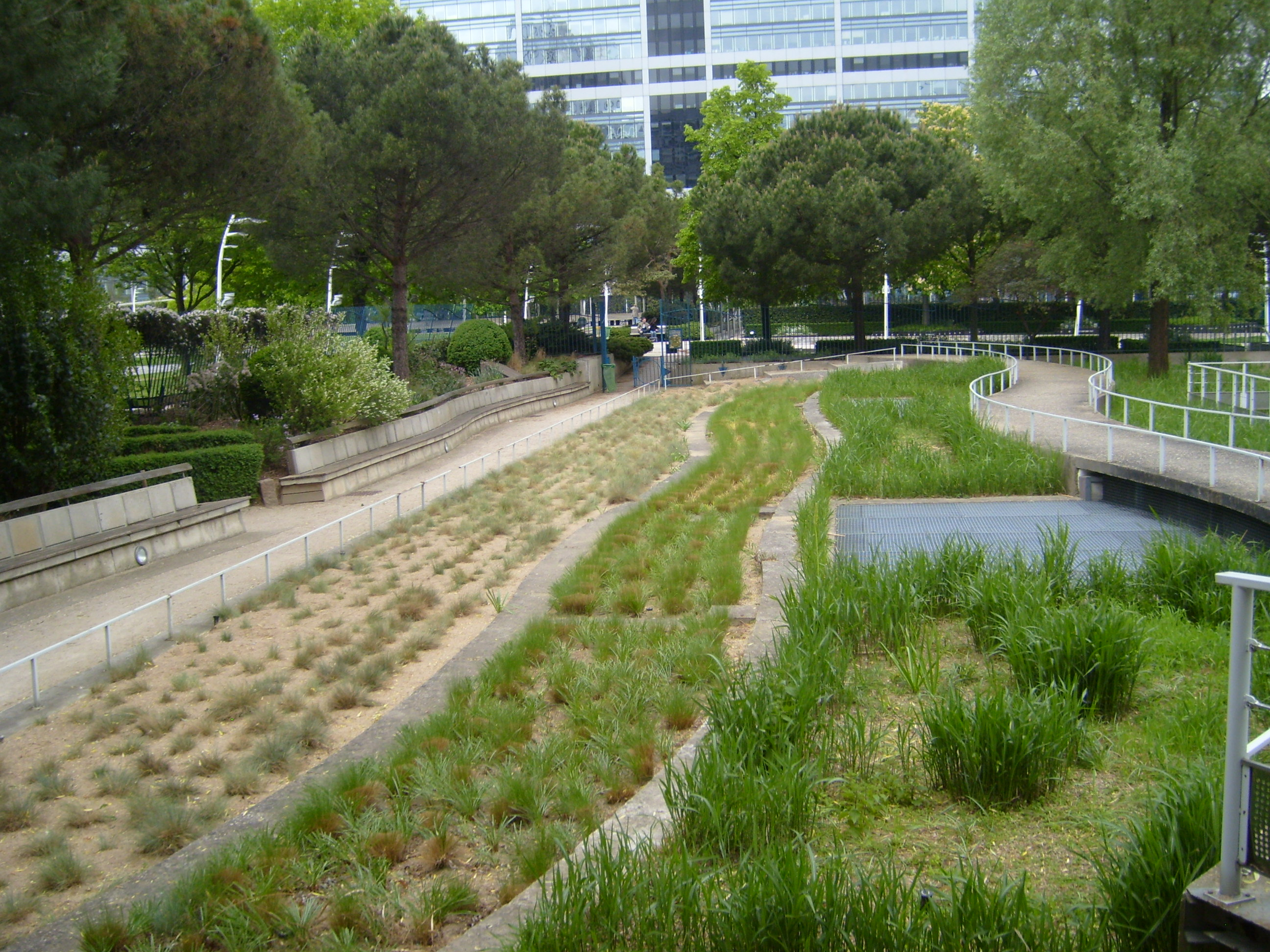
Gare Montparnasse鉄道駅屋上にある アトランティック庭園「起伏のある草の部屋」。

15区のジャルダンアトランティックは、プロムナードプランテのように、パリからフランス西部を結ぶモンパルナス駅の屋根の上にある、通りの高さ17メートルにある12本のコンクリート柱の上にある非常に珍しい場所に築かれた。ランドスケープアーキテクトのマイケル・ペナとフランソワ・ブルンによって設計され、伝えられるところによればパリで最も高価な公園であった 。他のミッターランド時代の公園と同様に、中央の芝生があり、テーマ別の庭園に囲まれ、現代の彫刻と噴水が点在している。また、30の開口部があり、下の列車の線路とプラットフォームに換気と照明を提供します。列車の到着と出発のアナウンスメントは上の公園で聞くことができます。公園の設計は、鉄道駅とシェルブールおよびルアーブルの大西洋港との接続に合わせて、オーシャンライナーのデッキに漠然と似させている。
重量制限と土壌の深さの制限により、緑の量に比べてコンクリートやその他の構造材料の割合が高くなっています。にもかかわらず、公園には立方体の石の箱に植えられた500本の木がある。テーマ別の庭園には、さまざまな庭園、風に揺れる庭園水生植物の庭;沿岸植物の庭、青と藤色の花の庭そして「沈黙のホール」、瞑想の庭などがあります。 

### ベルシー公園（1994年–1997年）

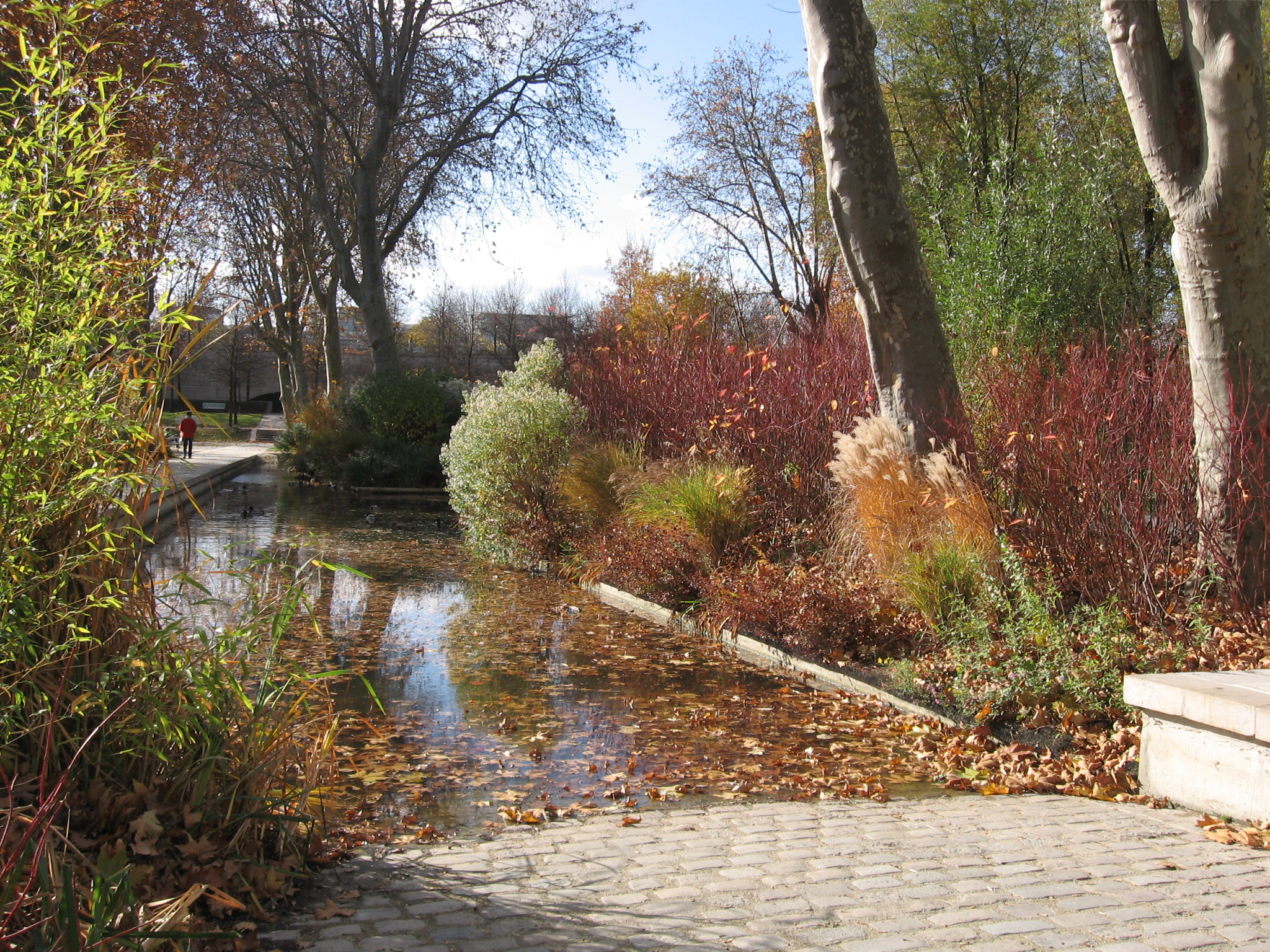
秋のベルシー公園内のROMANTIQUE庭園

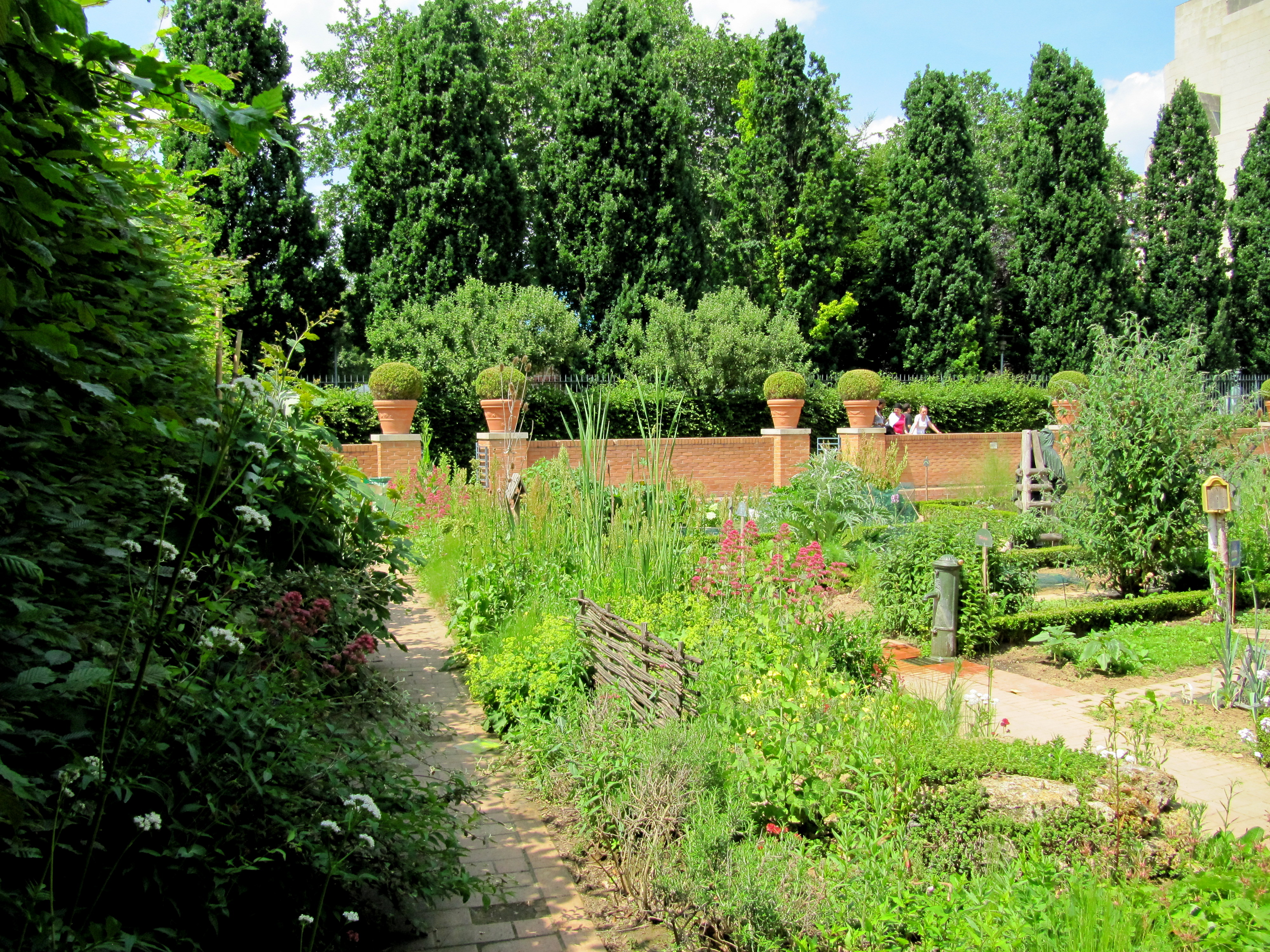
ベルシー公園のパルテール

12区セーヌ川沿いのベルシー公園の場所は、 ナポレオン3世の時代まで市の境界の端に位置した。もとは、樽ワインとスピリッツがはしけから降ろされ、都市に届けられる前に課税されたワイン倉庫の場所で、ミッテラン計画の下で、この新しい公園は、街の中心部にあるセーヌ川に沿って、 チュイルリー庭園に相当する東パリの公園として設計された。敷地にはすでに200年前の栗とオオバコの木が並ぶ広い通りがあり、ワイン貯蔵所の古い建物とともに新しい公園に統合。公園は市の中心部から遠く離れていたが、新しいパレオムニスポートの屋内スポーツ施設とシネマテーク（元はフランク・ゲーリーによって設計されたアメリカンセンター）の隣にあり、セーヌ川側では、公園は高いテラスに隣接しており、川沿いの高速道路の騒音を遮断し、セーヌ川と公園の両方を眺めることができる。公園には新石器時代の村が発見された場所に円形劇場もある。
新しい公園は、建築家のバーナード・ユエ、マドレーヌ・フェラン、ジャン=ピエール・フージュ、造園家のイアン・ラ・ケーヌ、フィリップ・ラギンによって設計された。彼らのデザインは、テーマを分けた3つの独立した庭園を作り、それらを分割する通りの歩道橋でつながっている。パレオムニスポートの近くにあるレプレーリーと呼ばれる西部の公園には、木の下の広い芝生がある。公園のこの部分は、非公式のスポーツ、サッカーのスケートボード、ローラーブレードにも使用されている。中央公園はレパルテールと呼ばれ、本格的なガーデニングに専念している。芳香族の庭、バラ園、および農業と園芸について学ぶために学校のグループが来る菜園が含まれる。東の庭は「 ル・ジャルダン・ロマンティック 」と呼ばれ、水をテーマとしており、運河、養魚池、滝、睡蓮のあるプールがある。

## 21世紀のパリの公園と庭園
20世紀後半のフランス大統領が在任期間を記念して新しい博物館や公園を建設した伝統を受けて、 ジャック・シラク大統領はアメリカ、アフリカ、アジア、オセアニアの芸術に捧げられたケ・ブランリ美術館を立ち上げた。
1991年、セーヌ川のほとりはユネスコ文化遺産に指定され、川沿いに残っていた高速道路と工業スペースを長い遊歩道にする試みが始まる。2000年から、日曜日はプロムナードやジョギングのために高速道路の一部が閉鎖され、夏には砂とデッキチェアを備えた人工の「ビーチ」が設置された。2008年、 ベルトラン・ドラノエ市長（2001〜2014年）の管理中、パリ市はセーヌ川の左岸と右岸に沿って建設された高速道路の一部を公園やレクリエーションエリアに変え始めた。 2013年、ポンダルマとオルセー美術館の間にある左岸の高速道路の2.3 kmの区間が、恒久的なプロムナードプロムナードデベルジュドラセーヌとしてオープンしました。

### ブランリー美術館庭園（2006年）

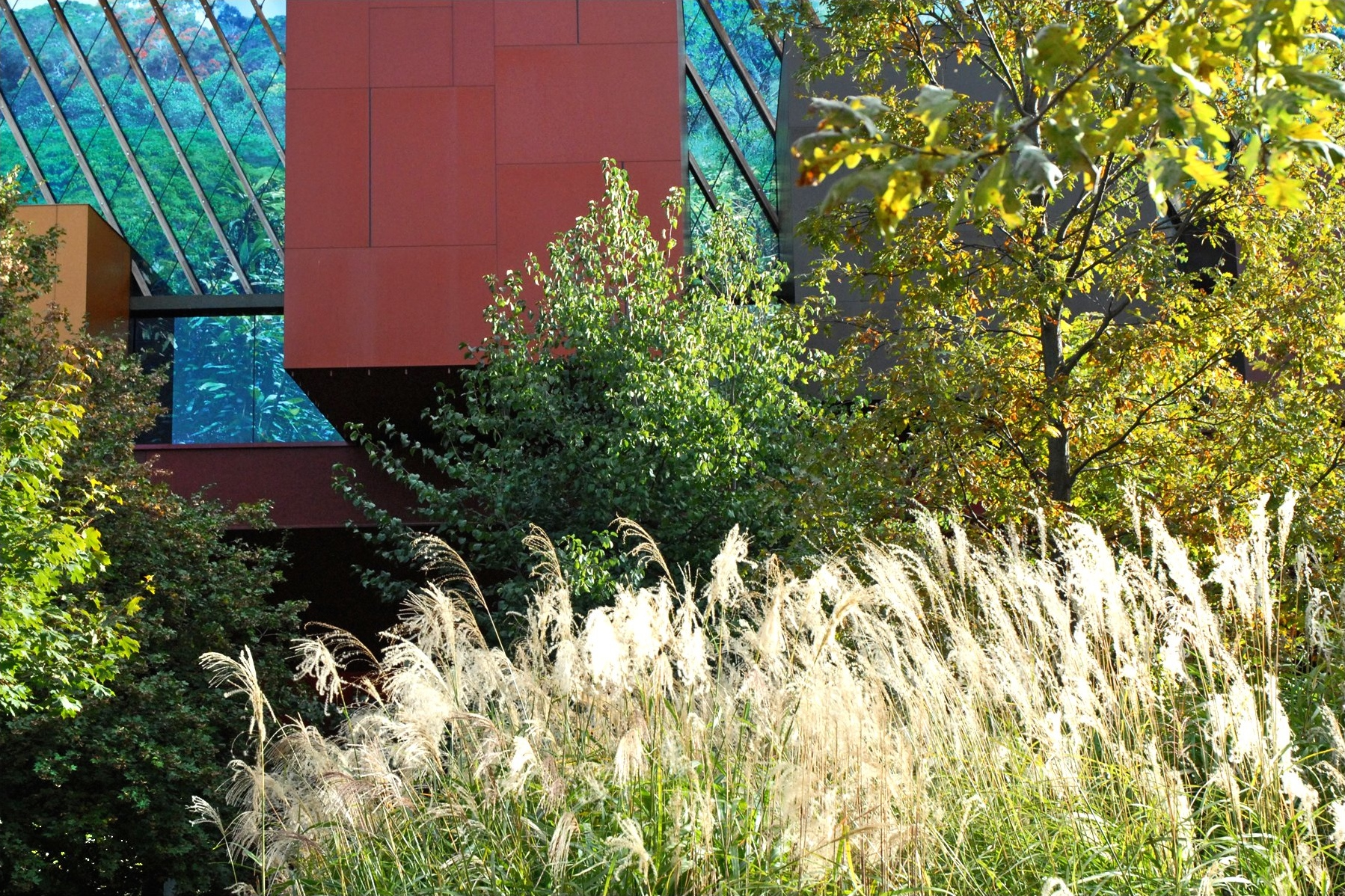
Muséedu quai Branly （2006）の庭園は、フランスの整形式庭園の正反対になるように設計されている。自然の祭典。

ケ・ブランリー美術館は 、左にシャイヨ宮が直面しているセーヌ川の土手、エッフェル塔からわずか百メートルで、復興都市計画省の建物によって占有されていた。国際コンペにより、建築家のジャン・ヌーヴェルが新しい美術館を設計することになる。博物館の当初の提案では、25,000平方メートルの敷地のうち7,500平方メートルを占める庭園を求めていた。ヌーヴェルは庭園を17,500平方メートルに拡大し、一連の異なる庭園を美術館の不可欠なものにした。ユニバーシテ通りとブラン・ブランリーの間の最大のセクション、「運動の庭」は、造園家ジル・クレモンによって野生のように見え、フランスの古典的な庭の反対側にあるように設計された、小さな構成的な庭。庭のもう1つの注目すべき特徴は、パトリック・ブラン設計のMur vegetaleまたは「植物の壁」。博物館の外構の800平方メートルと内壁の150平方メートルをカバーする150種の15,000の植物の構成で「壁」は毎年更新され、トリミングされている 。

### プロムナード・デ・ベルジュ・ドラ・セーヌ（2013年）

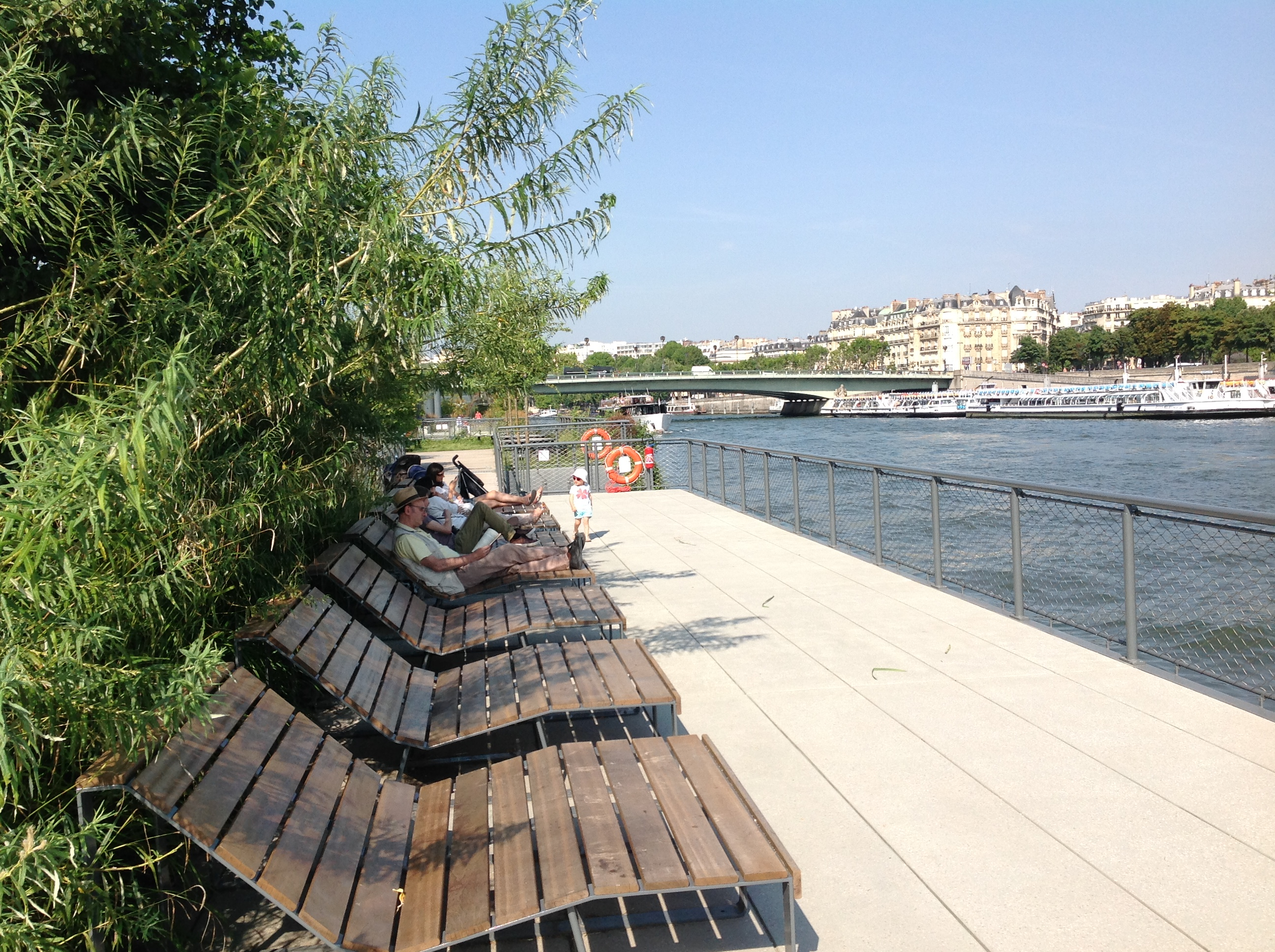
7区のPromenade des Berges de la Seine沿いのフローティングガーデンの1つ

19世紀から20世紀初頭にかけて、 アルマン橋とオルセー美術館の間にあるセーヌ川左岸の舗装された埠頭は、数々の国際博覧会、ボート埠頭、倉庫そしてカフェなどに使われ、そして浮遊プールが設けられていた。1961年から1967年の間、街の中心部の交通渋滞を緩和するために、川の両岸に沿って高速道路が建設された。1991年、川のほとりはユネスコの文化遺産に分類され、高速道路を公園や遊歩道に変える努力が始まる。 2008年から、高速道路の2.3キロメートルの区間が閉鎖され、2013年6月19日に「プロムナード・デ・ベルジュ・ドラ・セーヌ（Promenade des Berges de la Seine）」に生まれ変わった。遊歩道には木々茂み、花、そしてデッキチェアが並ぶ5つの浮遊する「島」があり、大きさは合計1800平方メートルにもなる。かつての高速道路にはコンサートや授業用のためのスペースや屋外展示スペース、遊び場、クライミングウォールや橋の下のディスコと化した。そしてランチからお祝いや会議のために活用できるtipisと家具付きの容器も設けられ、遊歩道沿いにボートドックと屋外カフェいくつかできる。公園内すべての施設は運搬も可能で、セーヌ川の水位が高騰する場合24時間以内に移動可能である。 遊歩道は建築家のFranklin Azziによって設計され、島はJean-Christophe Chobetによって築かれた。  

### 書誌
- Allain, Yves-Marie; Christiany, Janine (2006). L'art des jardins en Europe. Paris: Citadelles et Mazenod
- Combeau, Yvan (2013). Histoire de Paris. Paris: Presses Universitaires de France. ISBN 978-2-13-060852-3
- De Moncan, Patrice (2007). Les jardins du Baron Haussmann. Paris: Les Éditions du Mécène. ISBN 978-2-907970-914
- De Moncan, Patrice (2012). Le Paris d'Haussmann. Paris: Les Editions du Mecene. ISBN 978-2-9079-70983
- du Camp, Maxime (1993). Paris – Ses organes ses fonctions et sa vie jusqu'en 1870 [Paris – Its organs its functions and its life until 1870]. Monaco: Rondeau
- Héron de Villefosse, René (1959). HIstoire de Paris. Bernard Grasset
- Impelluso, Lucia (2007). Jardins, potagers et labyrinths. Paris: Hazan
- Jarrassé, Dominique (2007). Grammaire des jardins Parisiens. Parigramme. ISBN 978-2-84096-476-6
- Maneglier, Hervé (1990). Paris Impérial- La vie quotidienne sous le Second Empire. Paris: Armand Colin. ISBN 978-2-200-37226-2
- Meunier, Florian (2014). Le Paris du moyen âge. Paris: Editions Ouest-France. ISBN 978-2-7373-6217-0
- Milza, Pierre (2006). Napoléon III. Paris: Tempus. ISBN 978-2-262-02607-3
- Moireau, Fabrice (2009). Les jardins du musee du quai Branly. Gallimard. ISBN 978-2-74-242374-3
- Prevot, Philippe (2006). Histoire des jardins. Éditions Sud Ouest
- Racine, Michel (2007). Guide des jardins en France -Tome Nord. Paris: Les Editions Eugen Ulmer. ISBN 978-284138-300-9
- Sarmant, Thierry (2012). Histoire de Paris: Politique, urbanisme, civilisation. Editions Jean-Paul Gisserot. ISBN 978-2-755-803303
- Wenzler, Claude (2003). Architecture du jardin. Ouest-France. ISBN 978-273733-177-0
- Dictionnaire Historique de Paris. Le Livre de Poche. (2013). ISBN 978-2-253-13140-3